# Casco Antiguo (Badajoz)
El Casco Antiguo, también conocido como casco histórico, compone el sector más antiguo de la ciudad de Badajoz (España). Con forma de abanico, y sobre una pequeña ladera, el cerro de la Muela, junto al río Guadiana, comprende todo el interior del recinto abaluartado de la ciudad, que a principios del siglo XX constituía toda la ciudad. Posee diversos monumentos de interés:
- De la época de dominio musulmán, la Torre de Espantaperros y la Alcazaba, que es de las más antiguas de España, y la mayor de Europa, siendo de las más grandes del mundo en lo que a su perímetro se refiere.
- Del medievo cristiano, la catedral, el Puente de Palmas y la Plaza Alta.
- De la Edad Moderna, Puerta de Palmas y el recinto abaluartado que rodeaba la ciudad, siendo el conjunto amurallado y fortificado más grande de España.
- Del siglo XIX y XX, el Ayuntamiento, y diversas casas que representan los diferentes estilos de la época, especialmente en la plaza de la Soledad y alrededores.

Asimismo se concentra un gran número de pequeñas tiendas, muchas de las cuales pertenecen a una activa Asociación de Comerciantes; las calles principales de estos establecimientos son las calles Menacho, San Juan, Soledad , Melendez Valdés y Juan Carlos I, así como otras calles y plazas adyacentes. Los locales de restauración, bares y restaurantes, se concentran sobre todo en las calles que bajan de la plaza de San Juan o de la Catedral, aunque también pueden encontrarse cerca de la calle Santo Domingo o Puerta Pilar. En los últimos tiempos se ha restaurado con gran acierto la Plaza Alta, una de las partes más bellas de la ciudad.

## Galería de imágenes

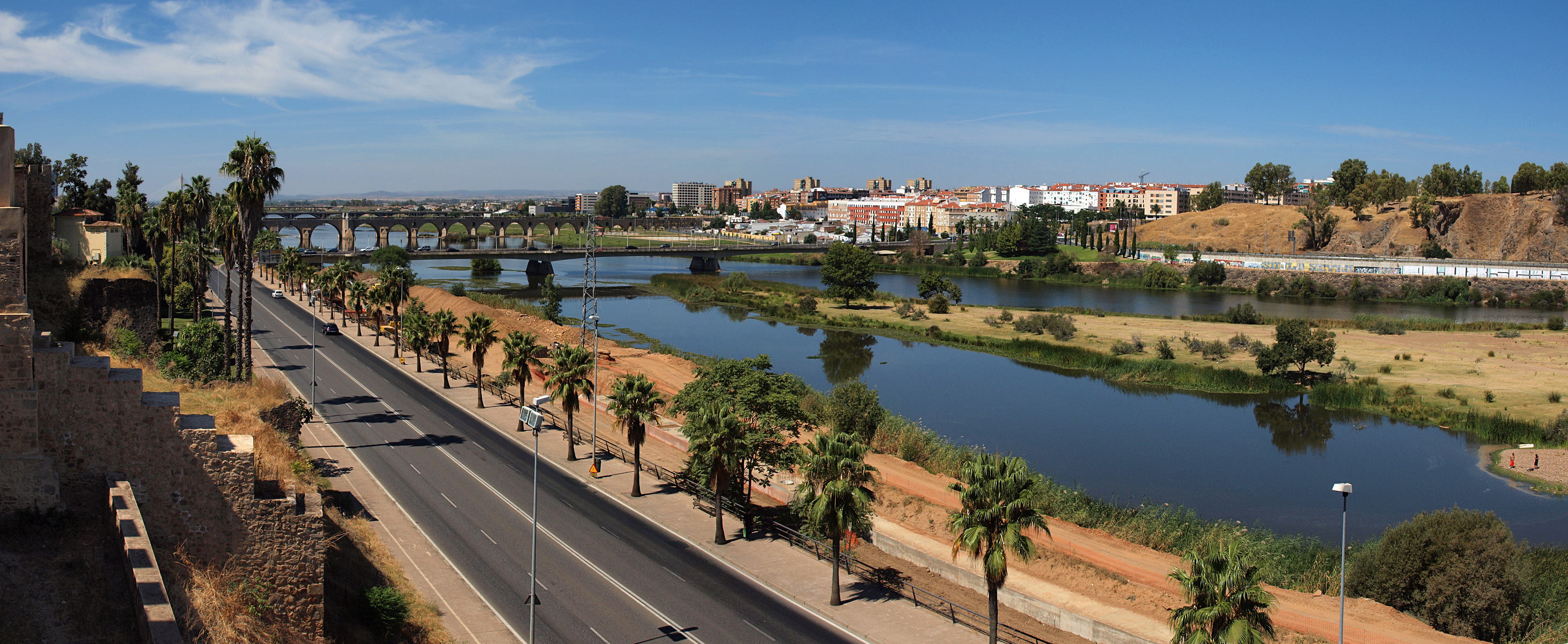
Vistas del río Guadiana desde la Alcazaba de Badajoz.

Galería
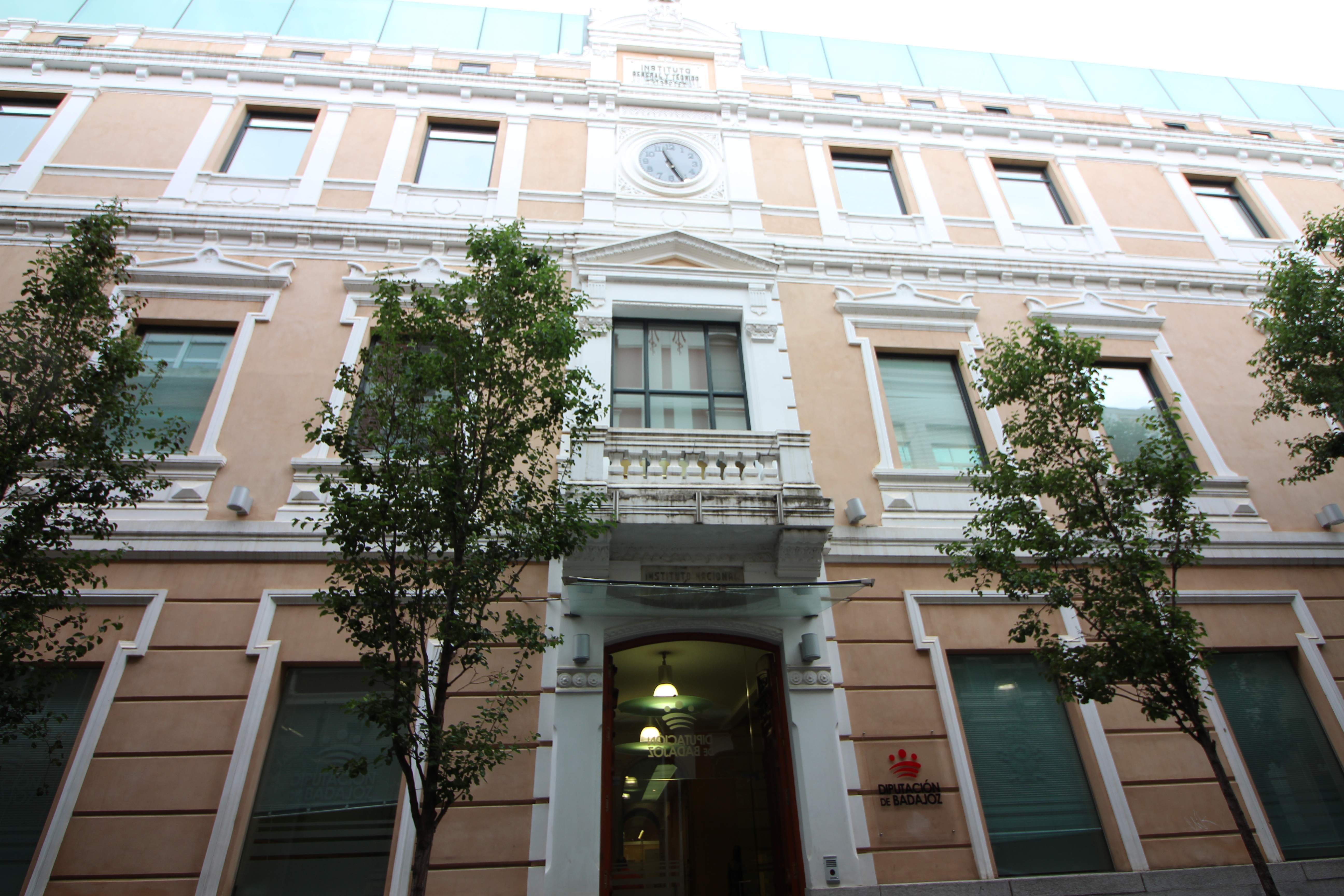
Edificio Diputación Provincial.
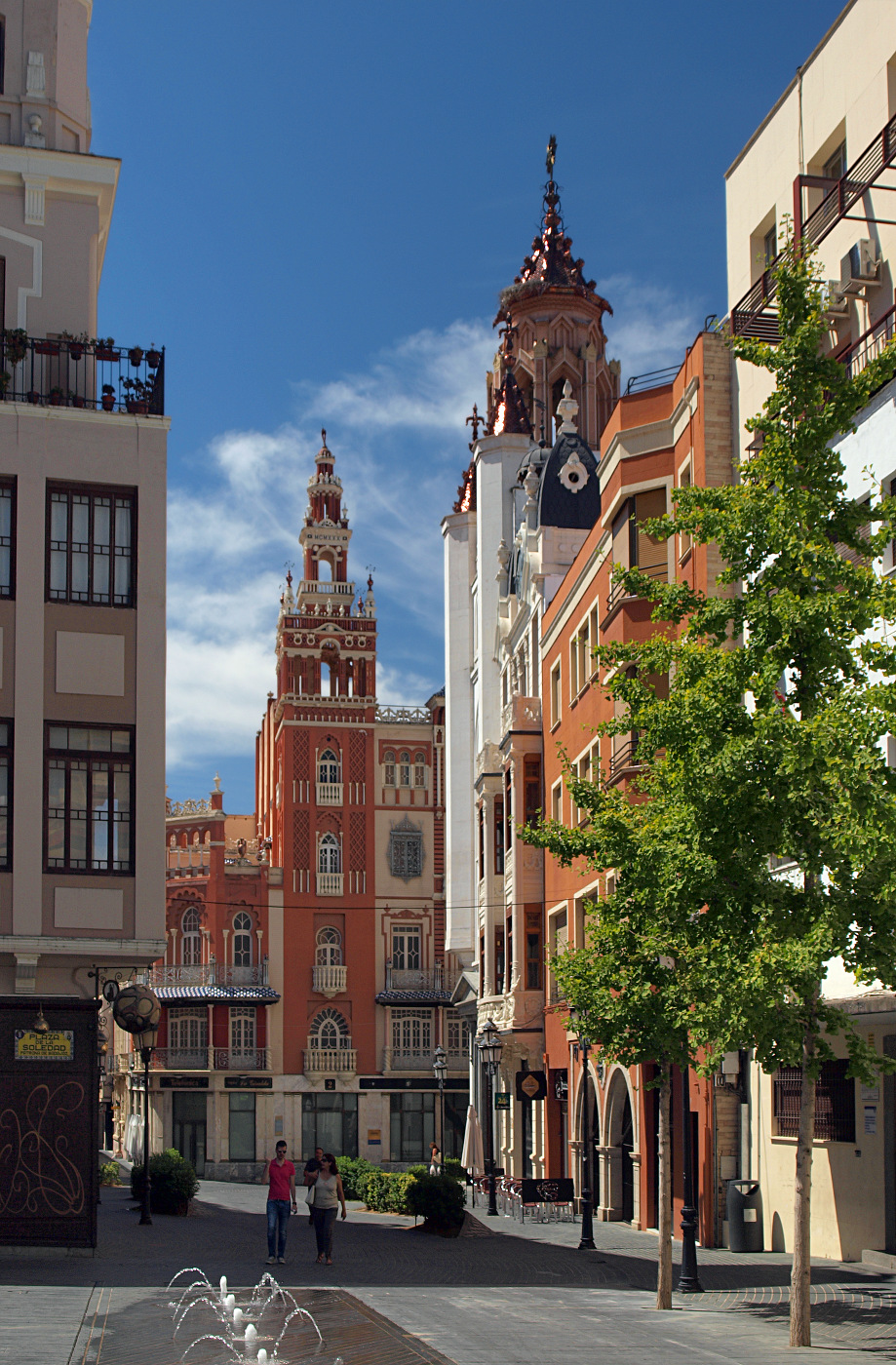
Plaza de La Soledad.
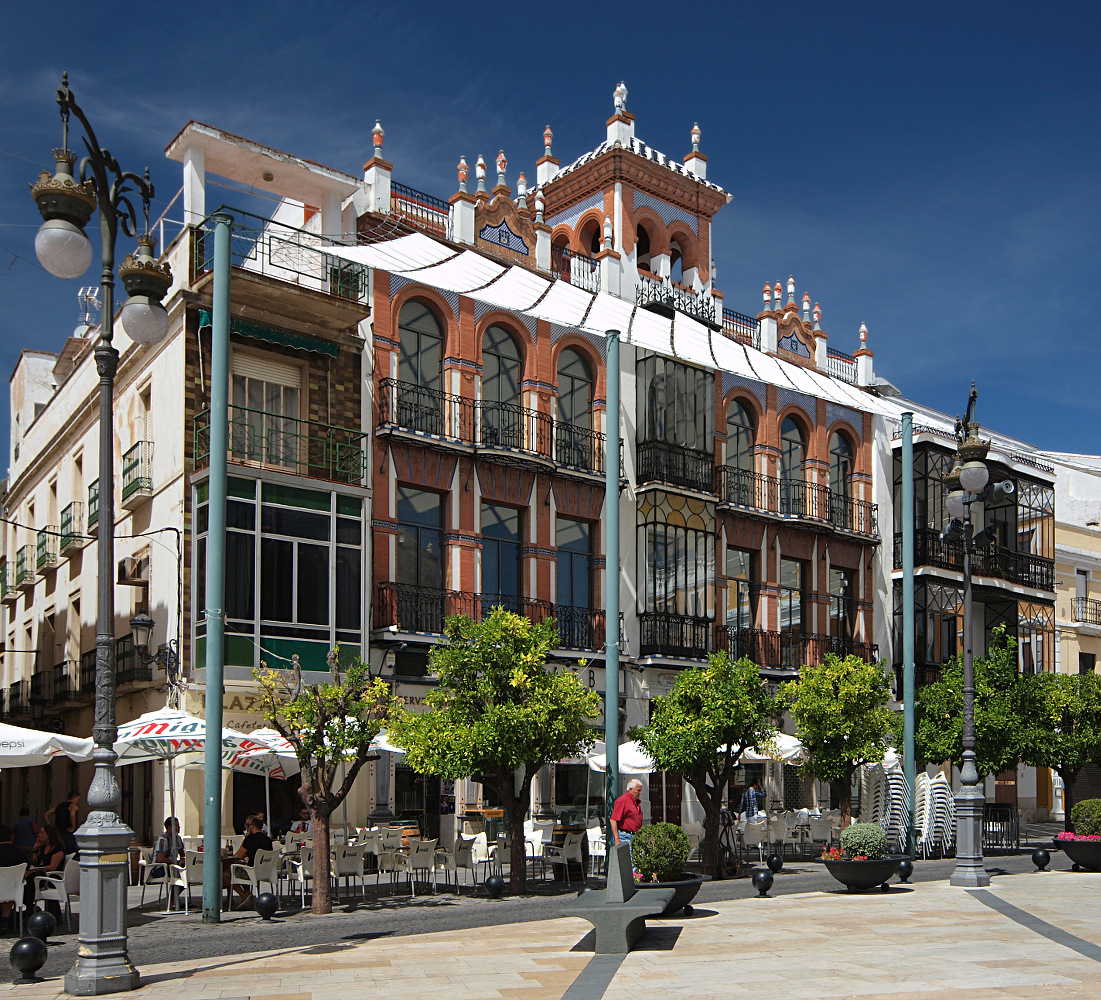
Casa Buiza.
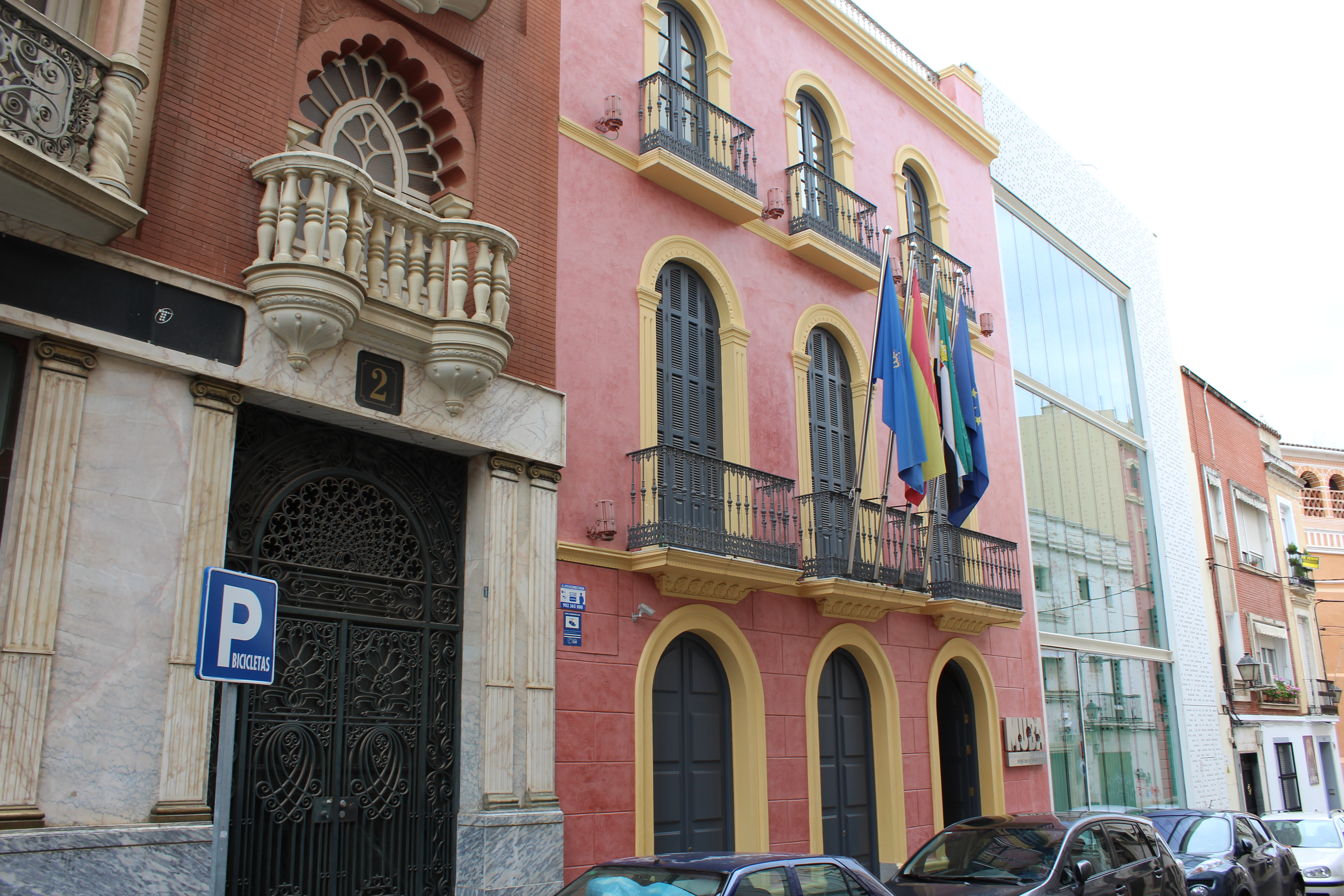
Museo de Bellas Artes de Badajoz.
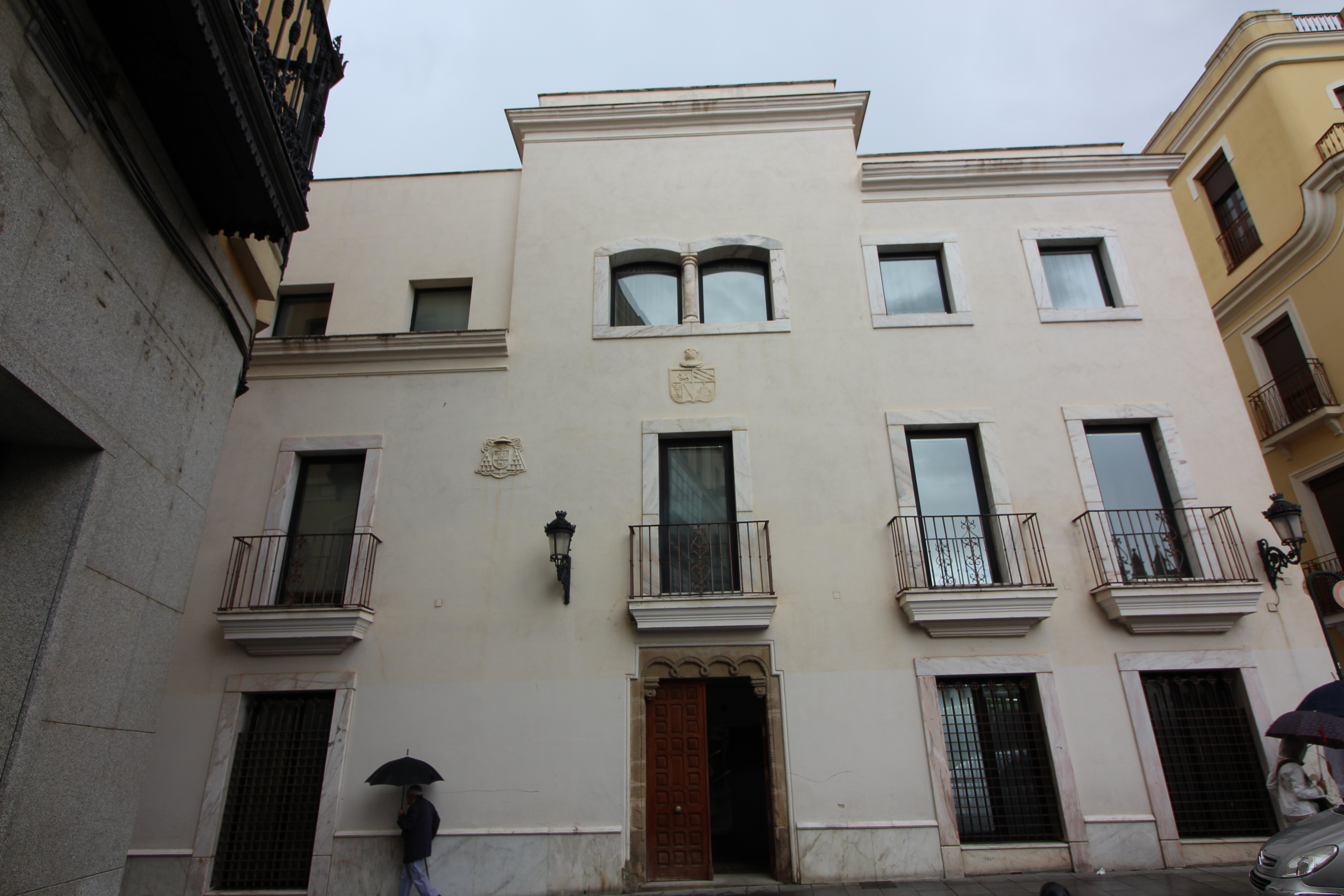
Arzobispado.
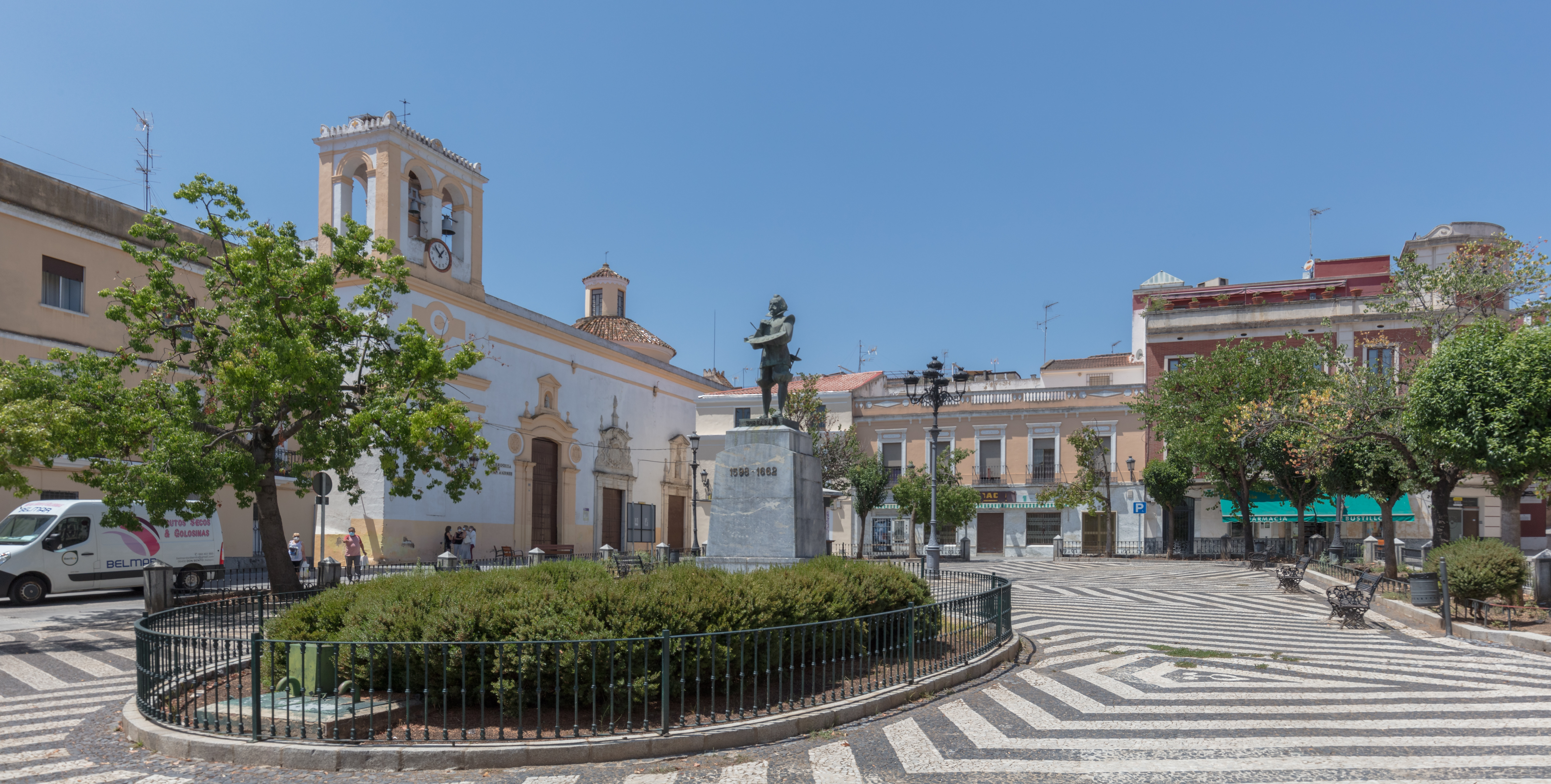
Plaza de Cervantes.
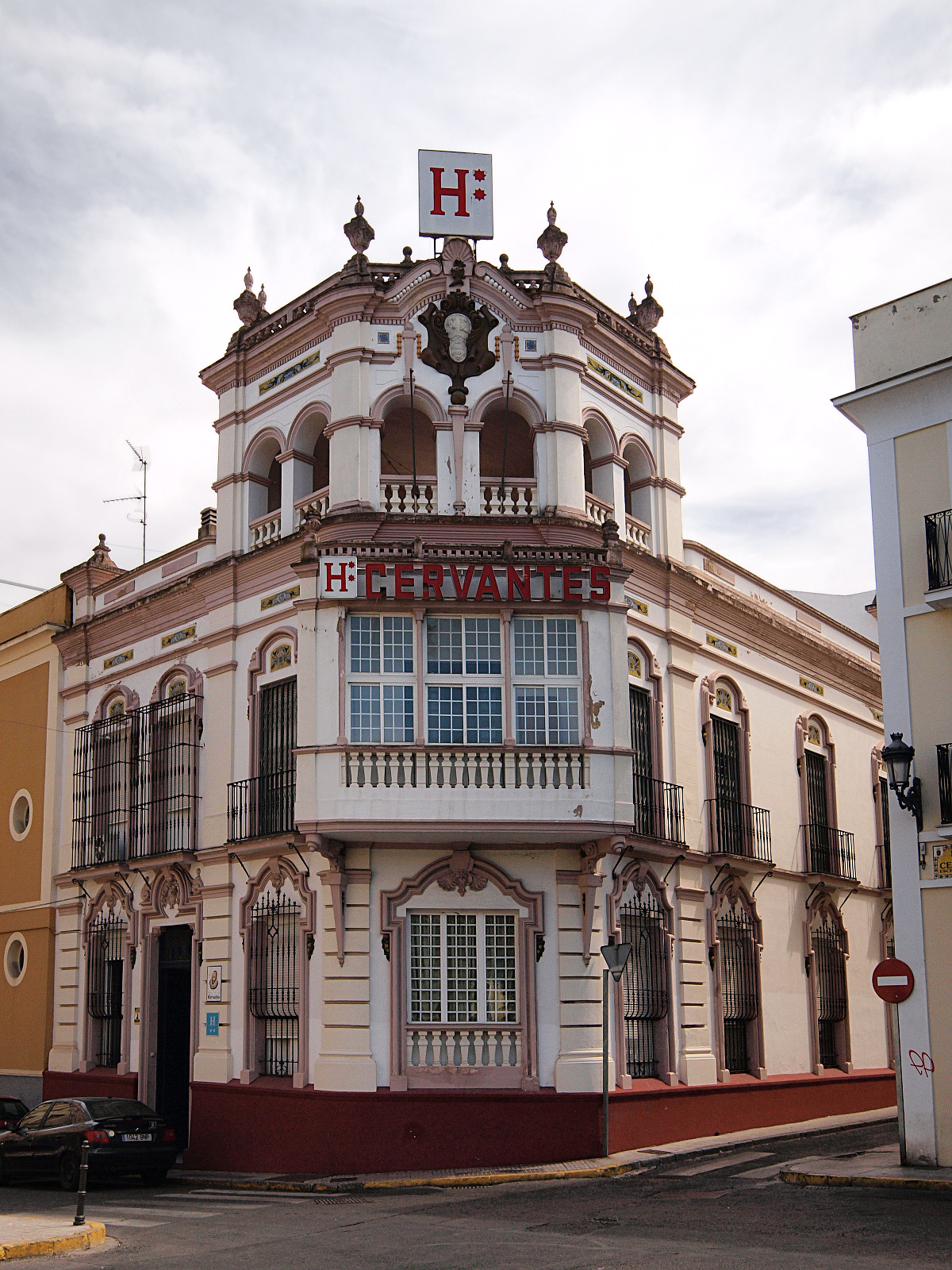
Edificios Plaza Cervantes.
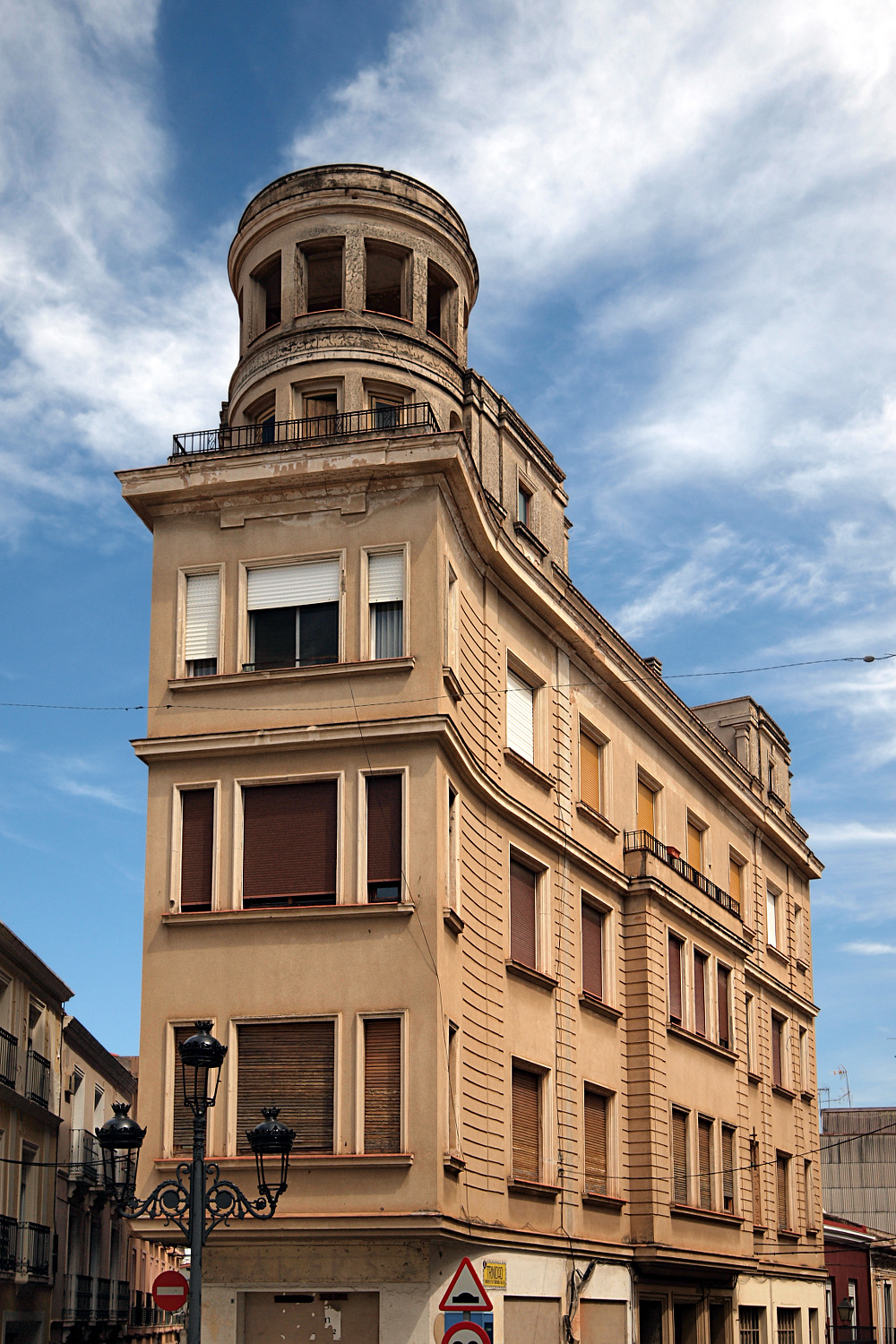
Edificios Plaza Cervantes.
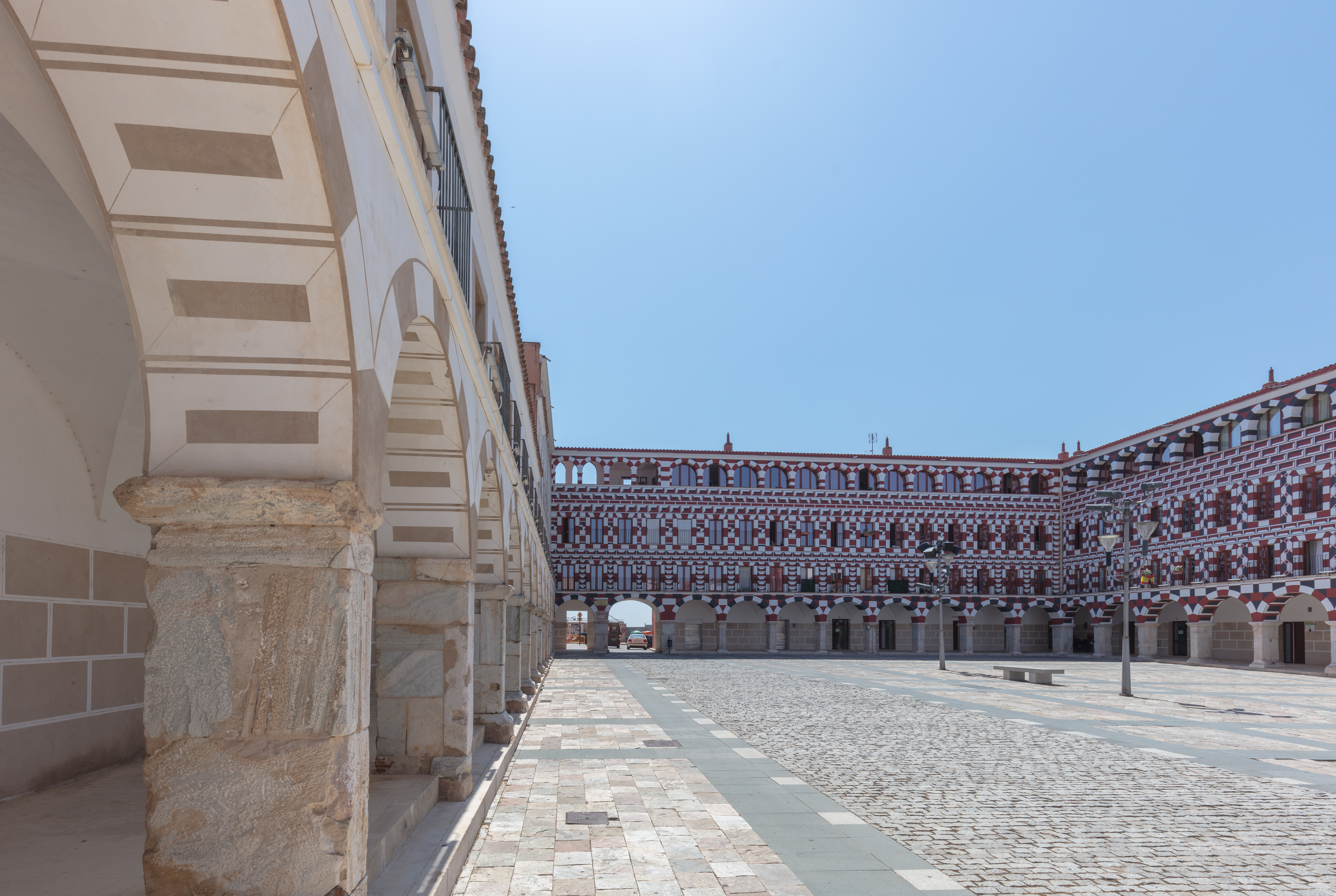
Plaza Alta.
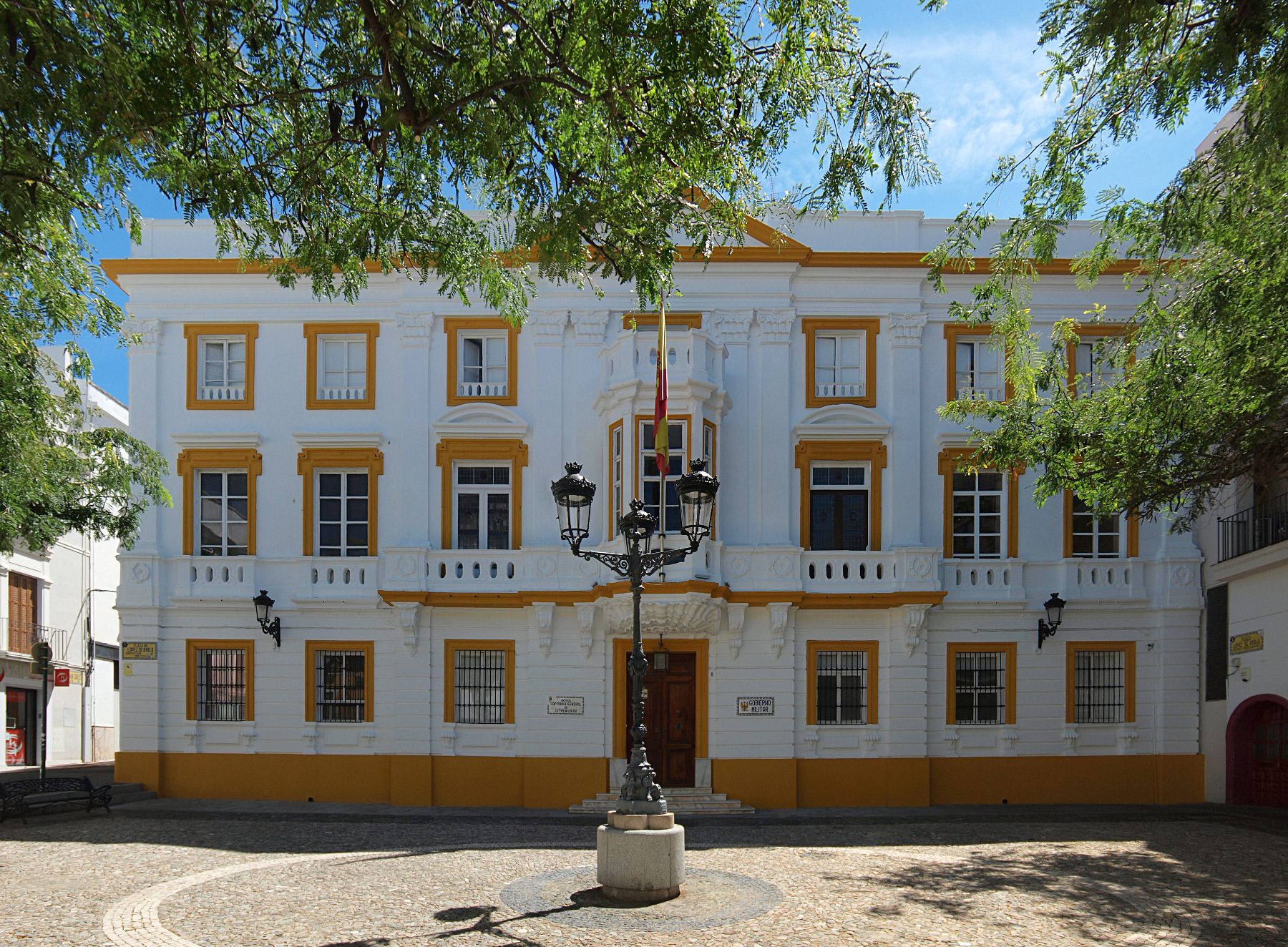
Antiguo Palacio de Capitanía.
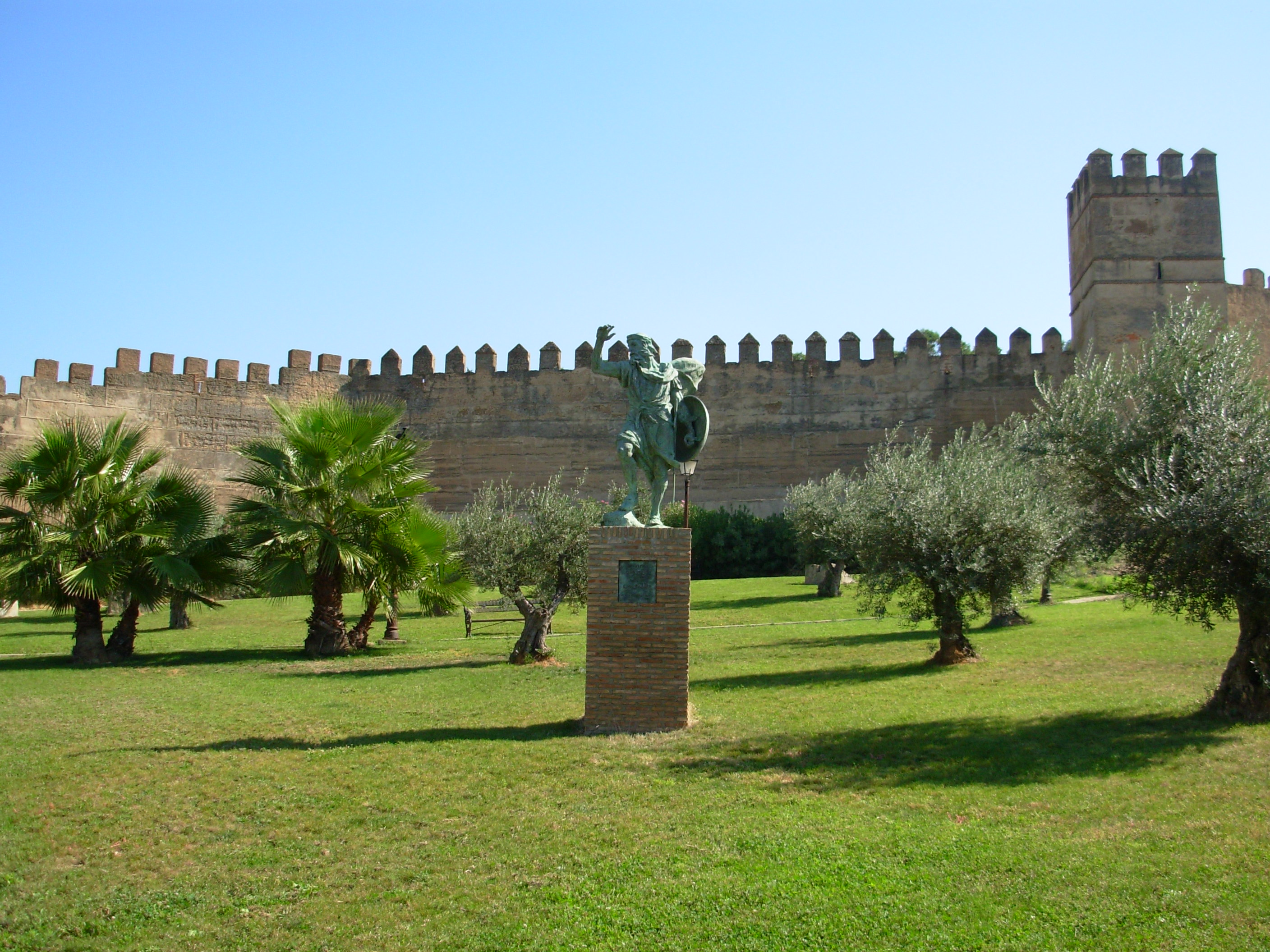
Exteriores de la Alcazaba.
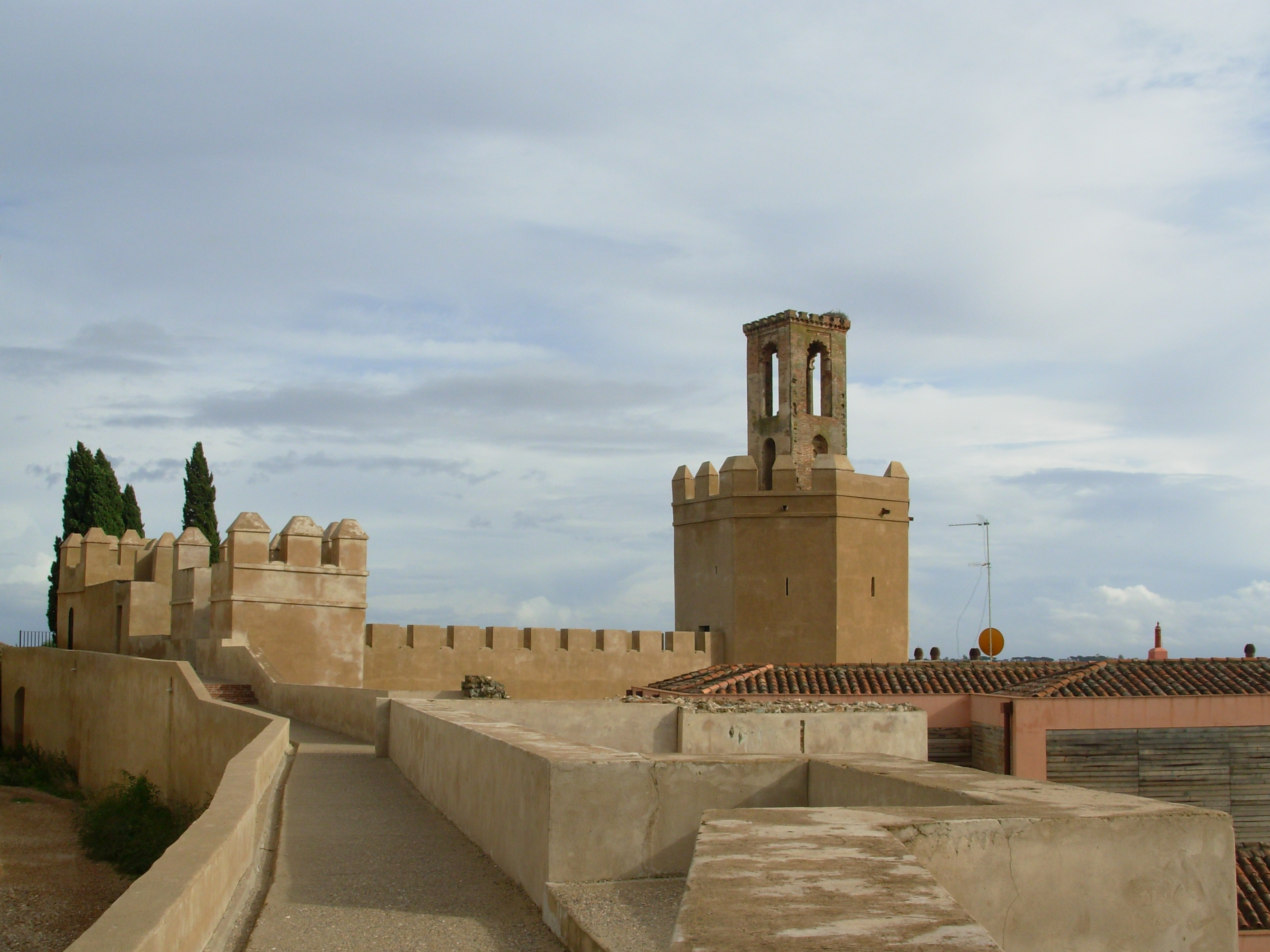
Adarve de la Alcazaba.
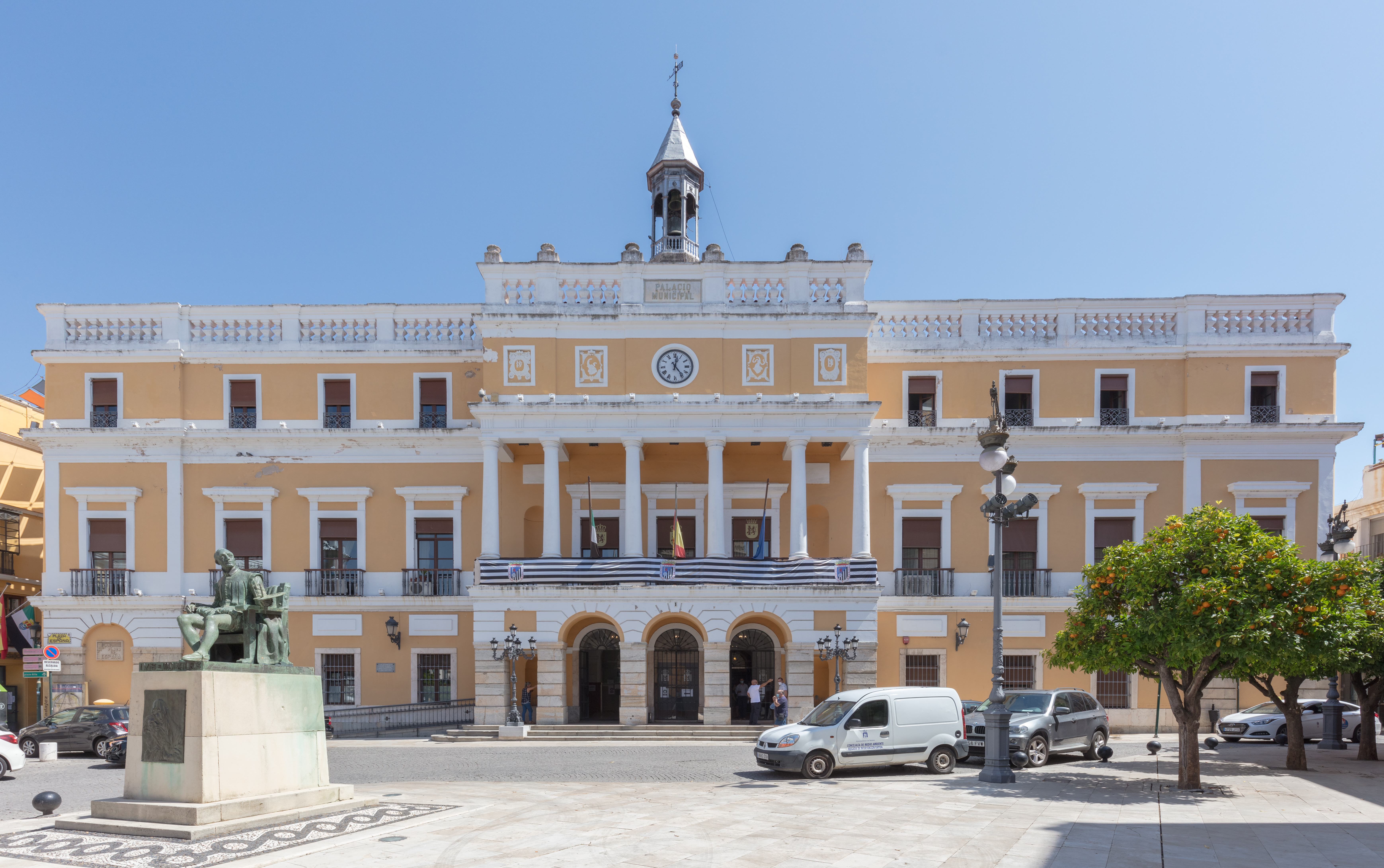
Palacio del Ayuntamiento.
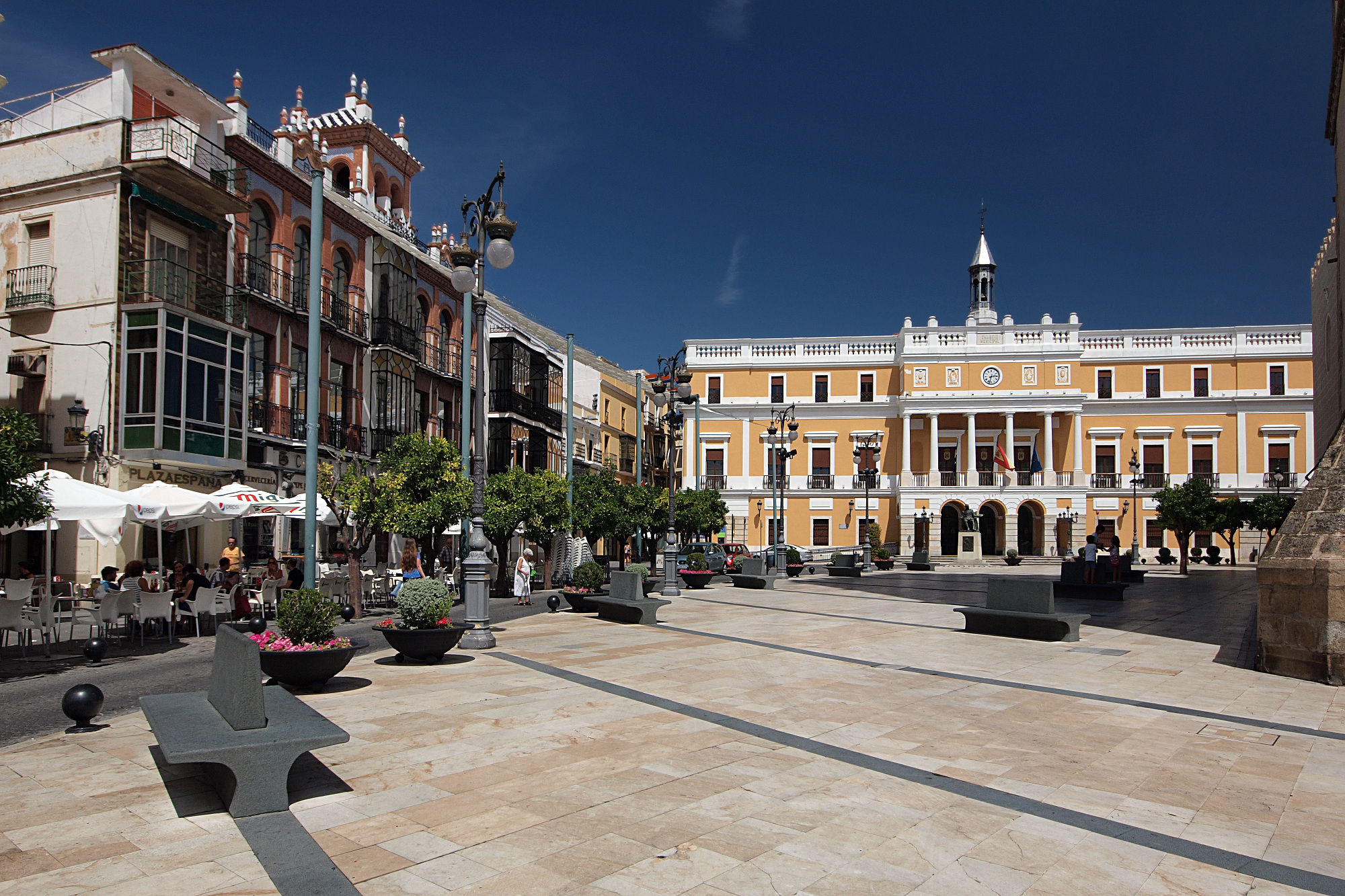
Plaza de España.
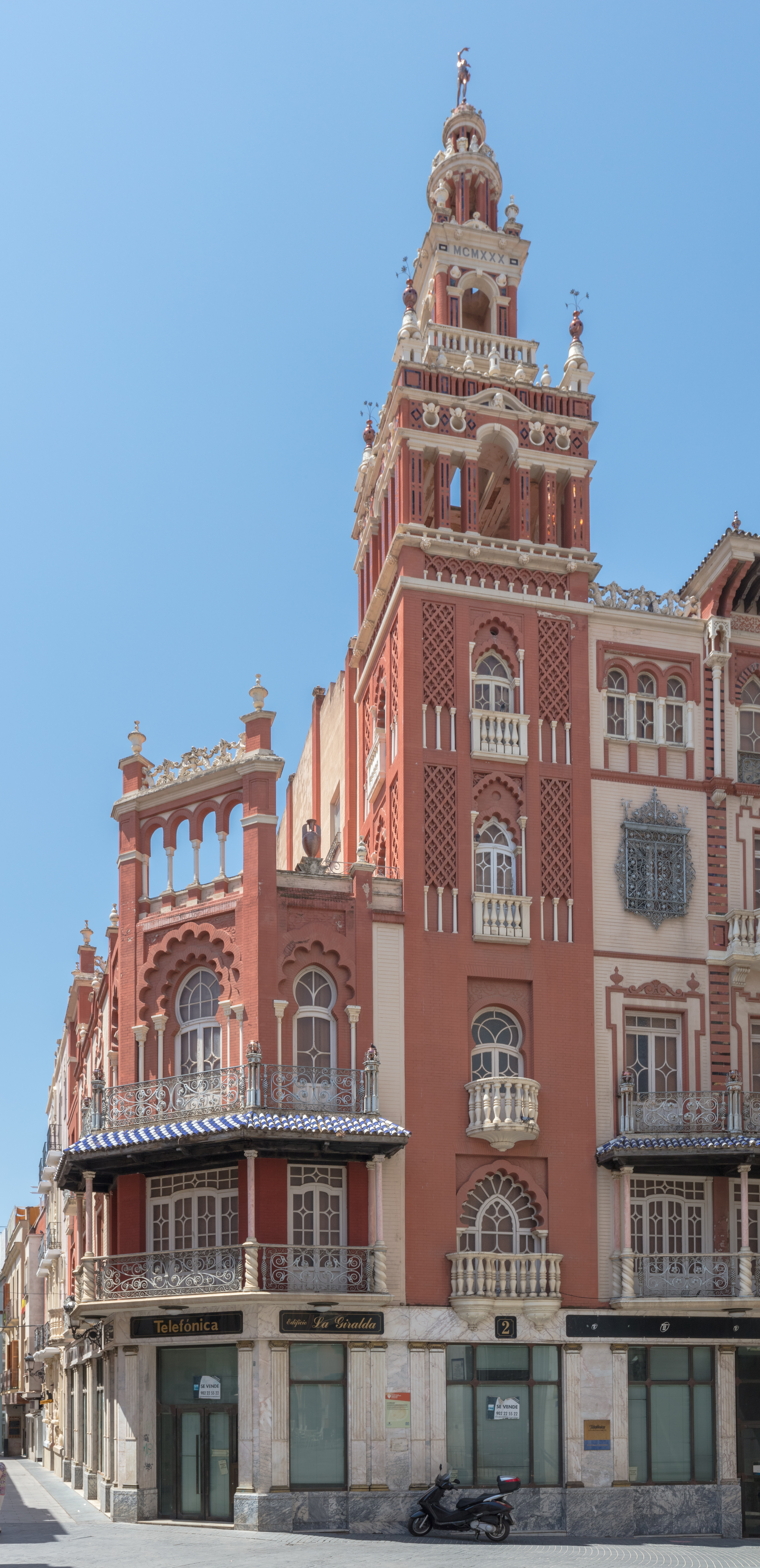
Vista de la Giralda de Badajoz.
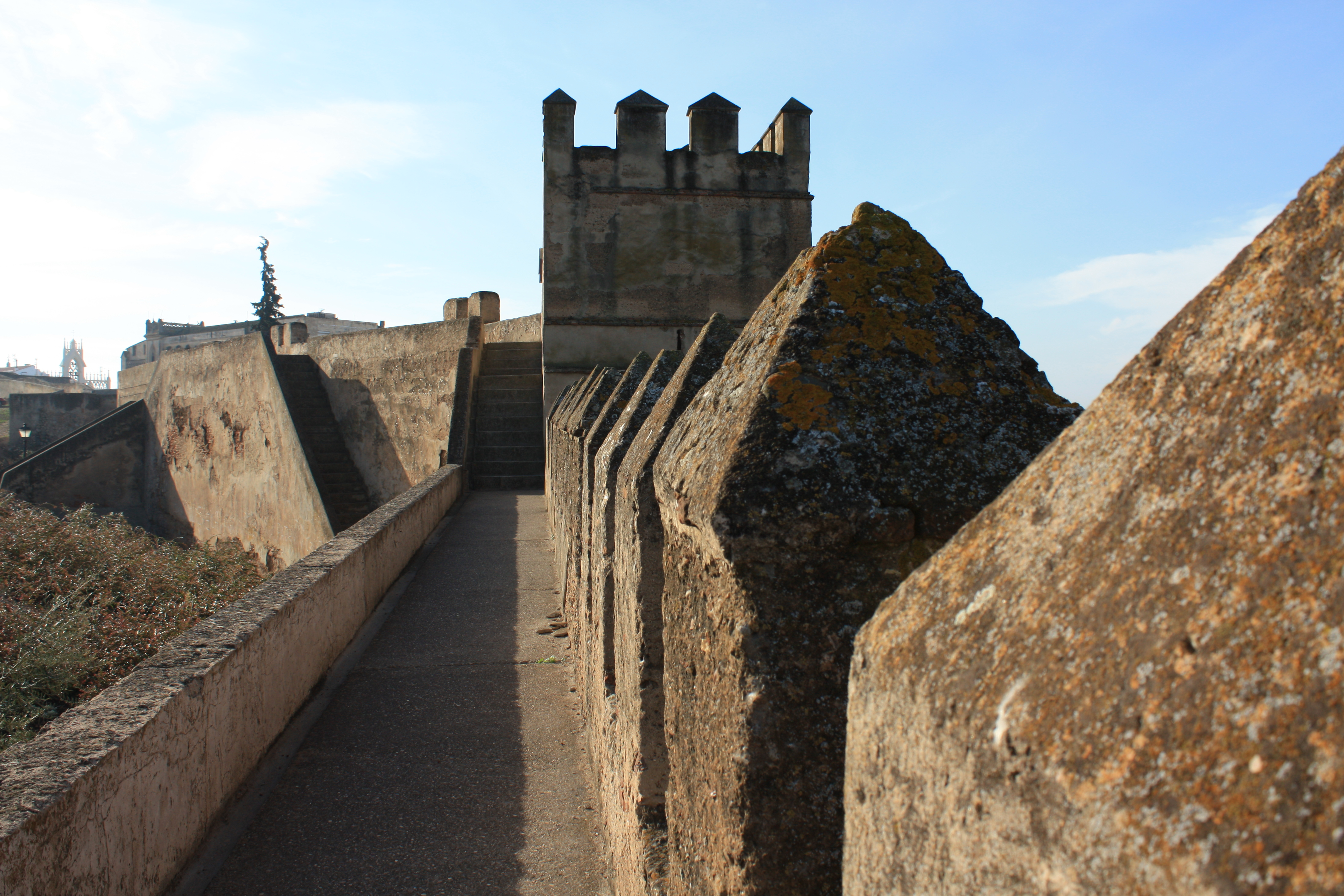
Adarve de la Alcazaba.
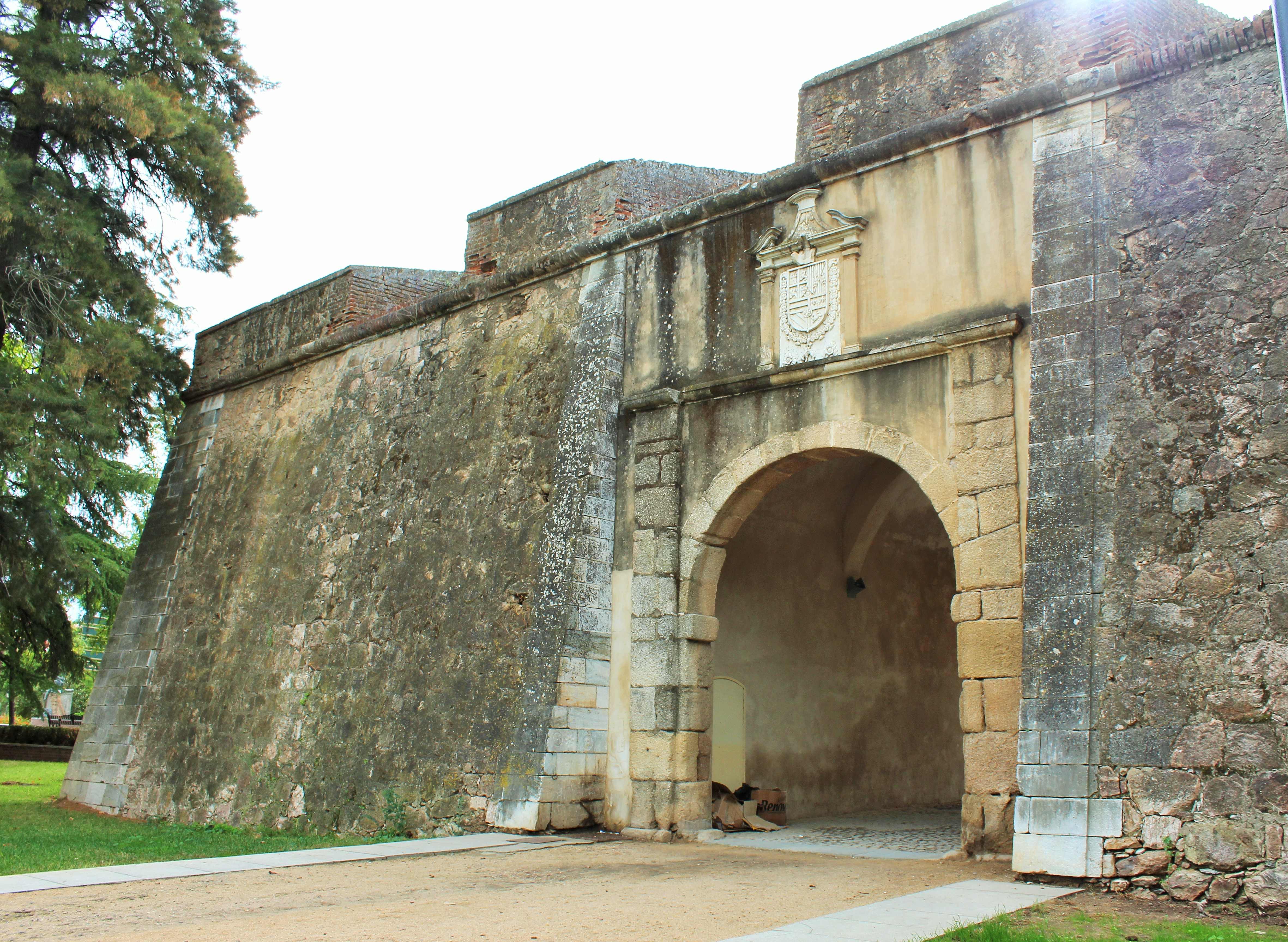
Fachada exterior de Puerta Trinidad.
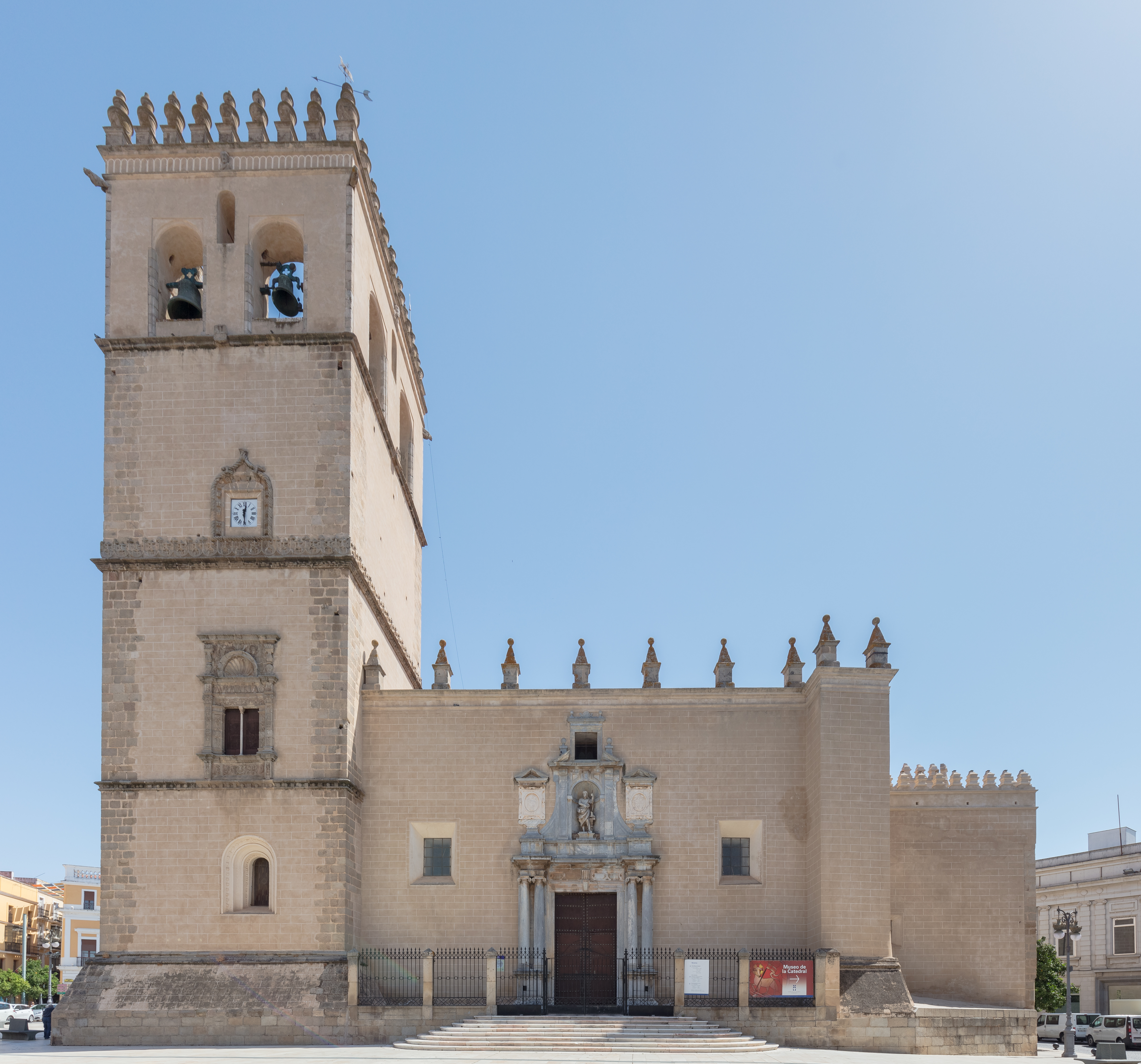
Catedral de Badajoz.
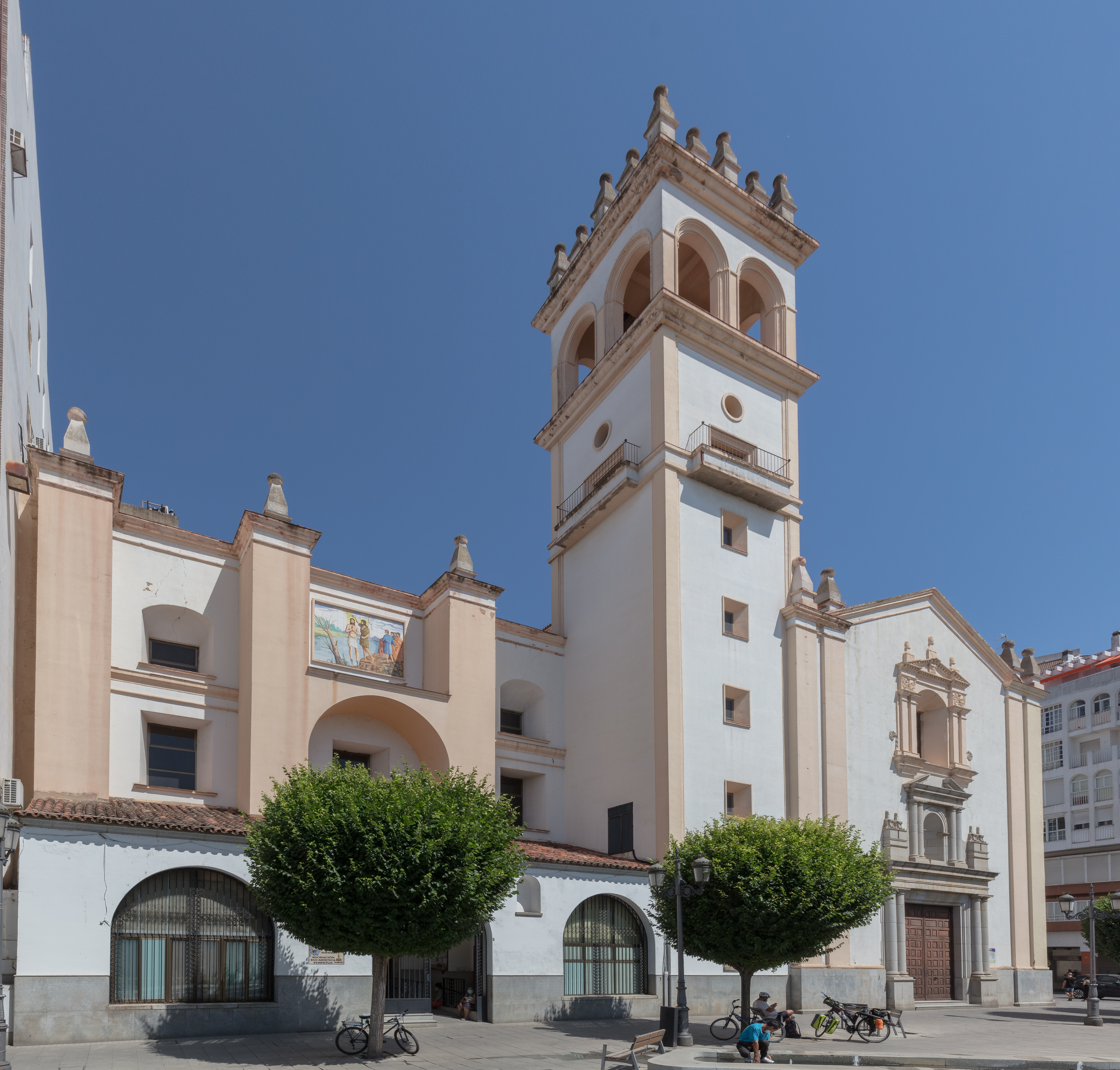
Iglesia de San Juan Bautista.
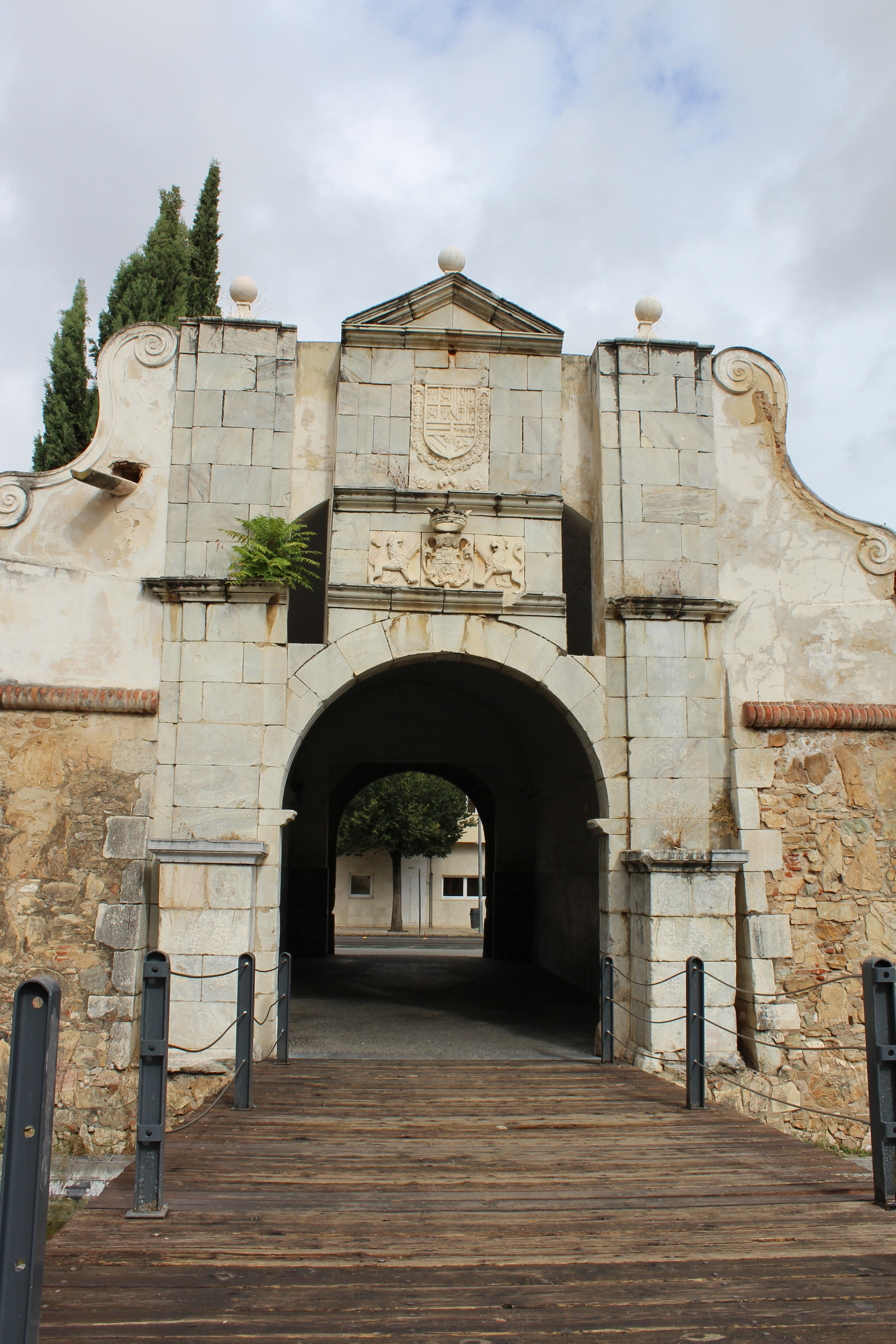
Puerta del Pilar.
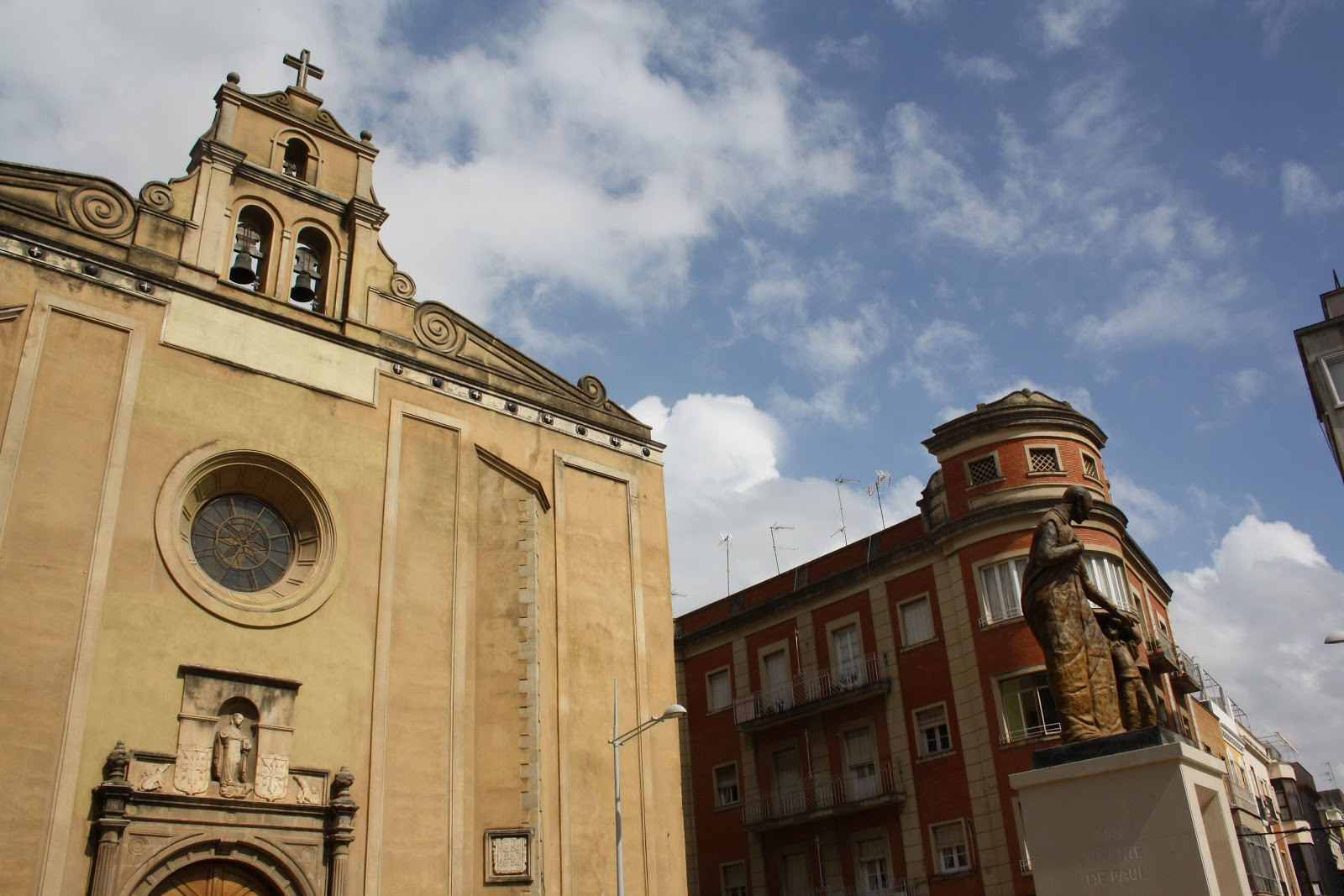
Iglesia de Santo Domingo (siglo XVI).
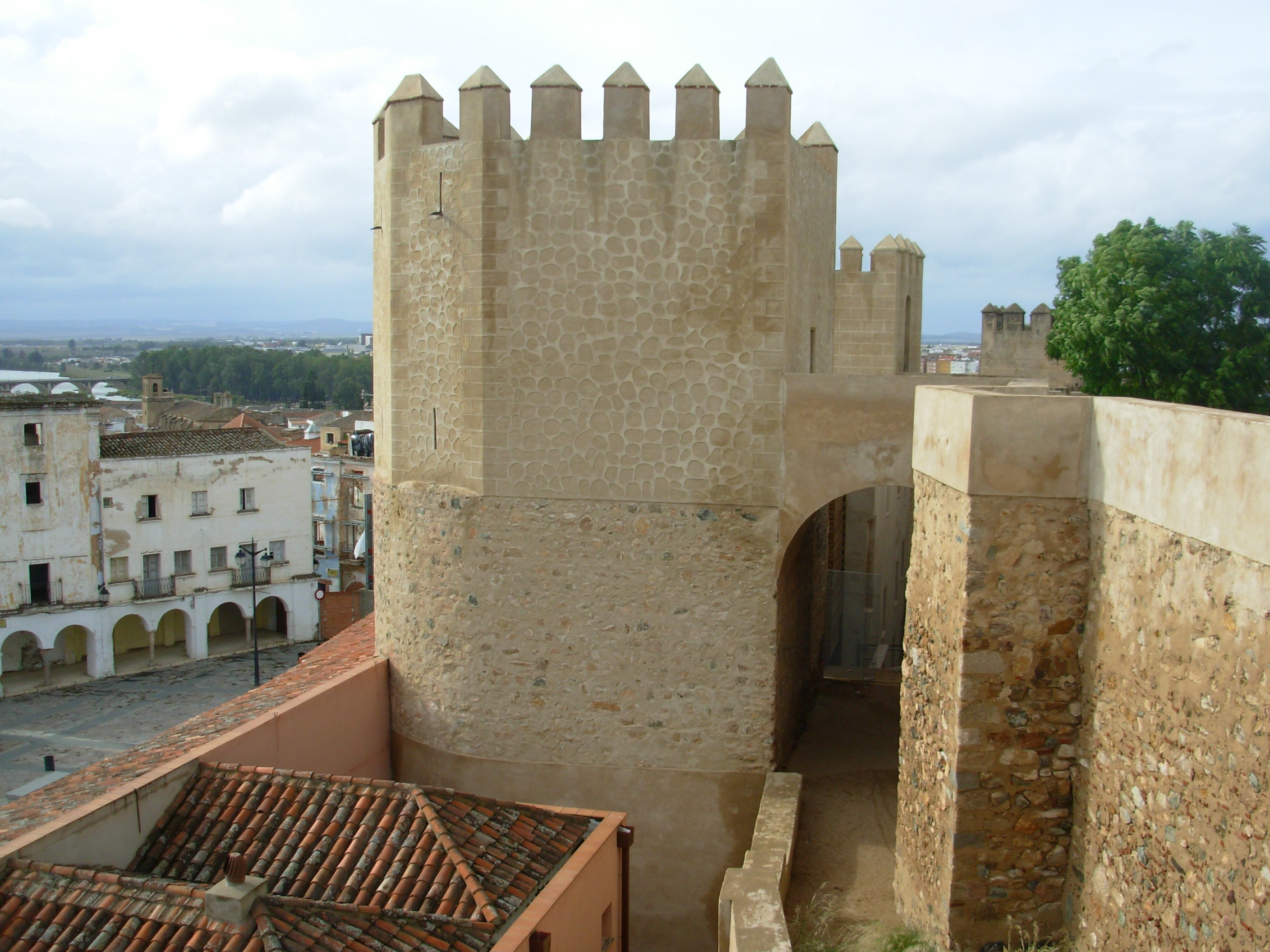
Torre Abarlongada desde el adarve de la muralla.
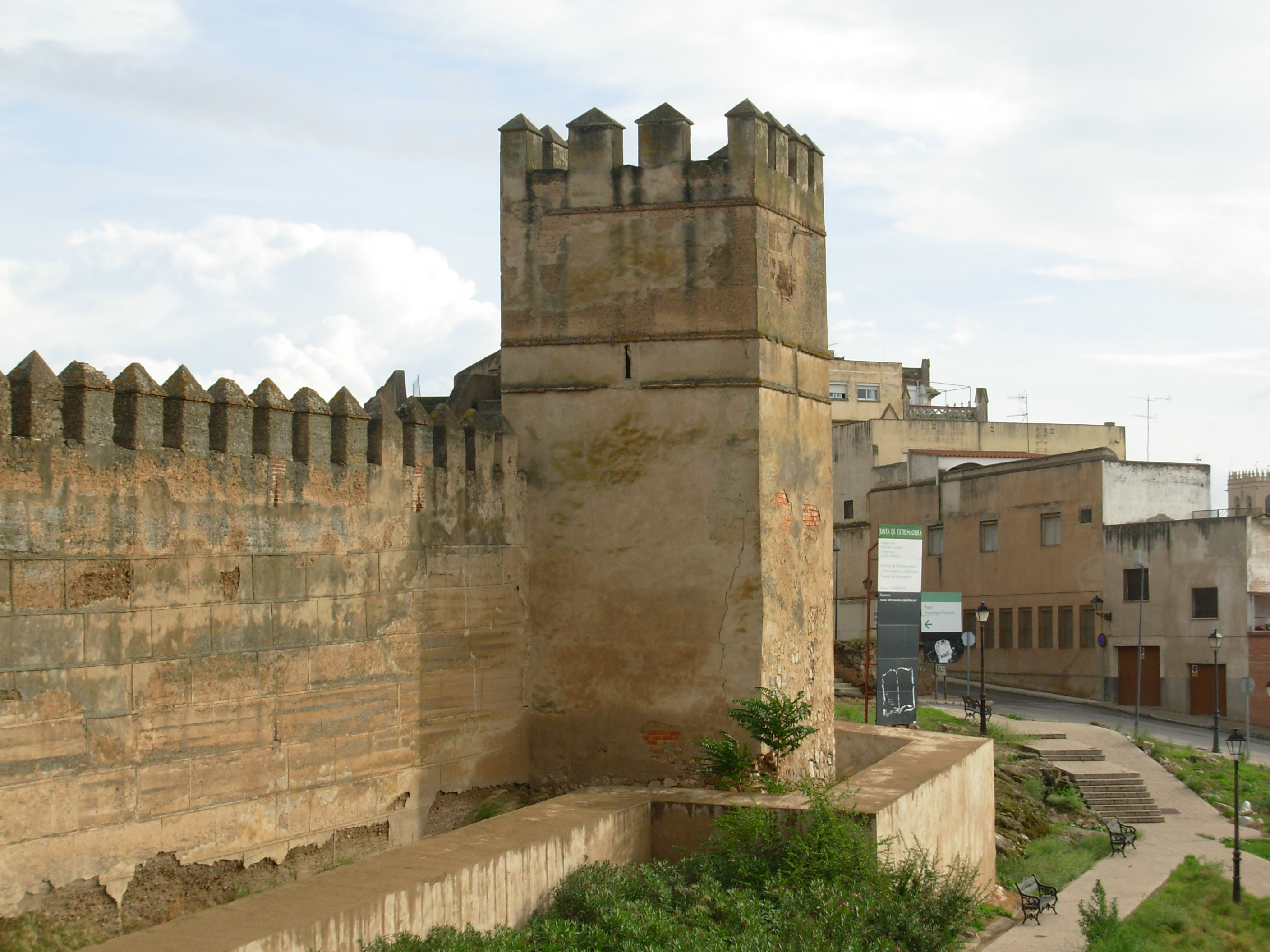
Torre de los Ahorcados.
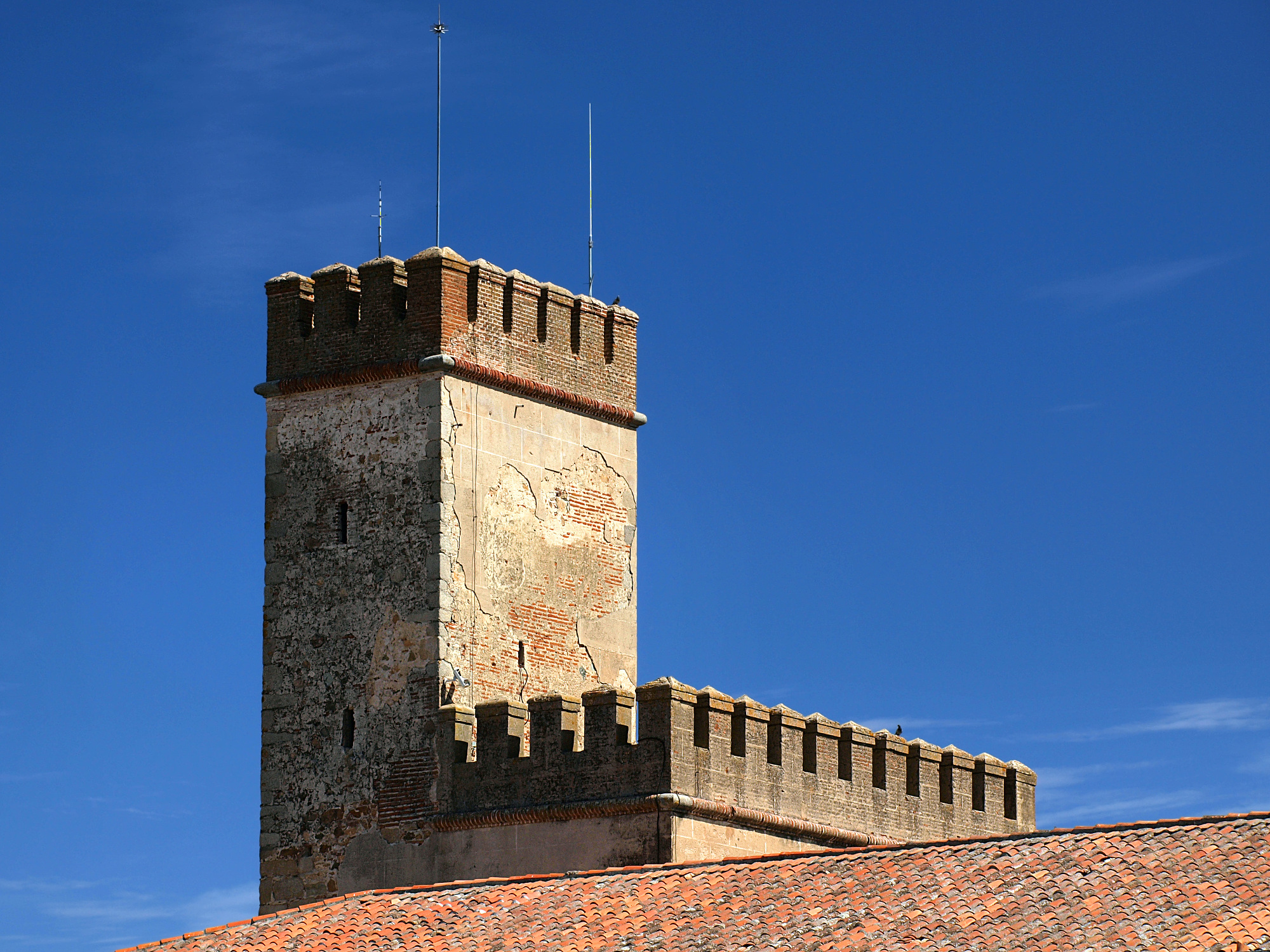
Torre de Santa María
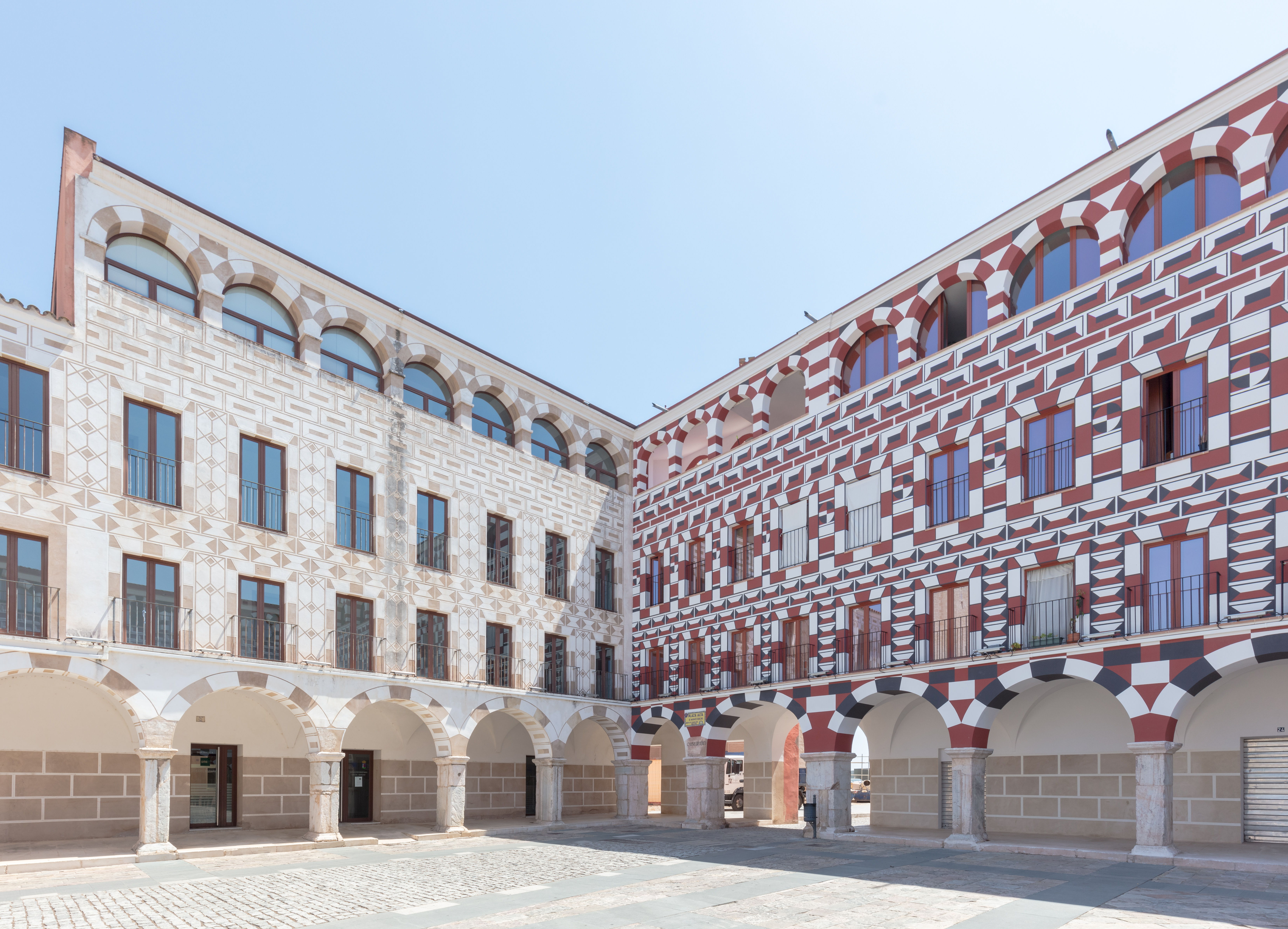
Casas Coloradas en la Plaza Alta.
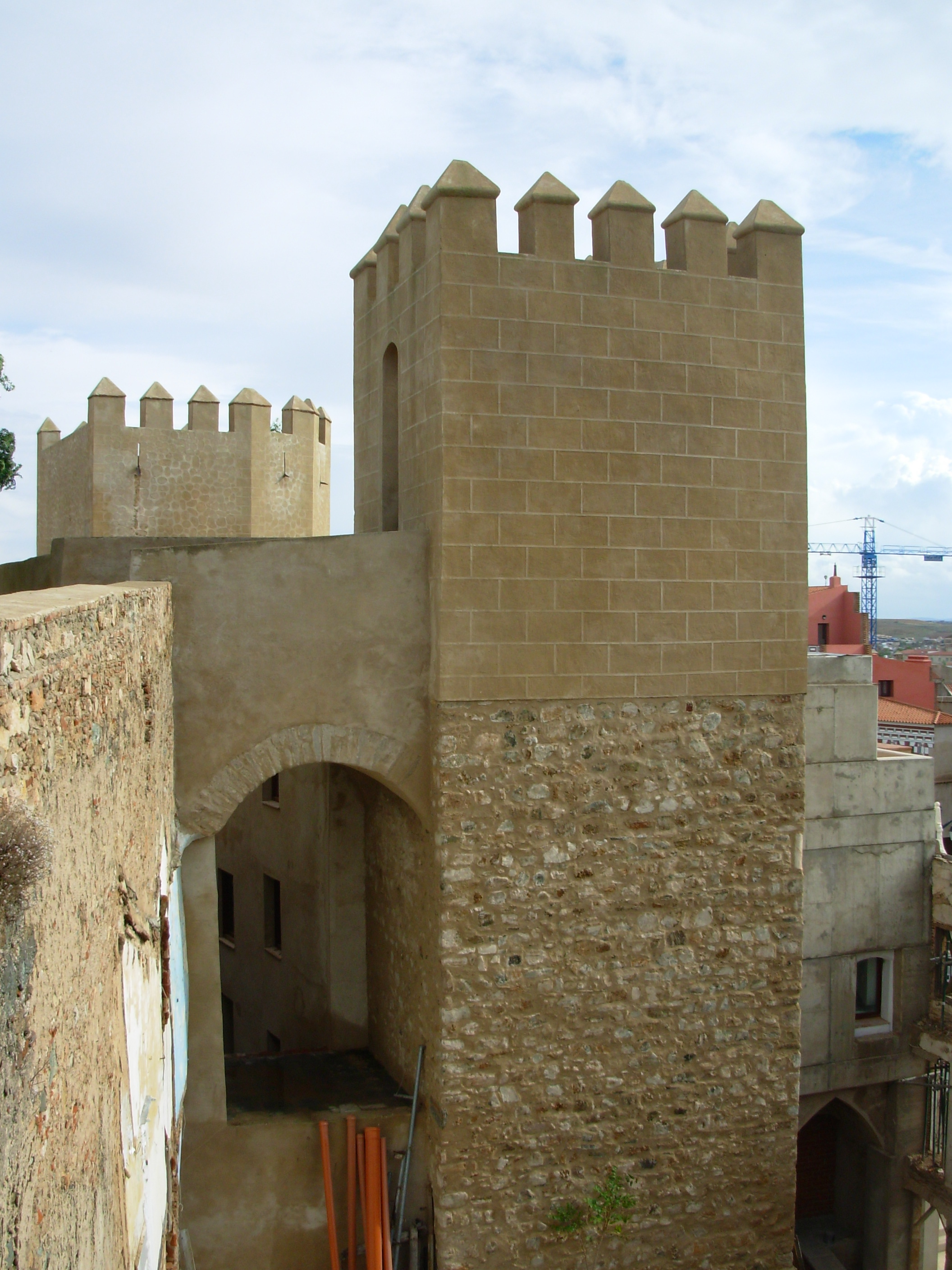
Torre Albarrana
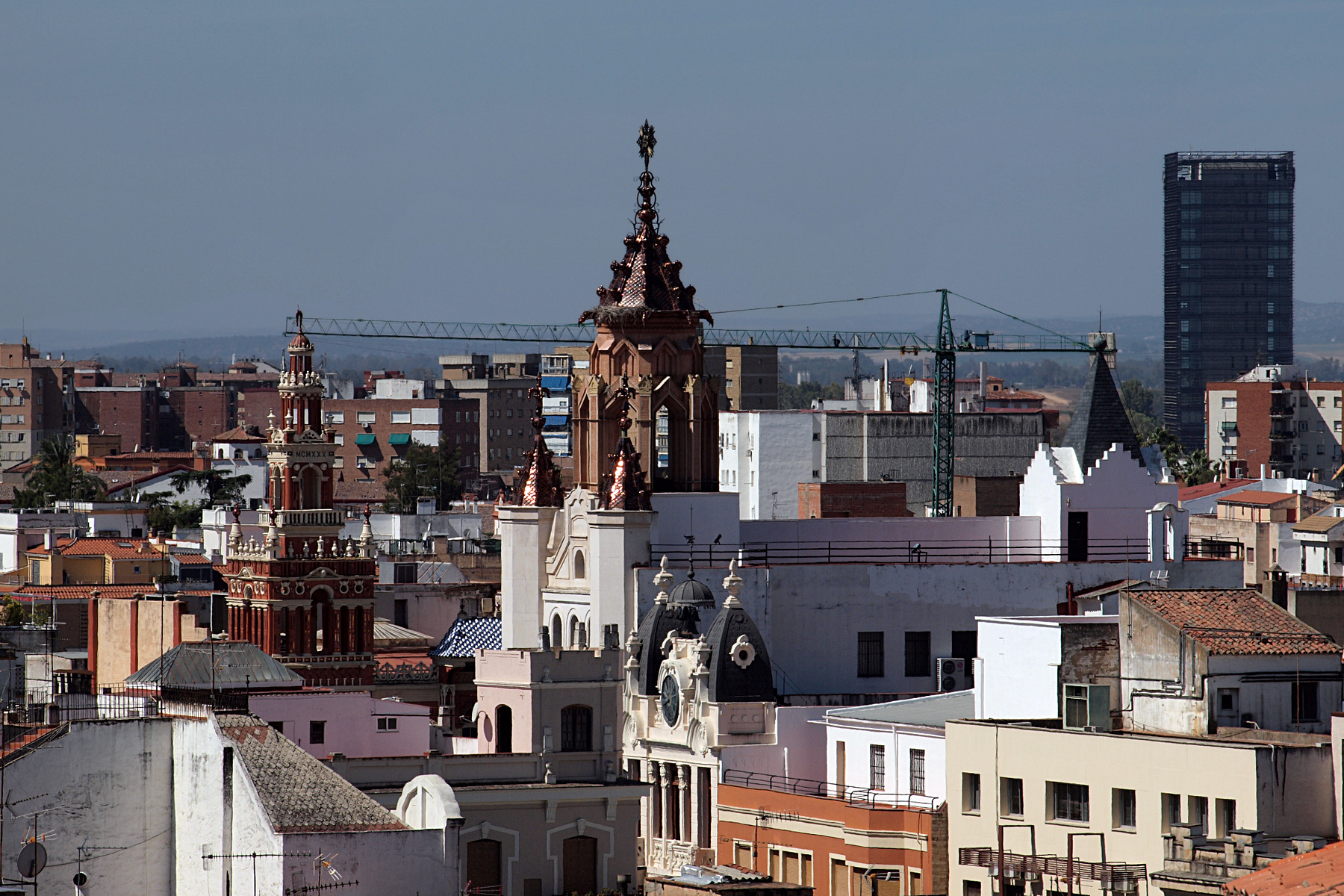
Vista aérea.
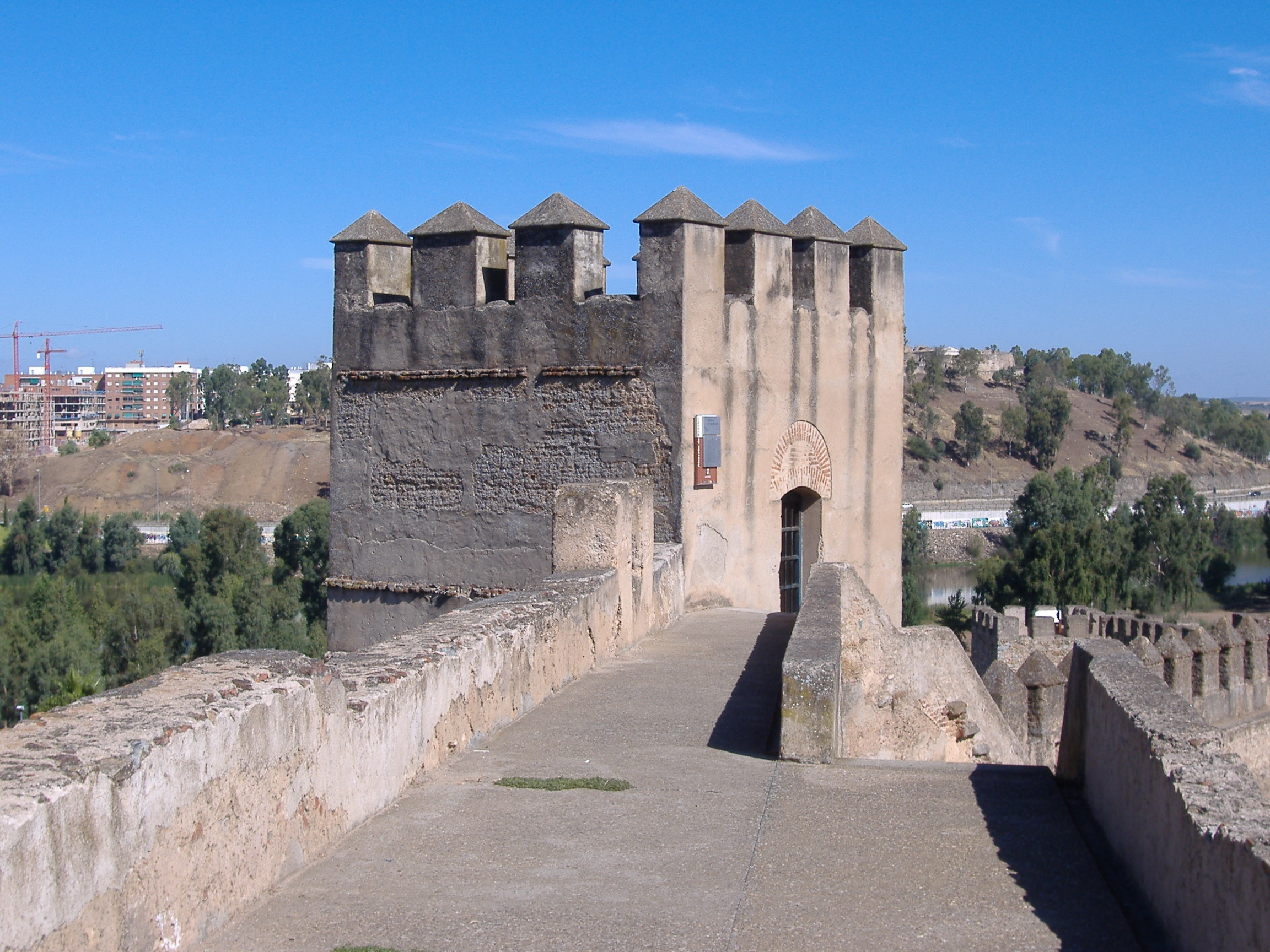
Adarve de la Alcazaba de Badajoz.
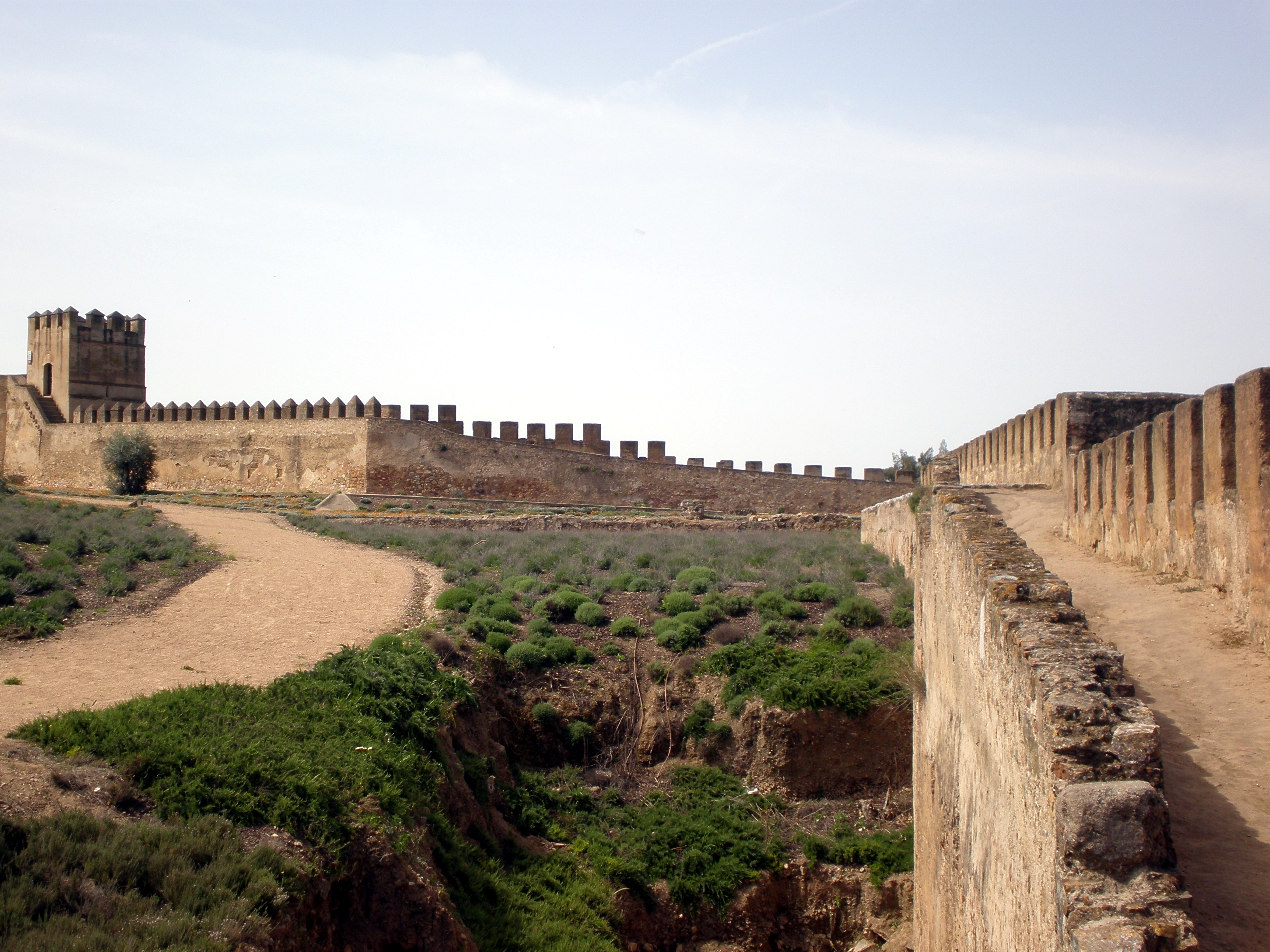
Adarve y murallas de la alcazaba de Badajoz.
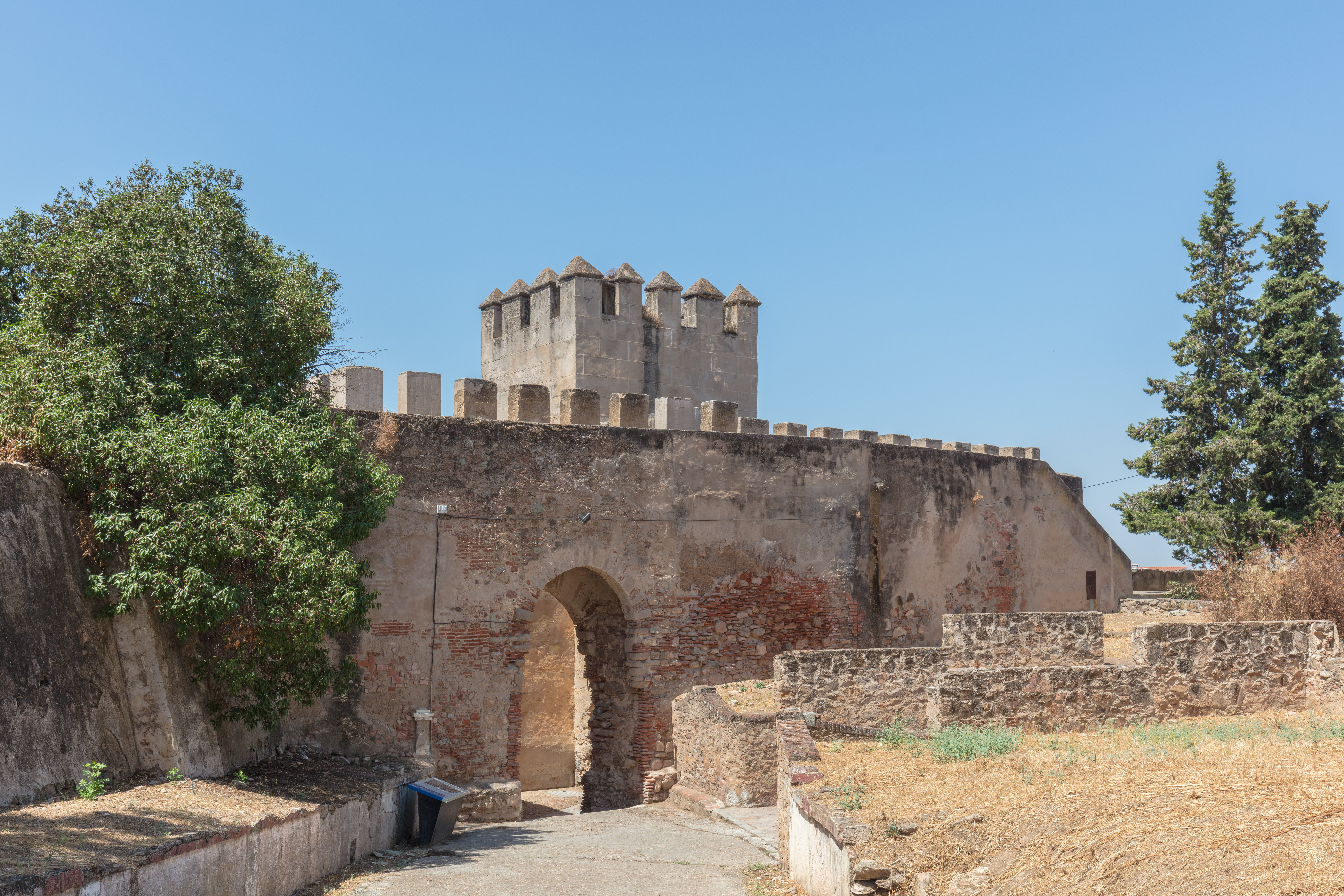
Puerta del Capitel.
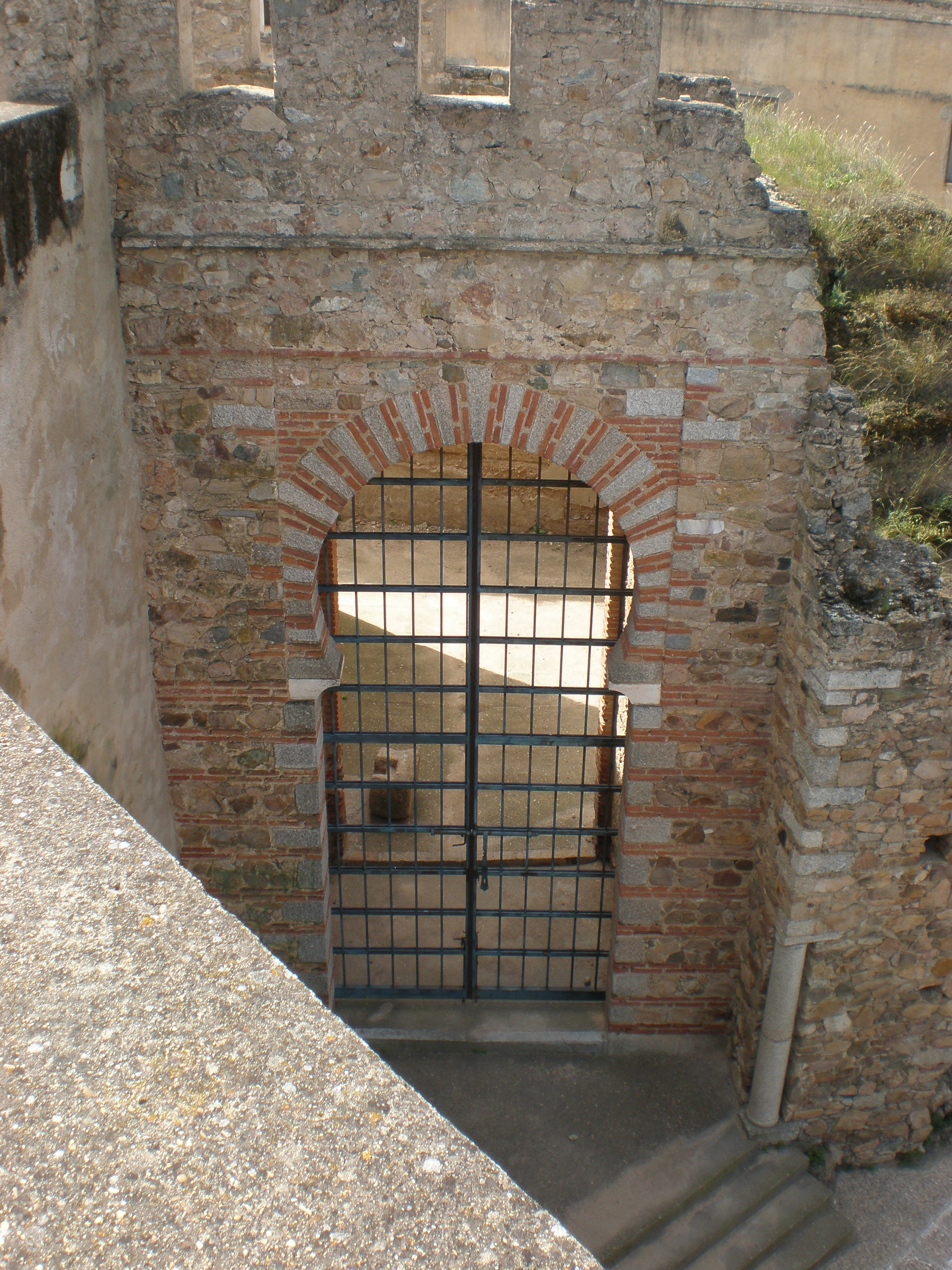
Puerta en recodo.
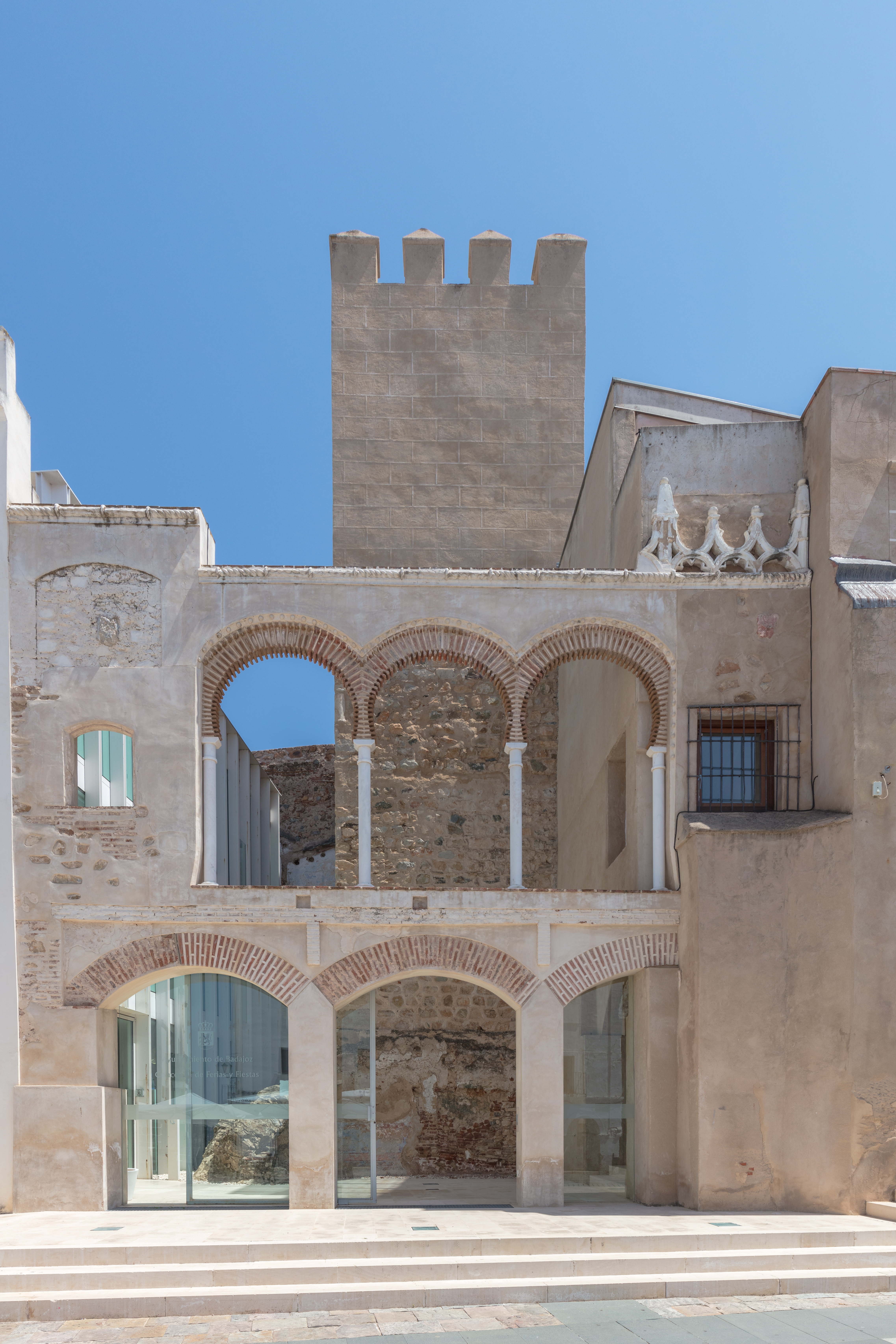
Vistas de la alcazaba y las casas consistoriales desde la Plaza Alta.
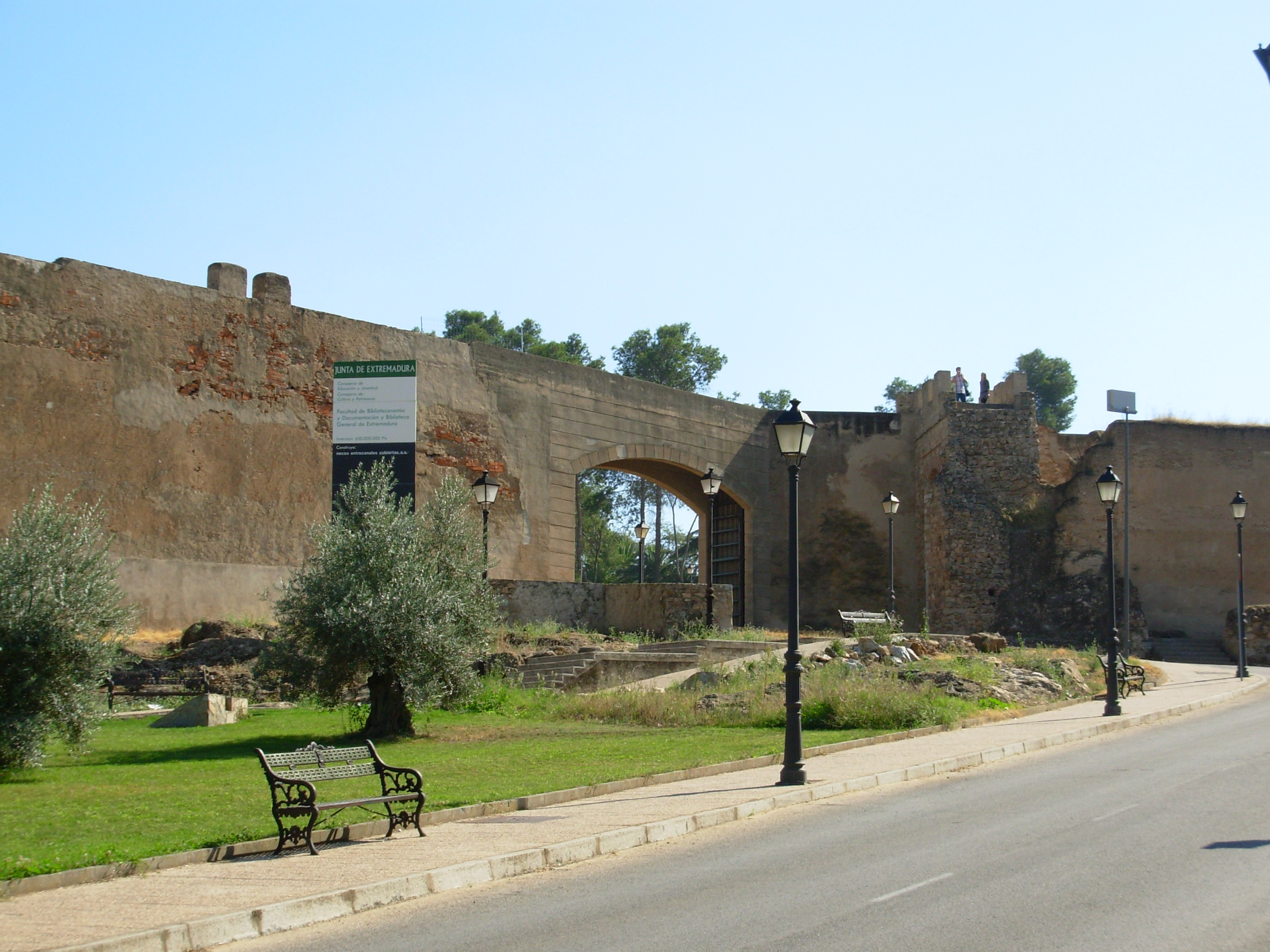
Puerta de Carros o de Yelbes.
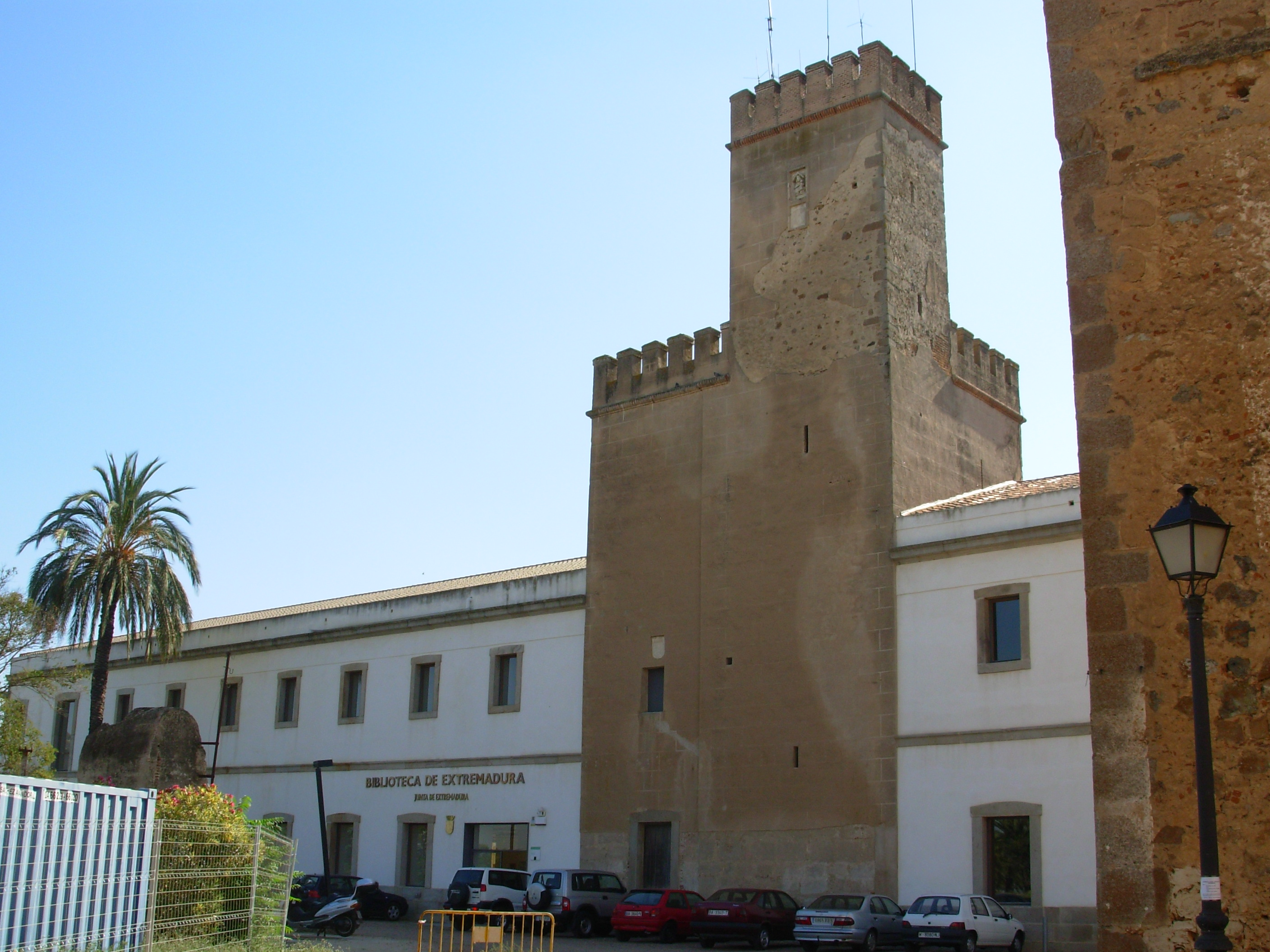
Mezquita-Catedral.
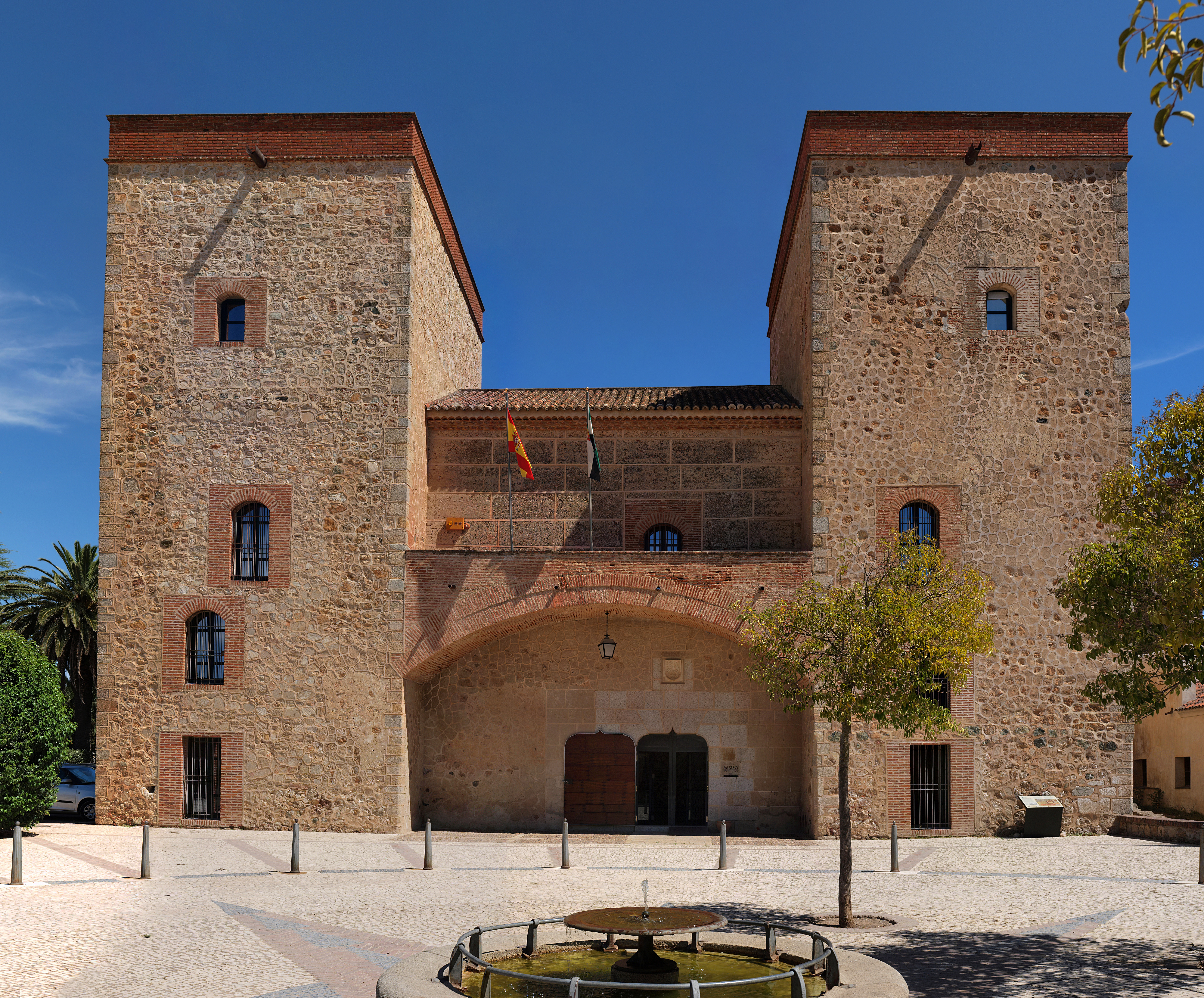
Palacio del siglo XVI y Museo Arqueológico.
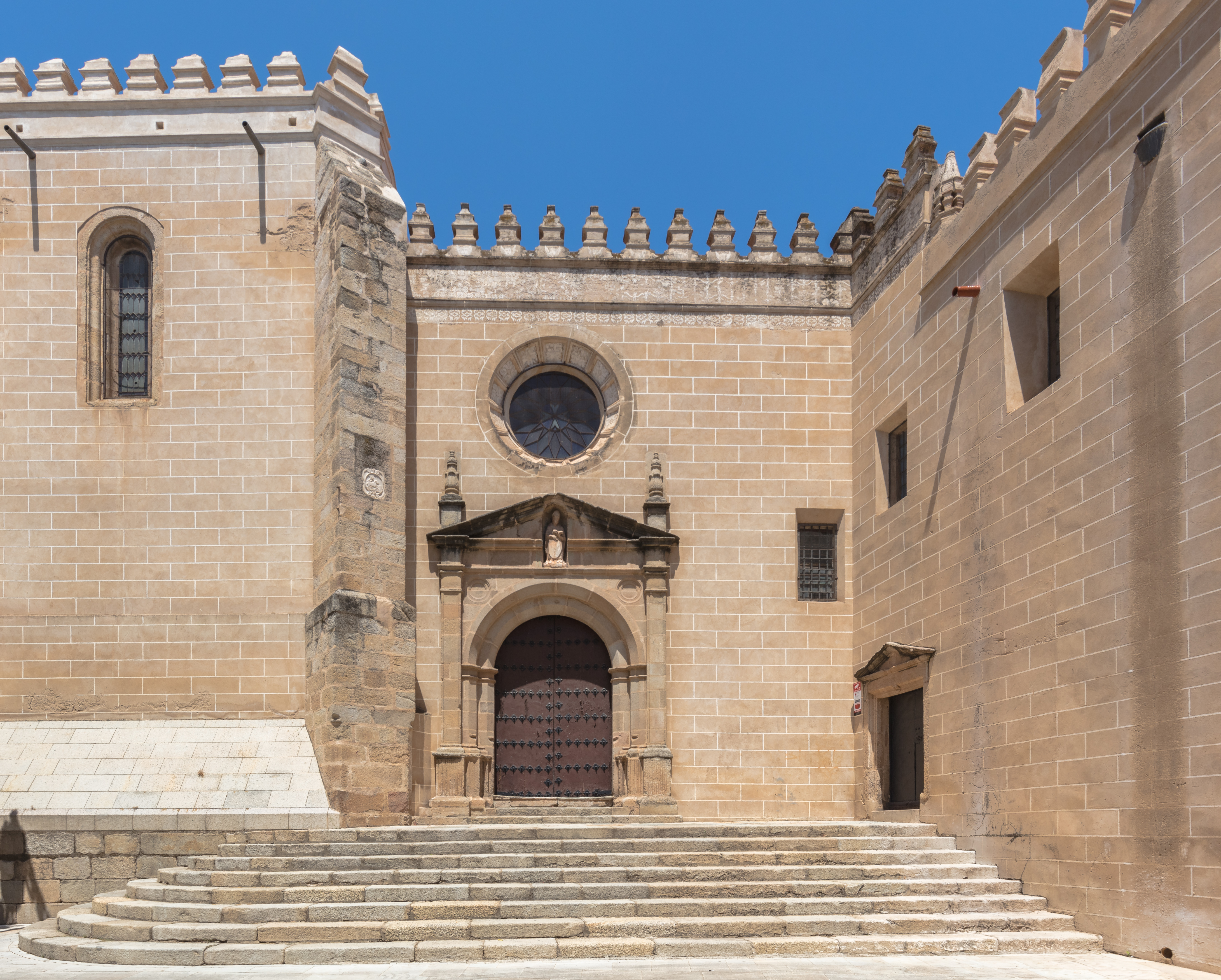
Catedral-fortaleza.
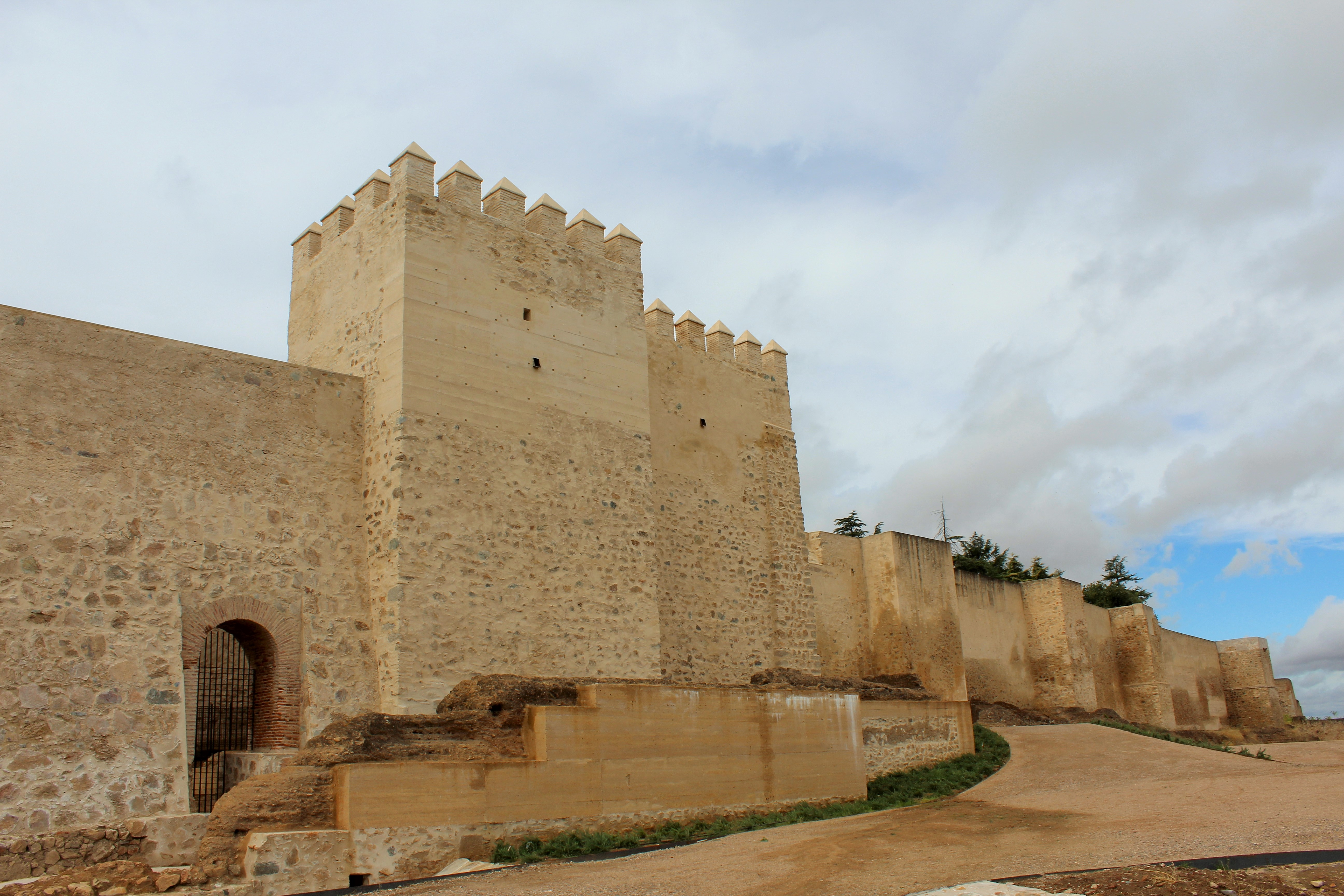
Entronque del baluarte con la muralla de La Alcazaba.
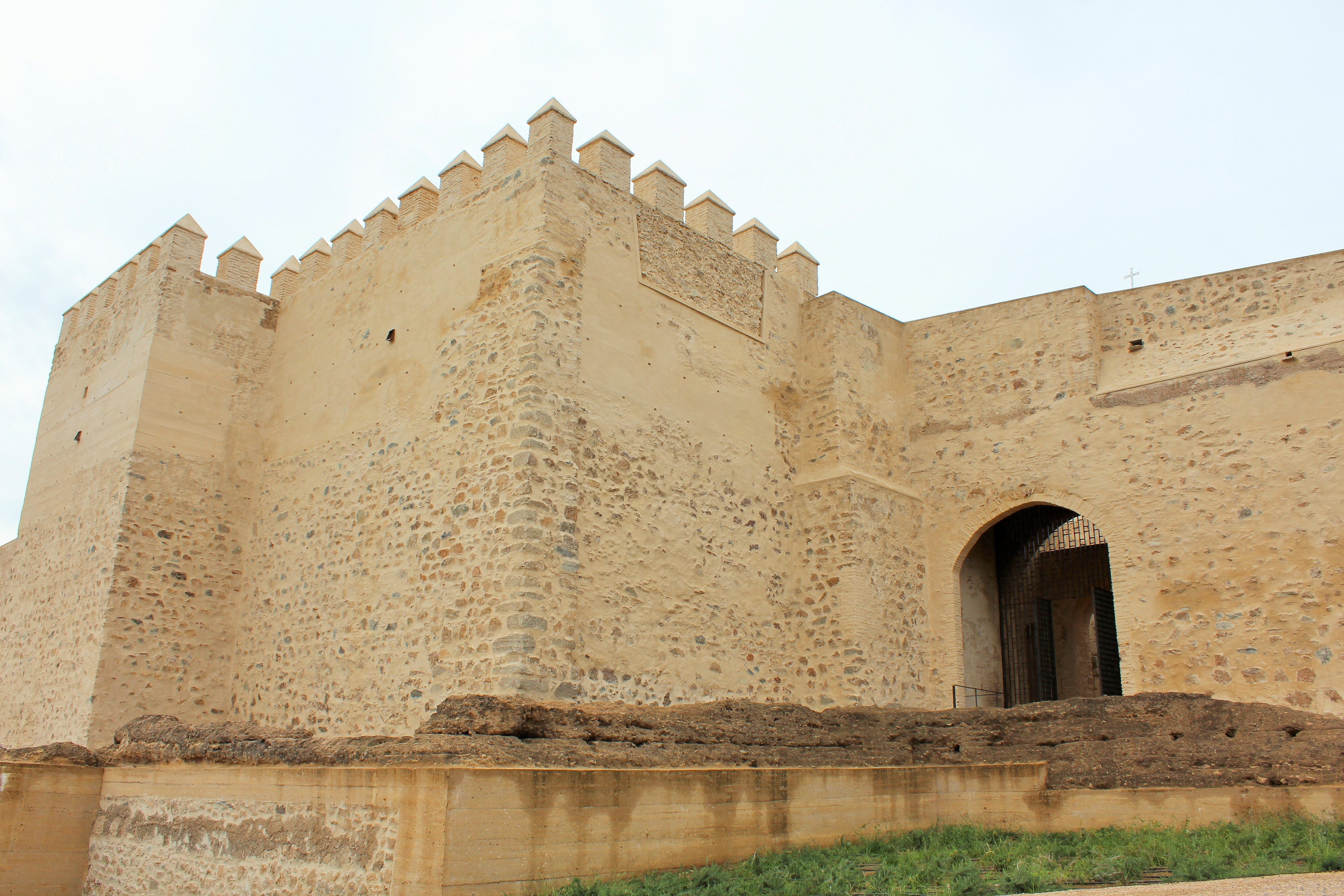
Lienzos norte y este del entronque con La Alcazaba.
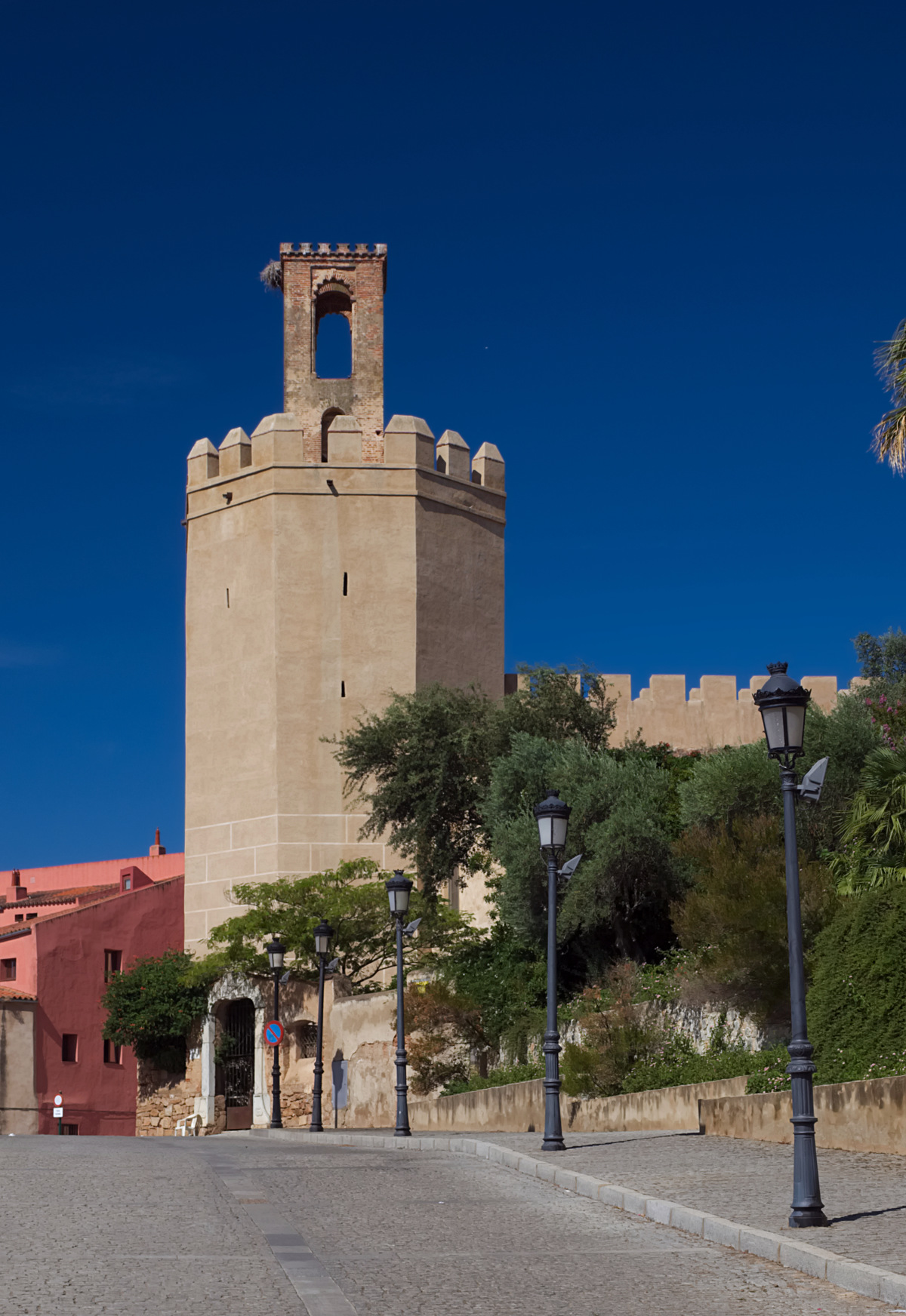
Torre de Espantaperros.
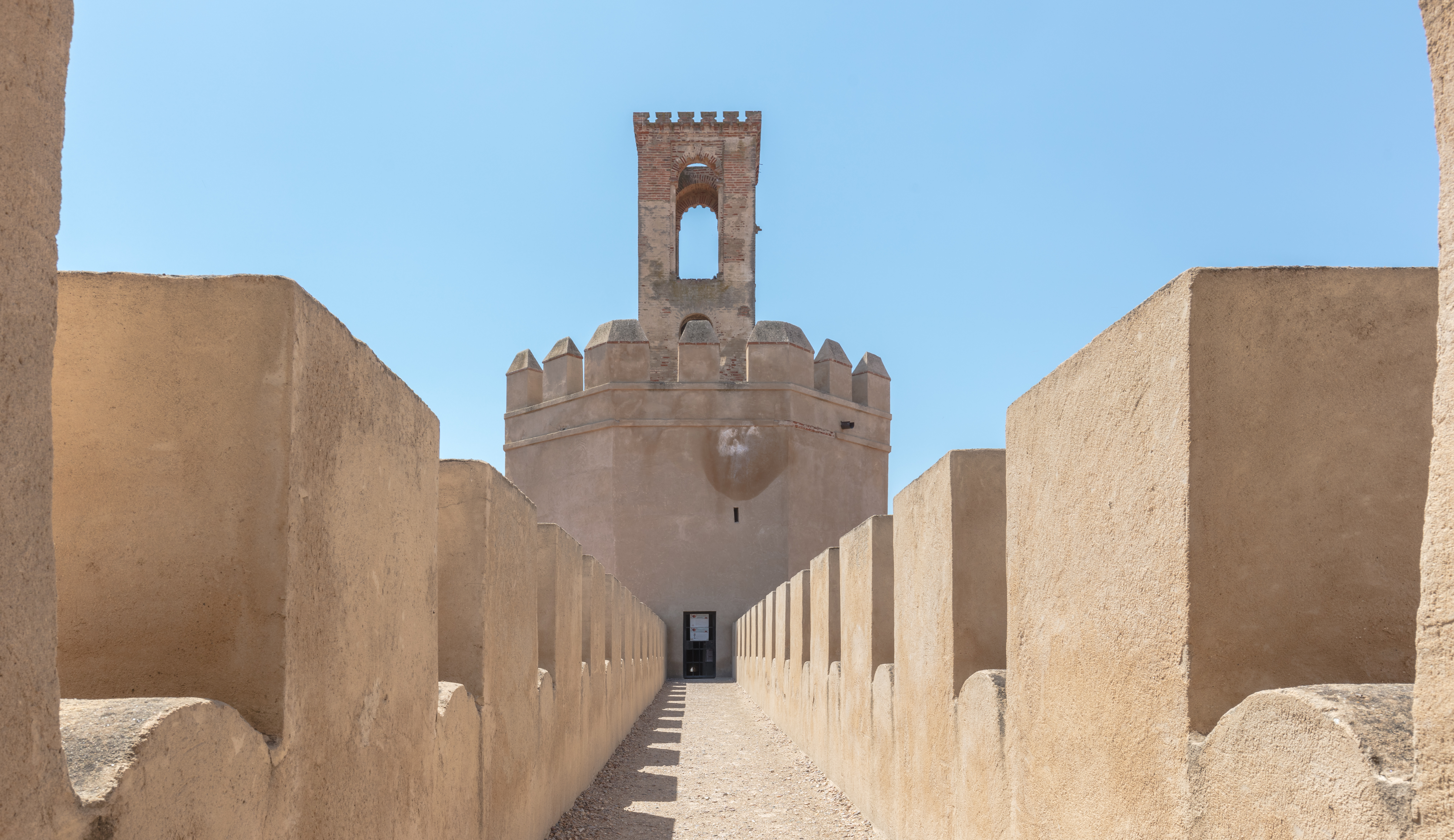
Vista frontal de la Torre de Espantaperros.
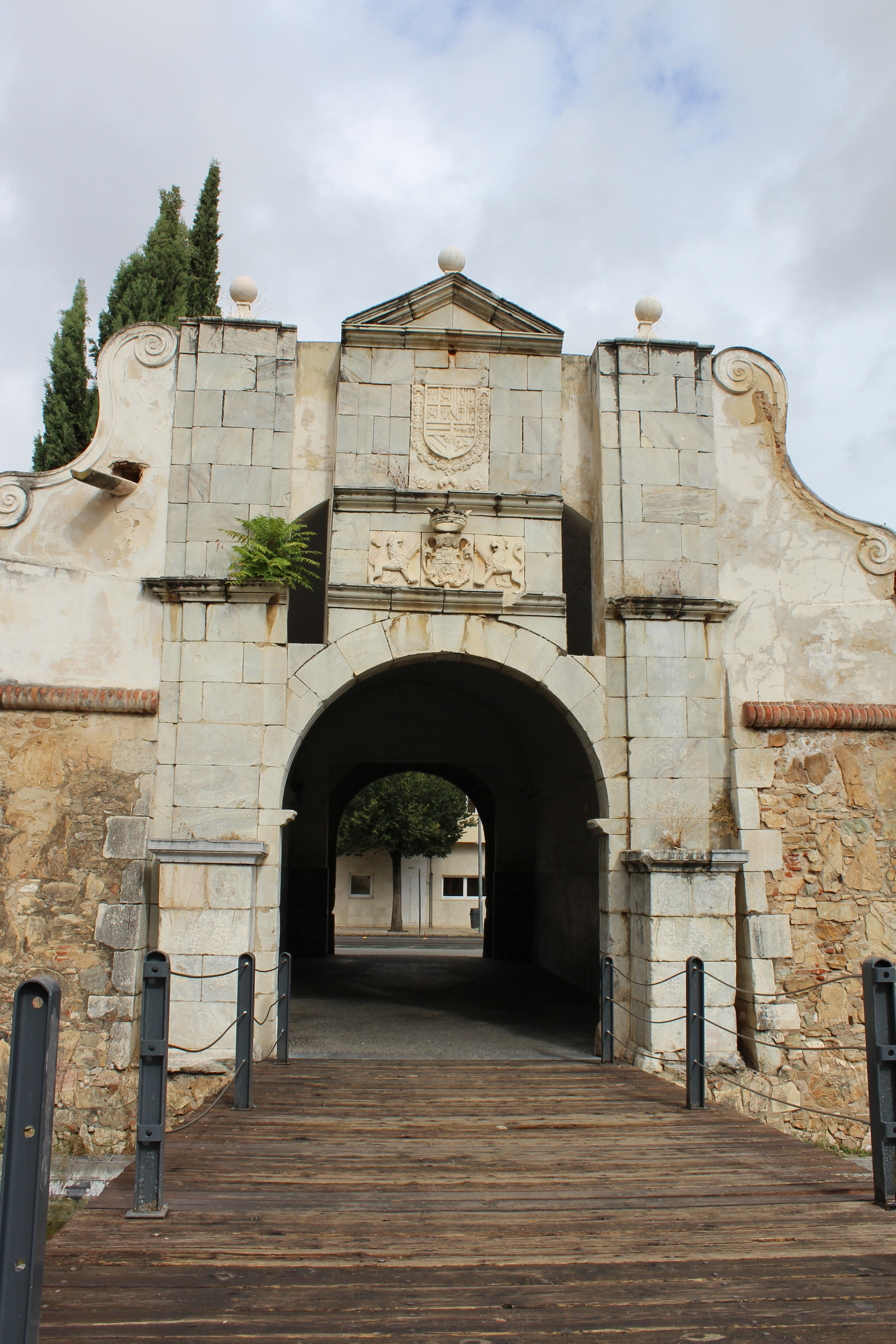
Fachada exterior Puerta del Pilar.
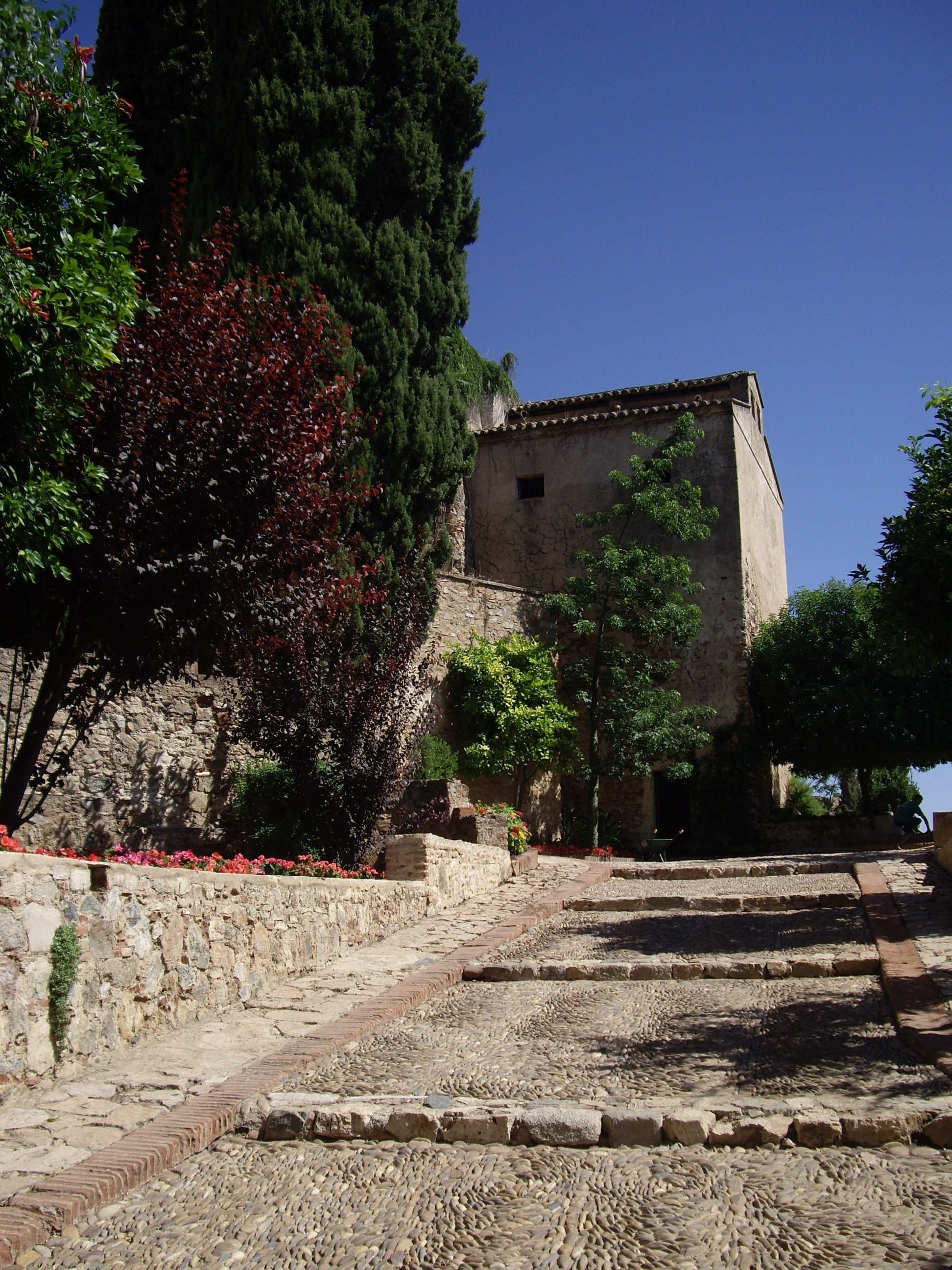
Jardines de La Galera.
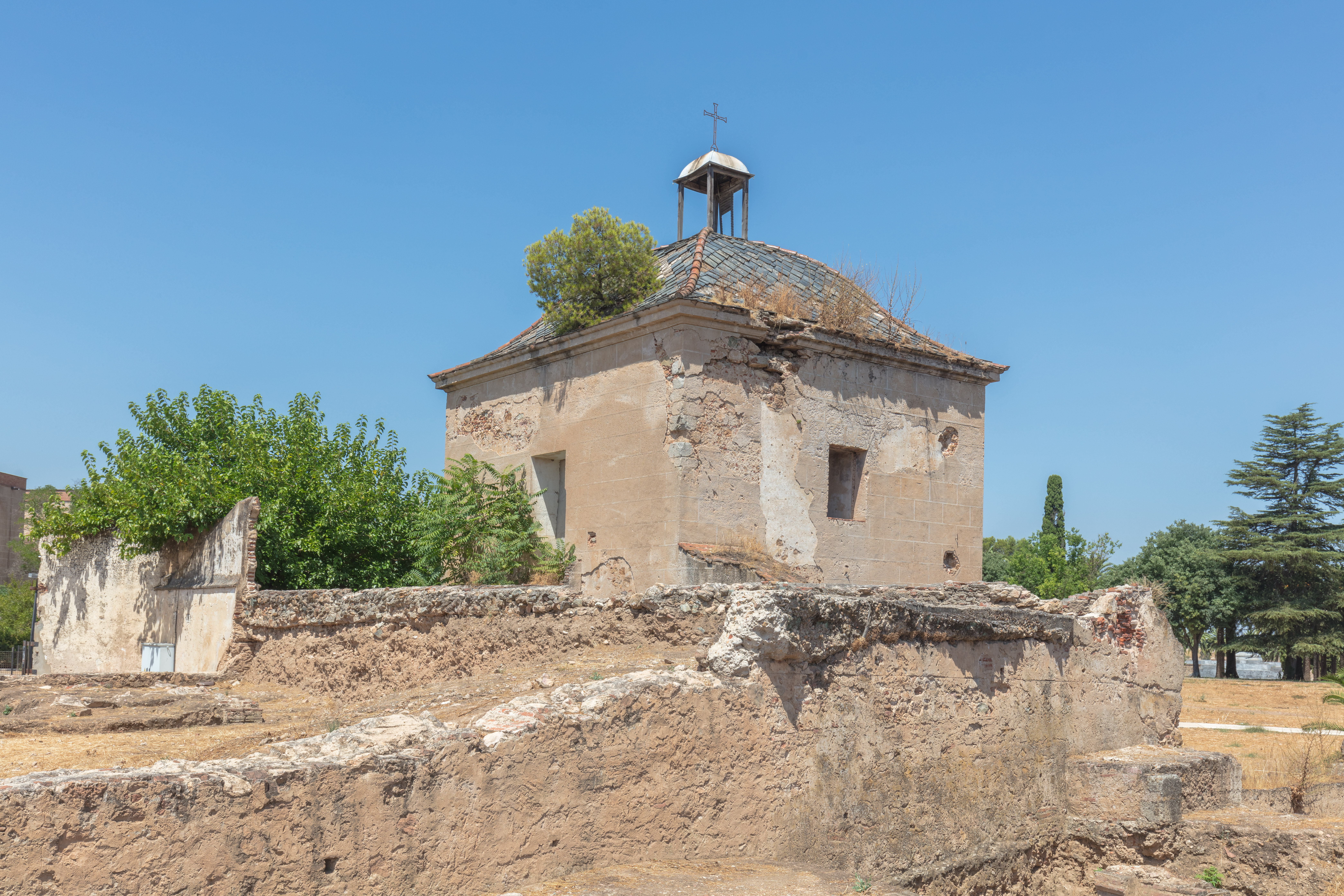
Antiguo Pabellón de Autopsias, la Alcazaba.
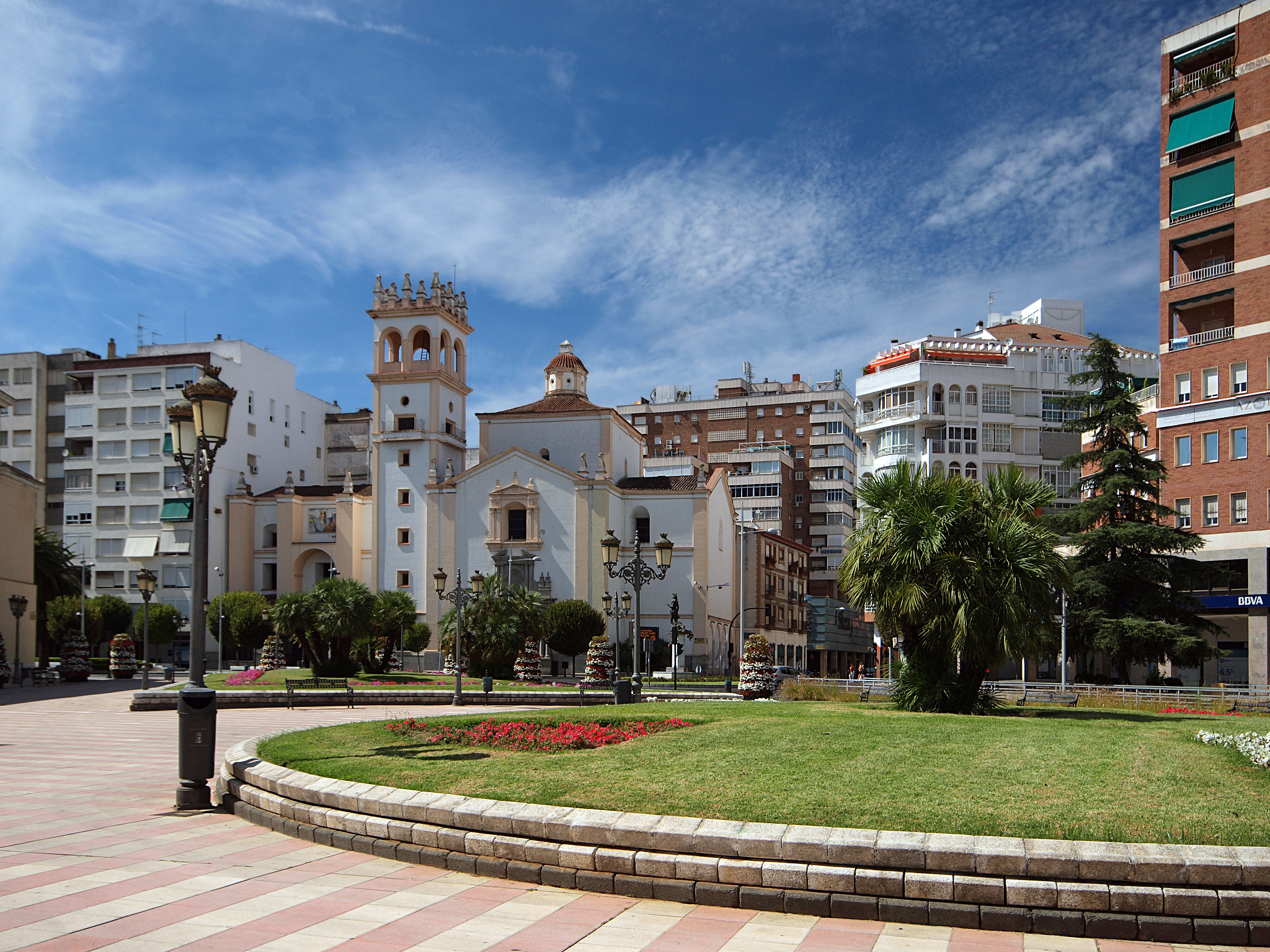
Plaza de San Atón.
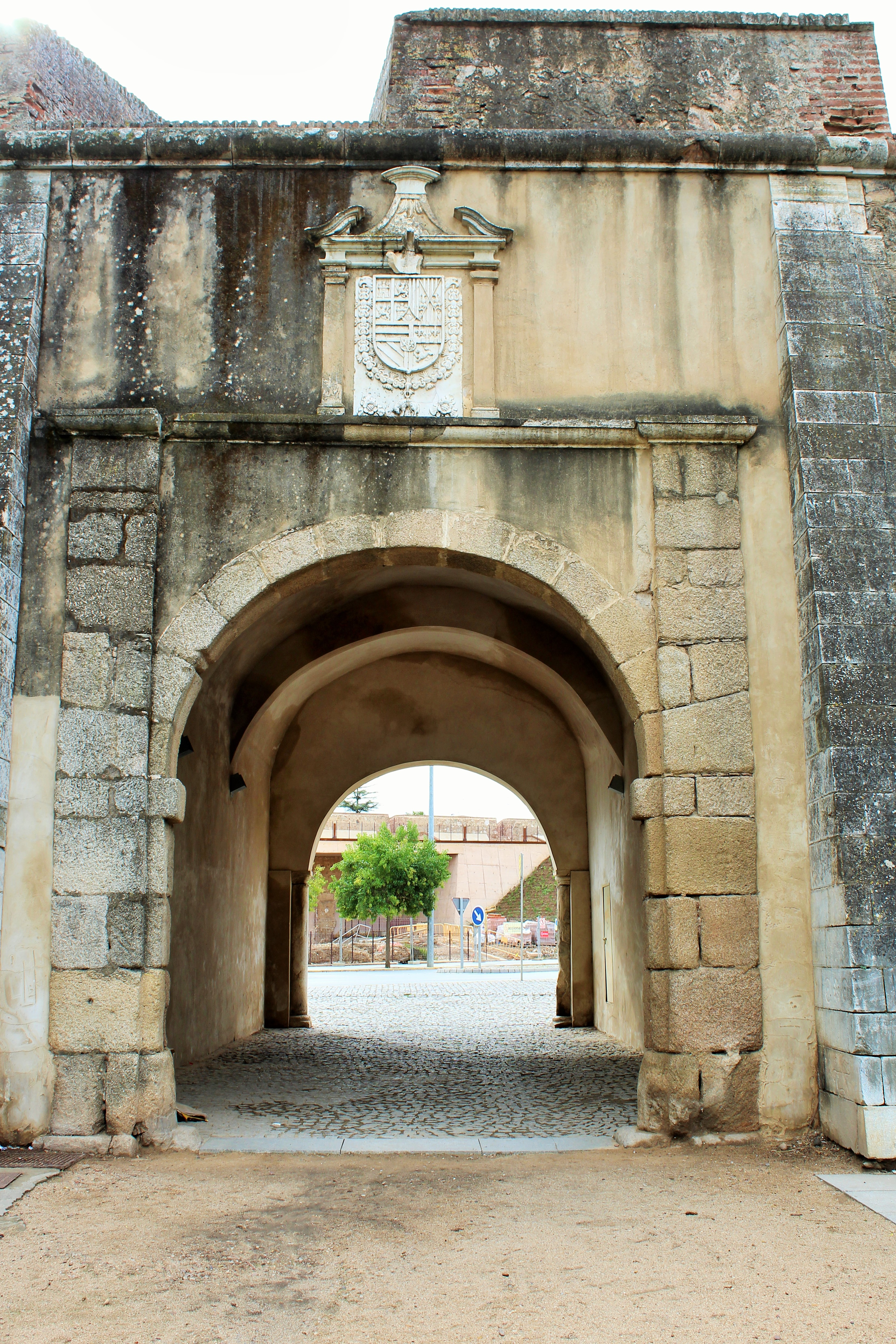
Puerta de la Trinidad.
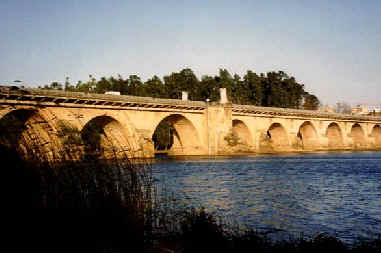
Puente de Palmas.
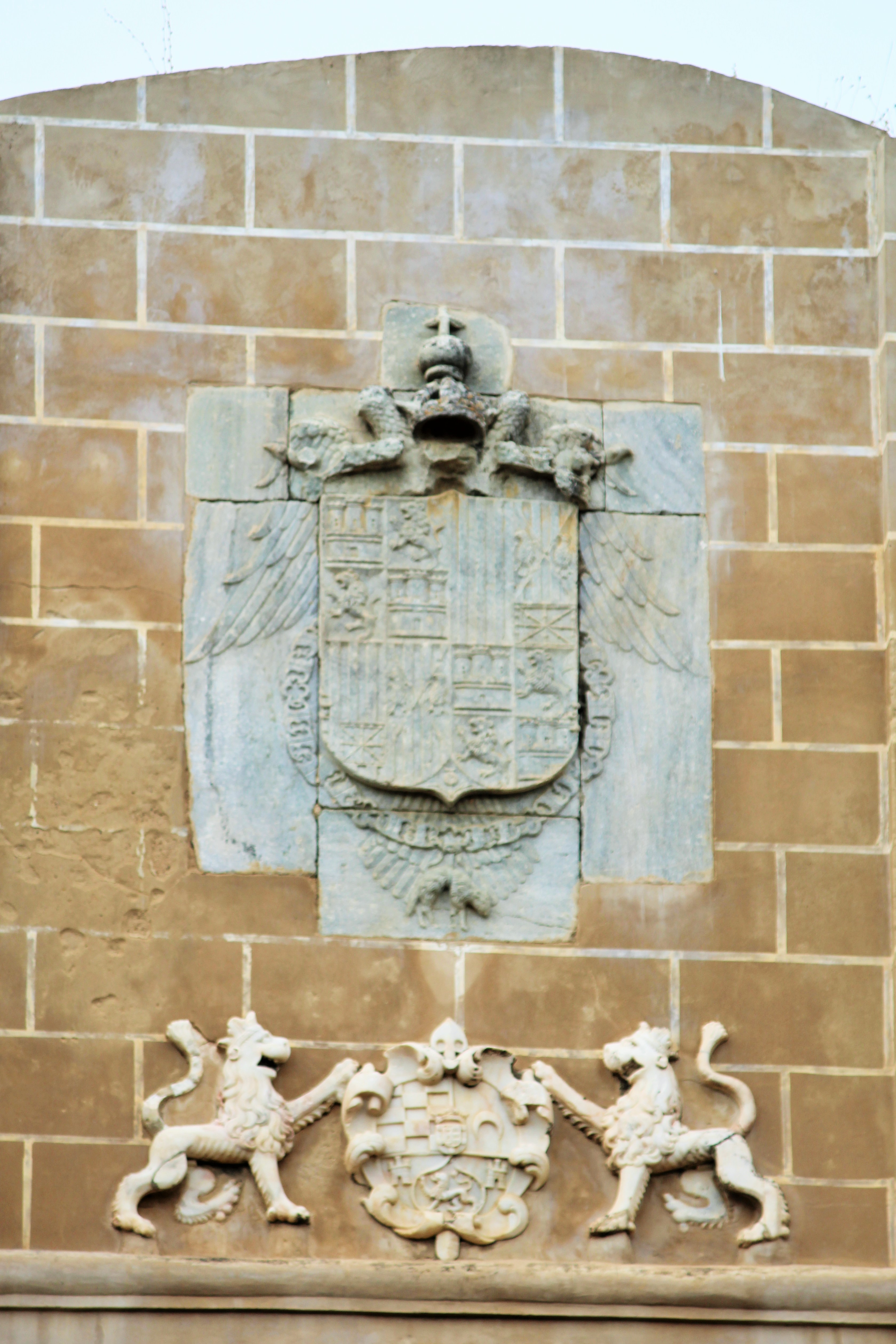
Escudo de Carlos V.
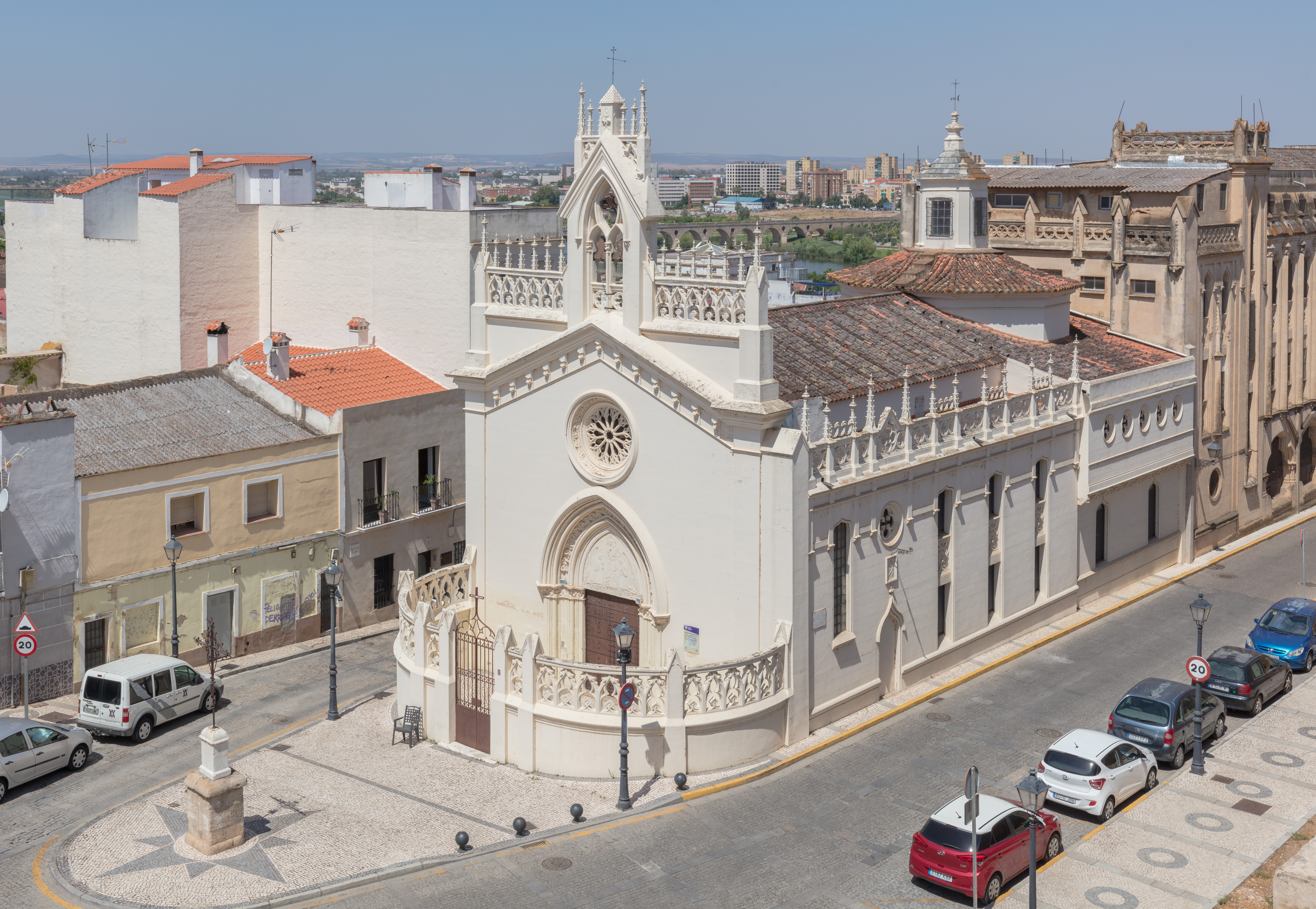
Convento de las Adoratrices.
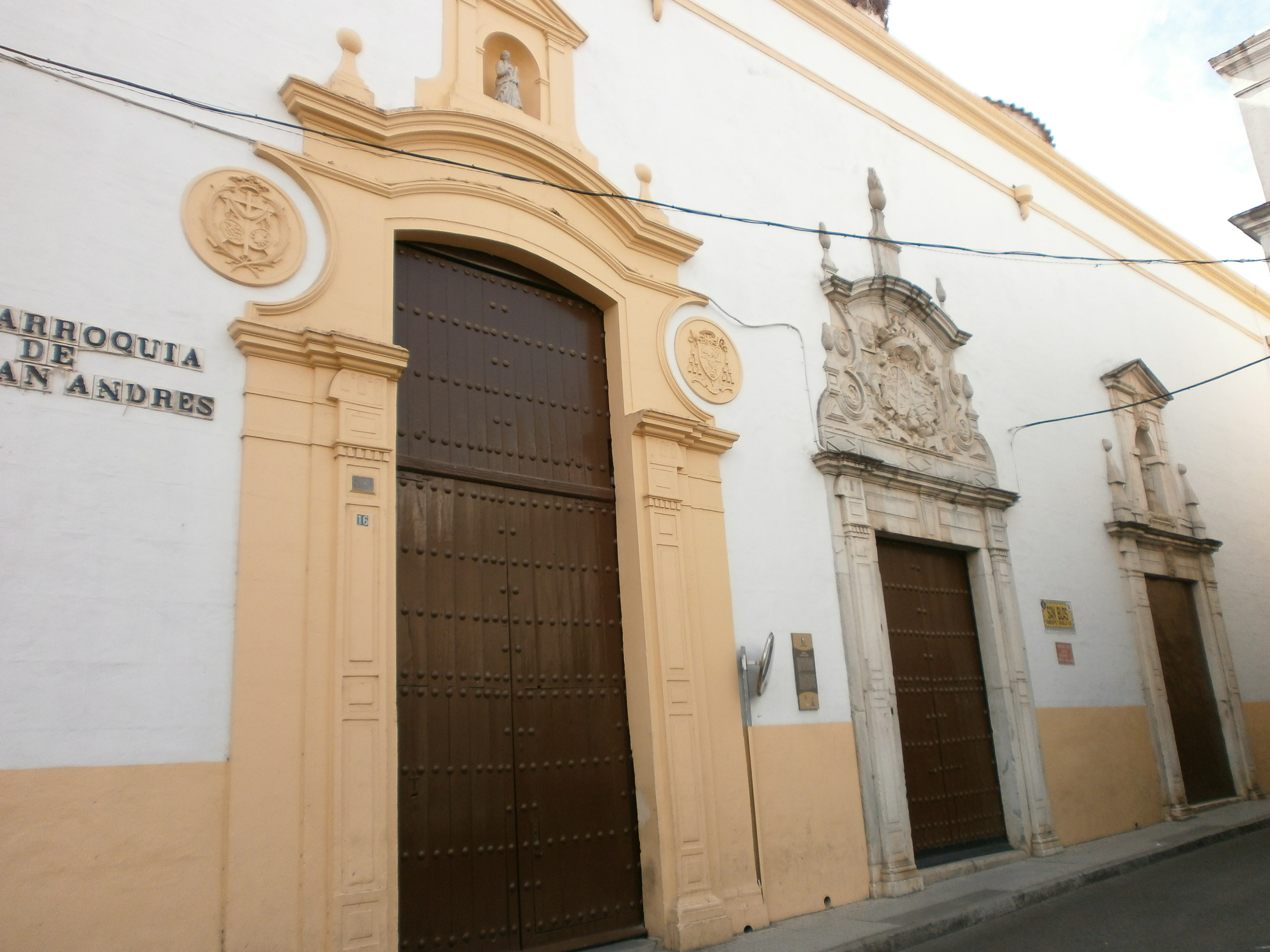
San Andrés.
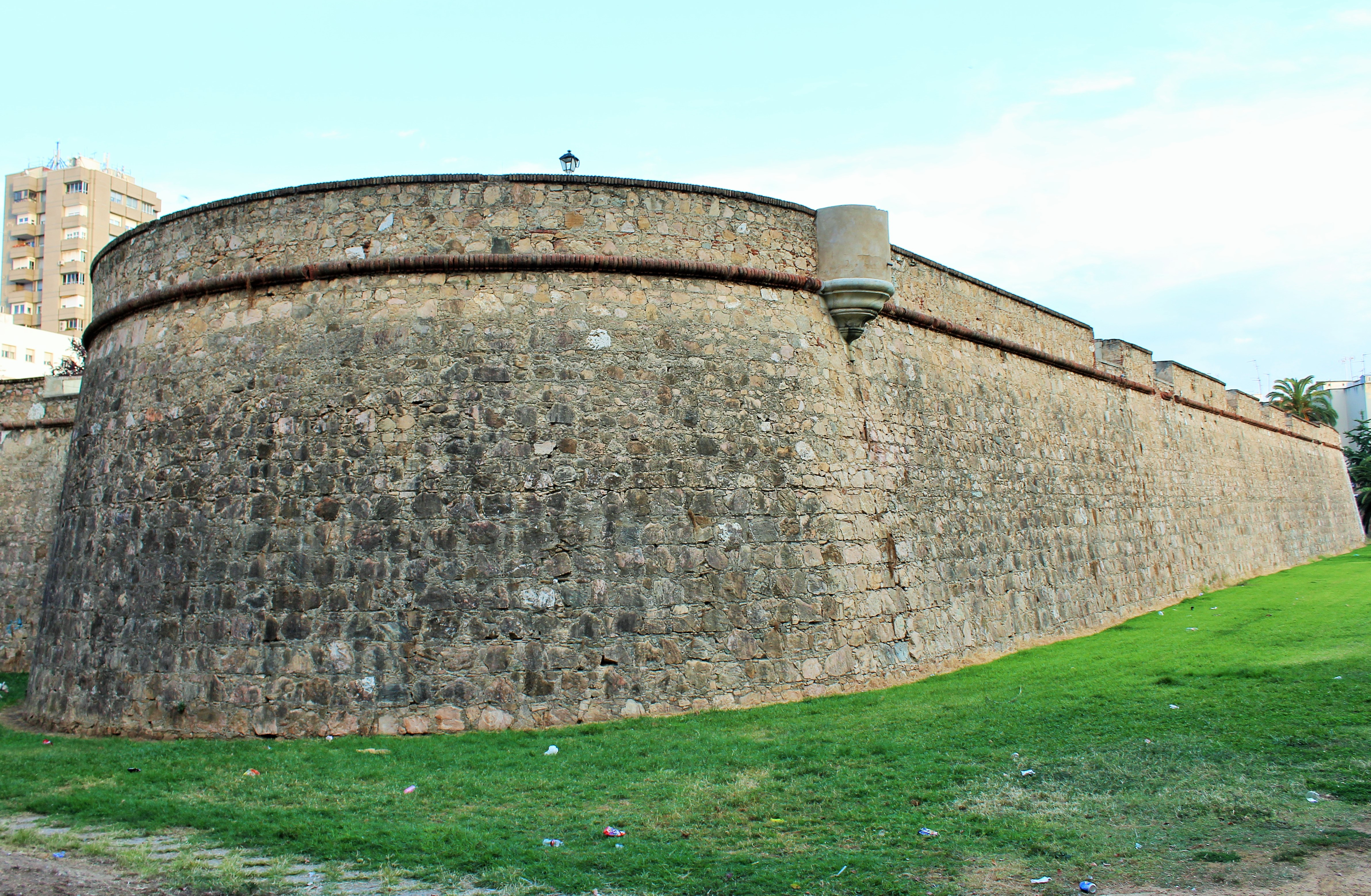
Muralla de Badajoz.
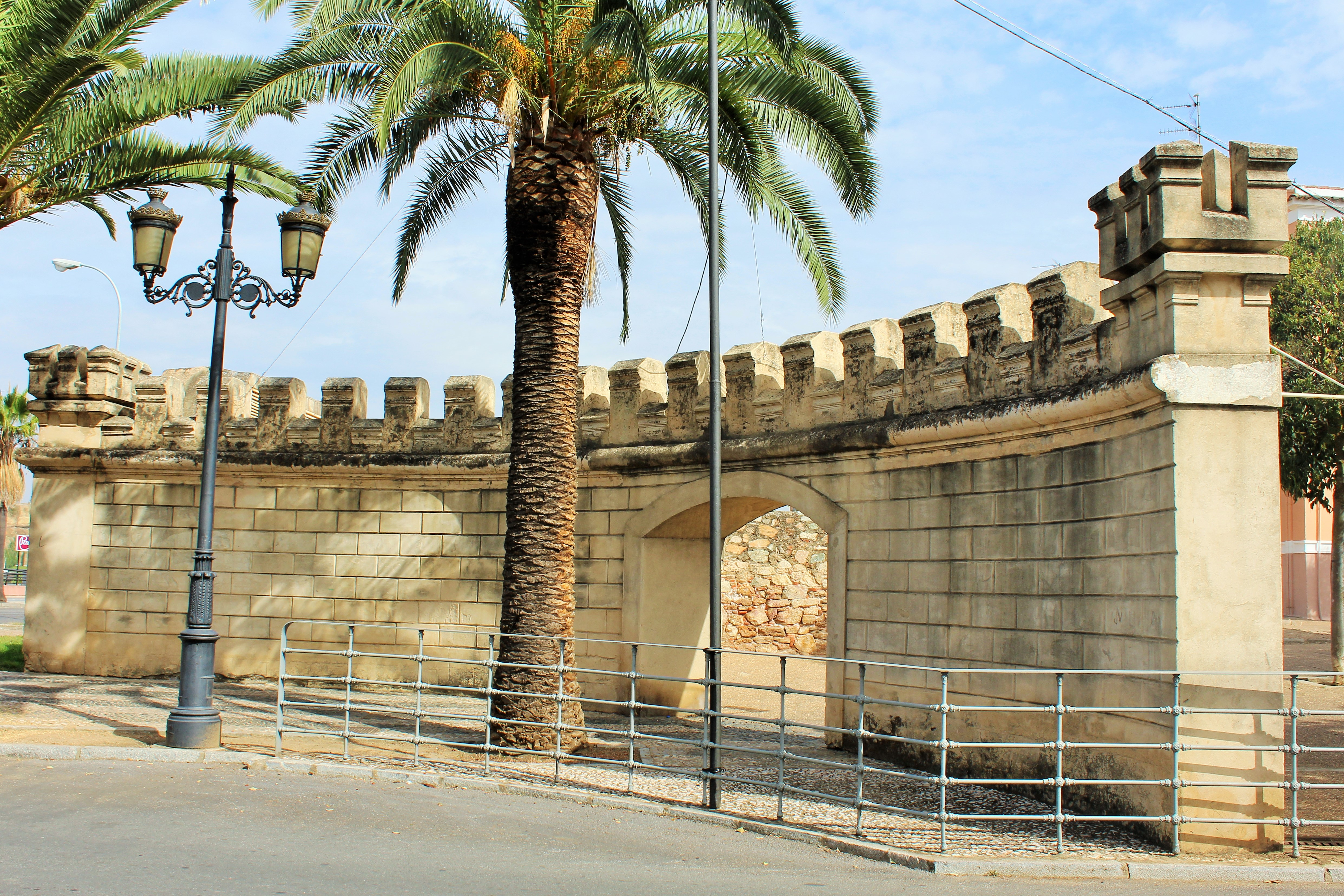
Lienzo junto a la Puerta de Palmas.
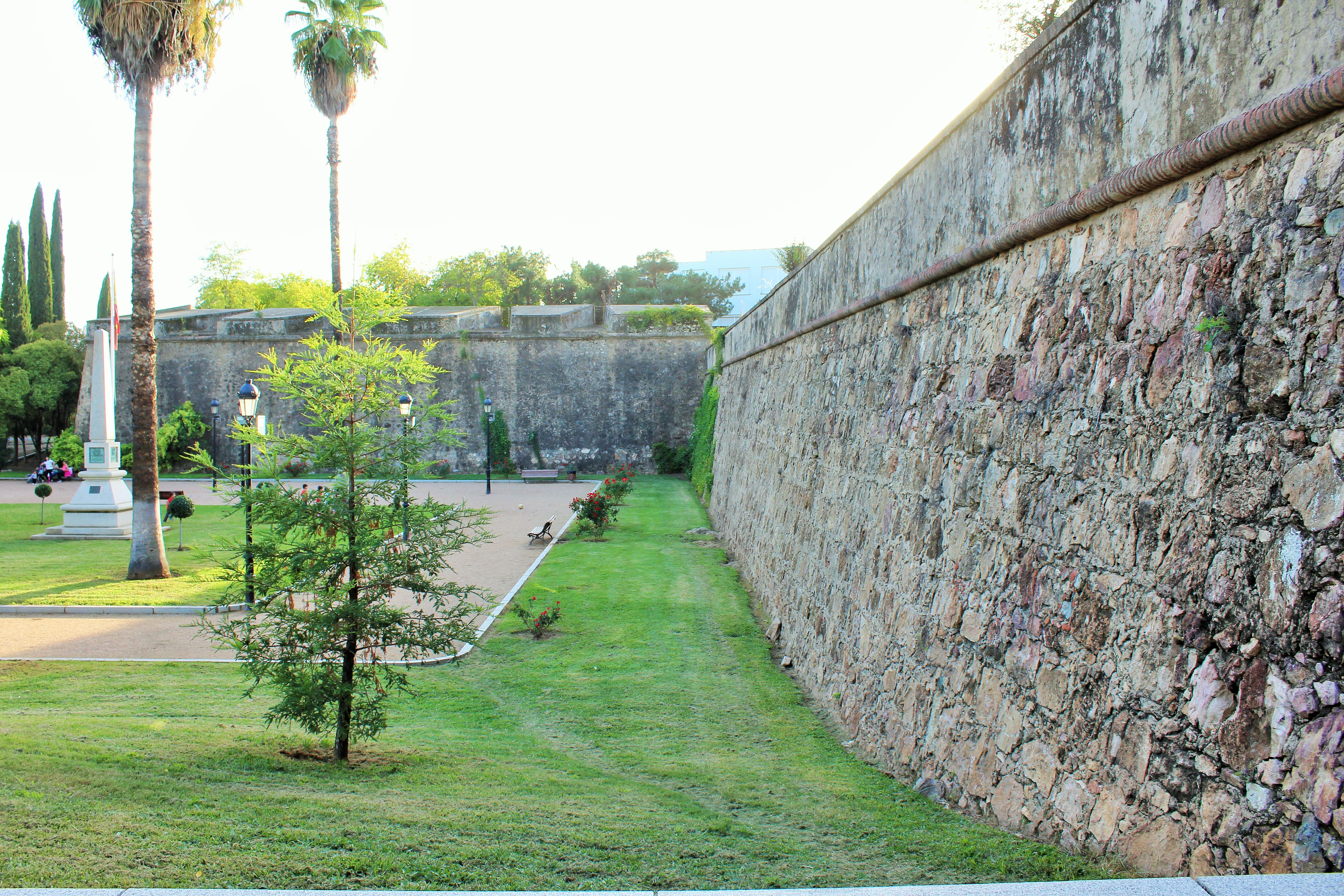
Lienzos de la muralla.
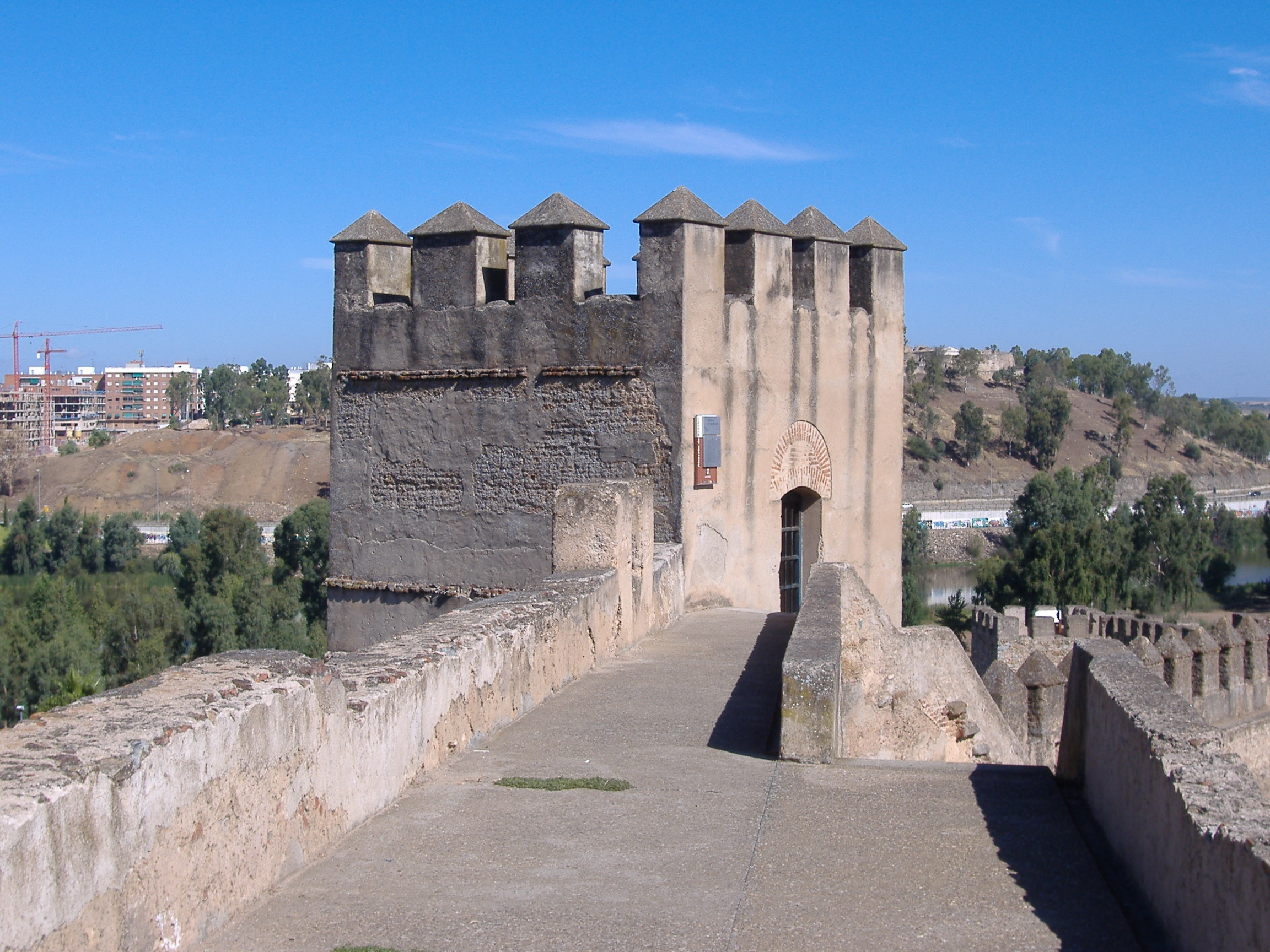
Adarve de la Alcazaba.
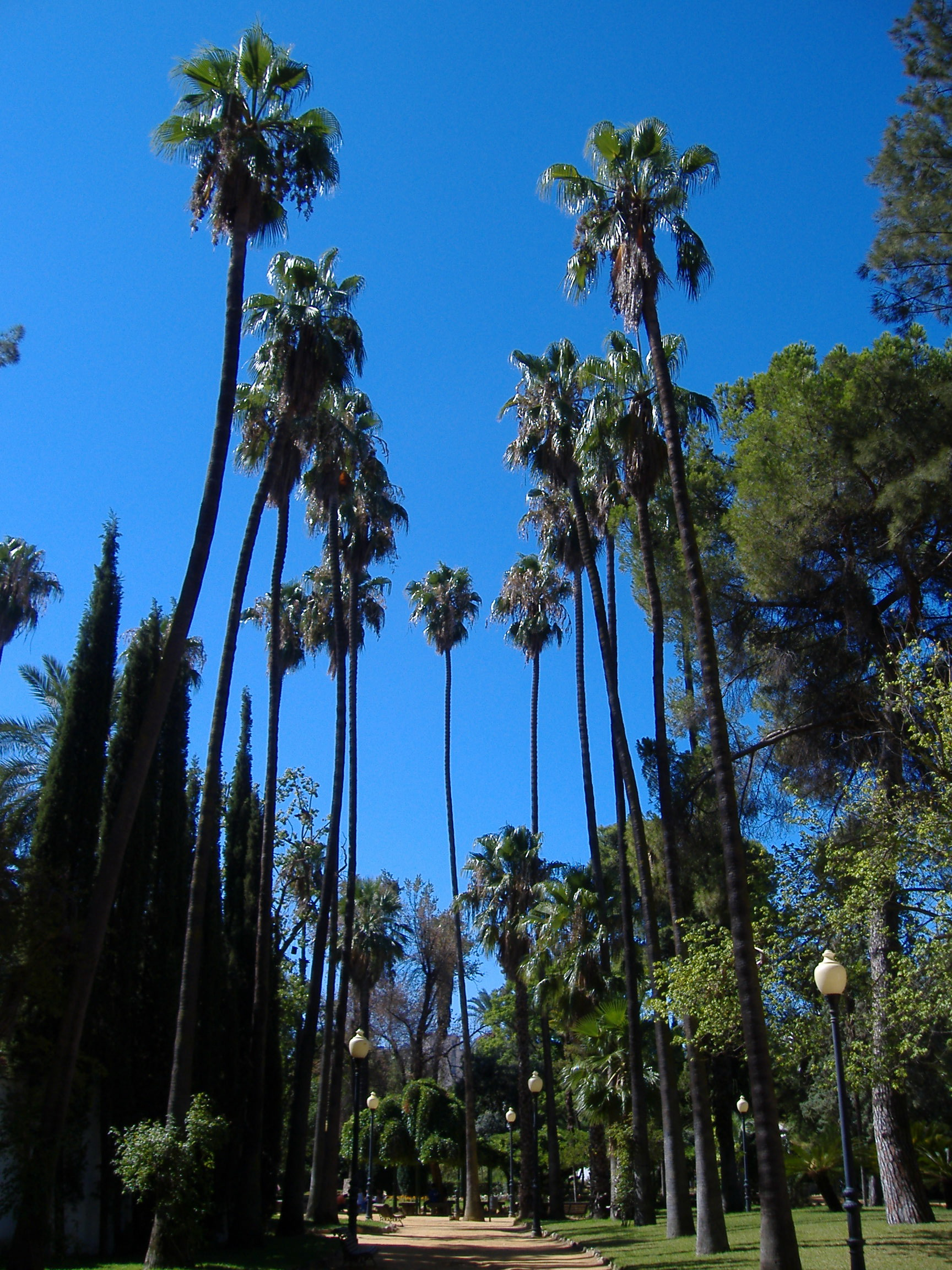
Parque de Castelar.
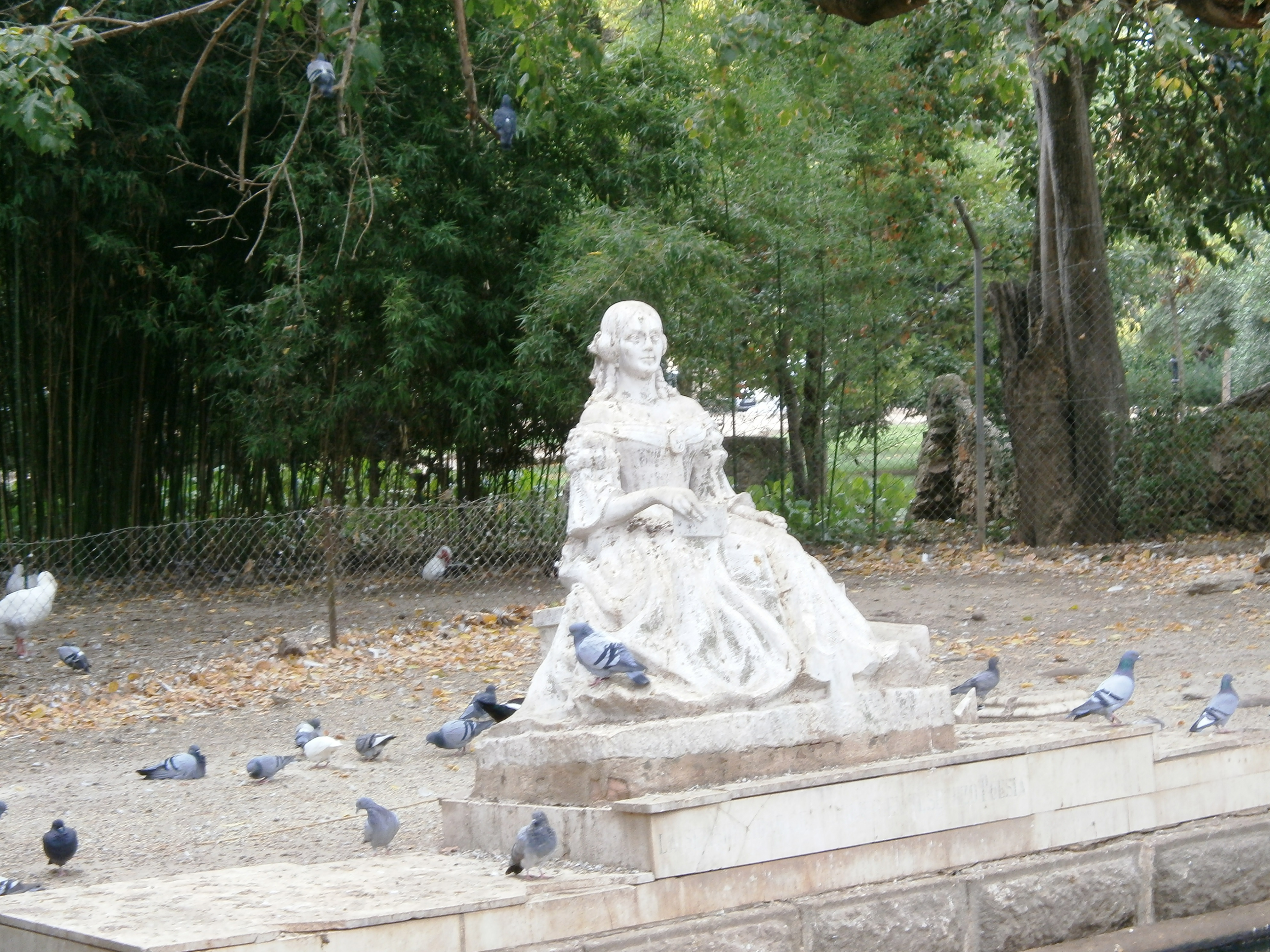
Estatua de Carolina Coronado.
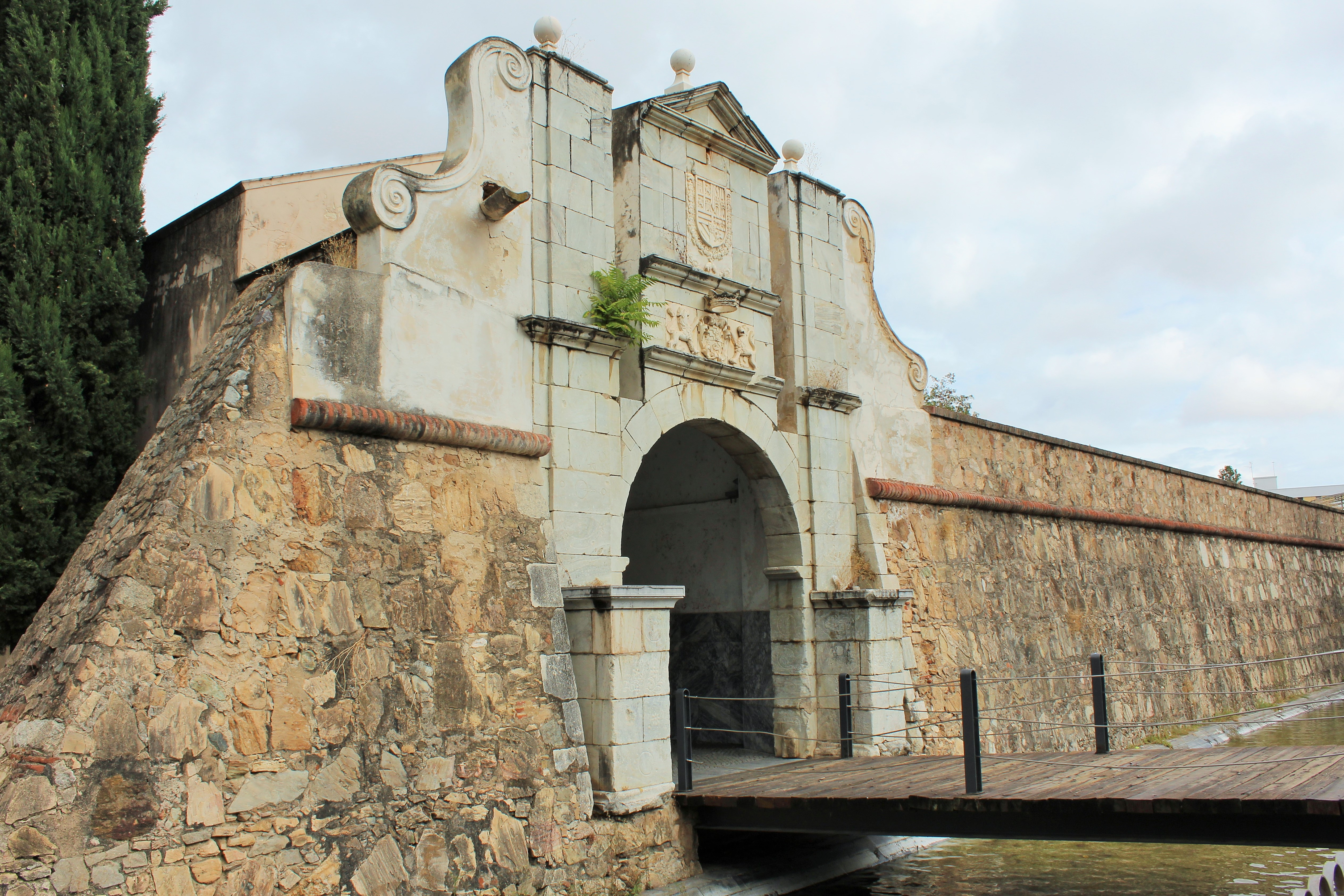
Puerta del Pilar.
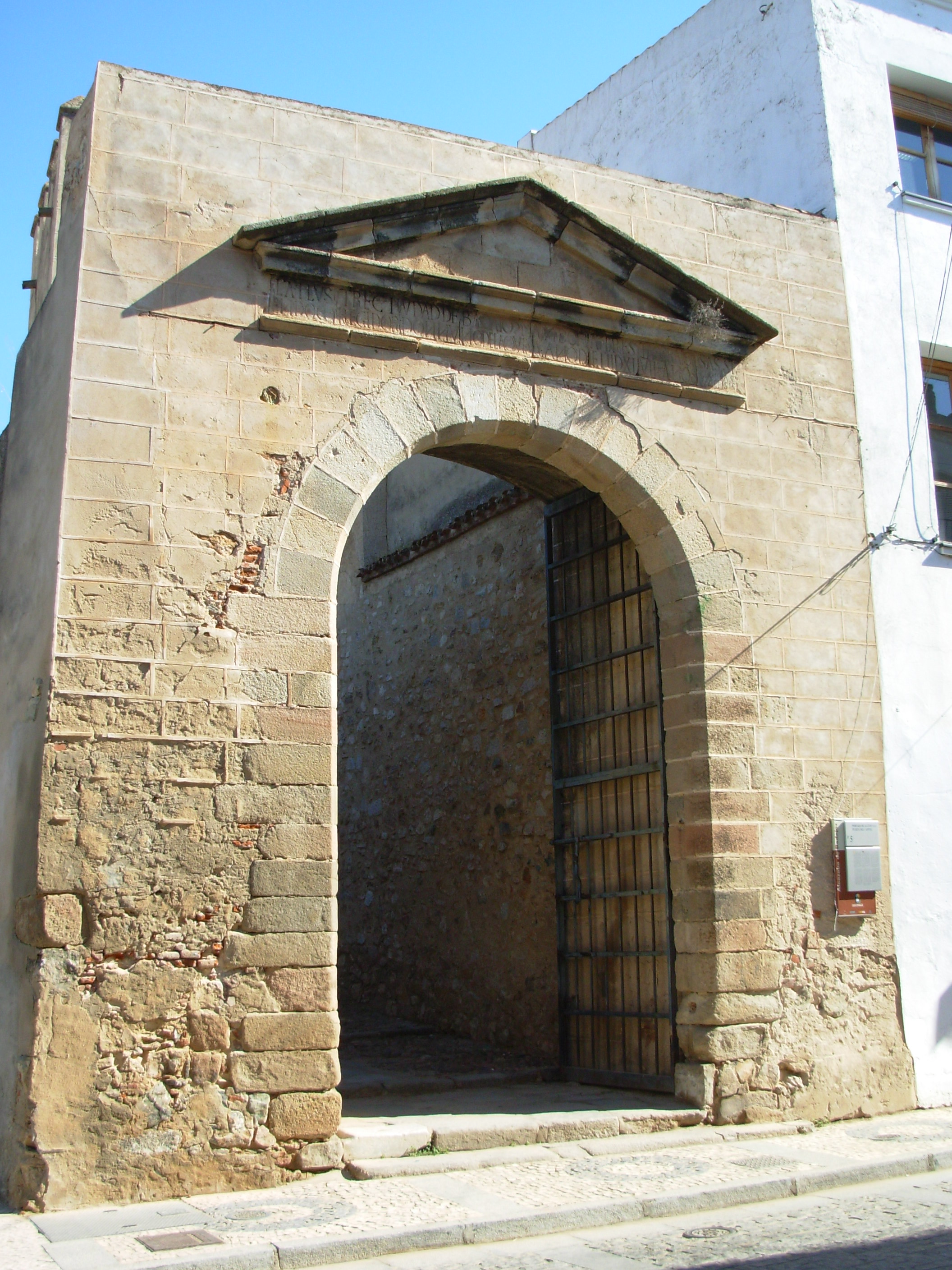
Puerta Dintelada.
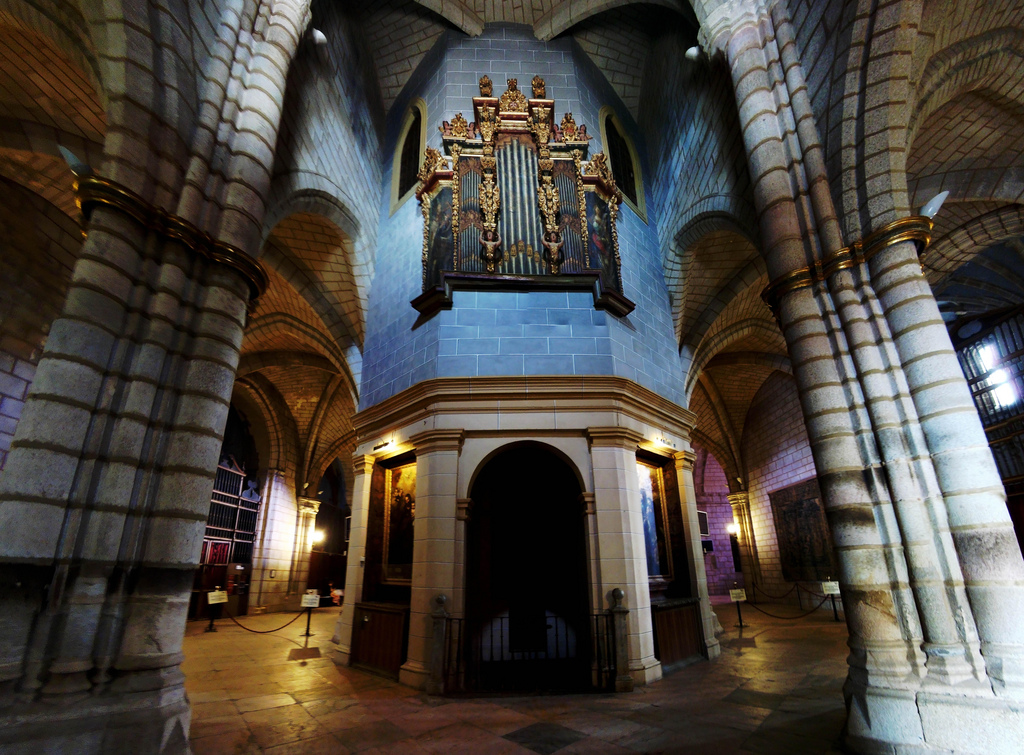
Interior de la Catedral.
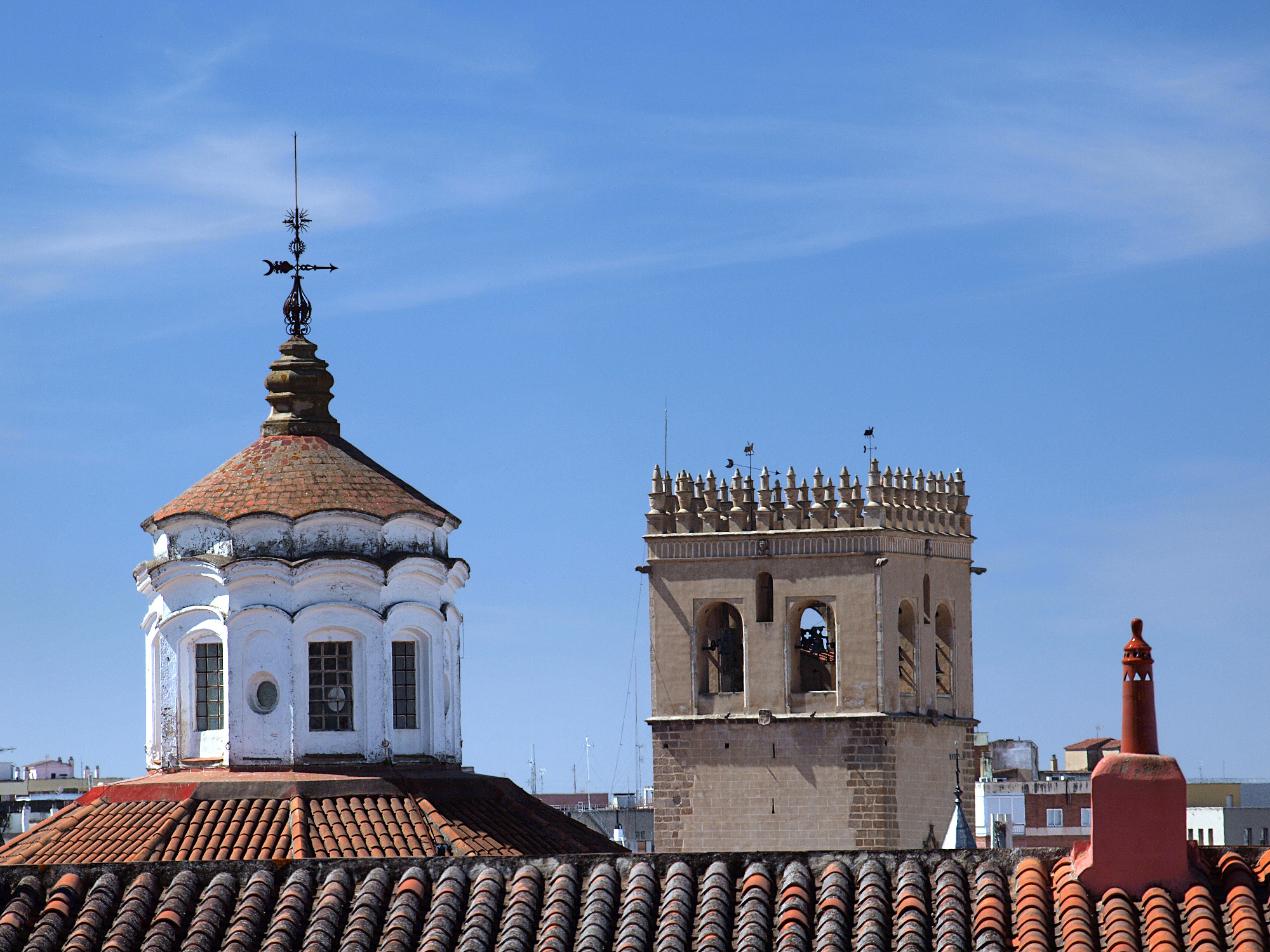
Cúpula de la Concepción y la Catedral.
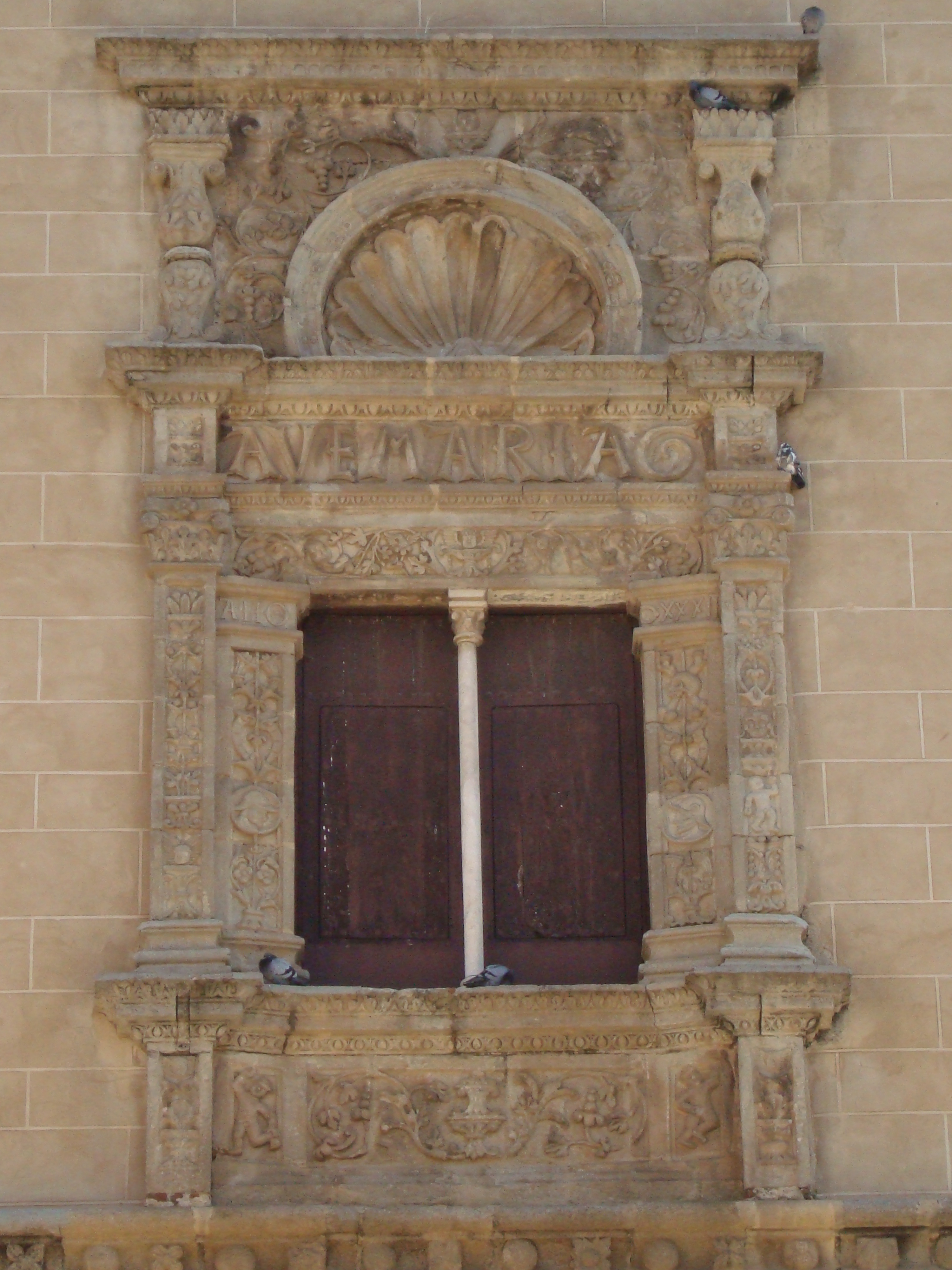
Ventana de la Catedral.
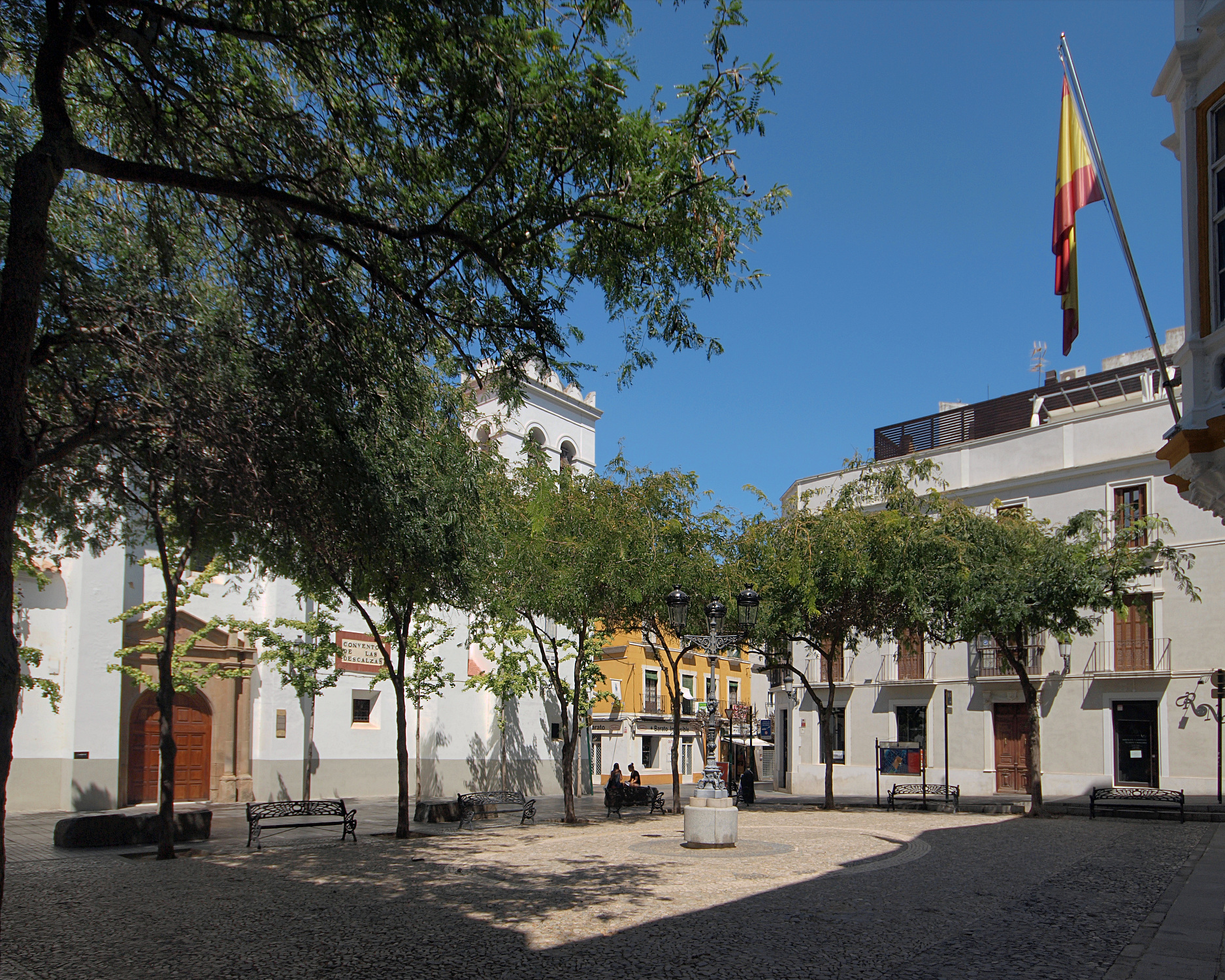
Plaza López de Ayala.
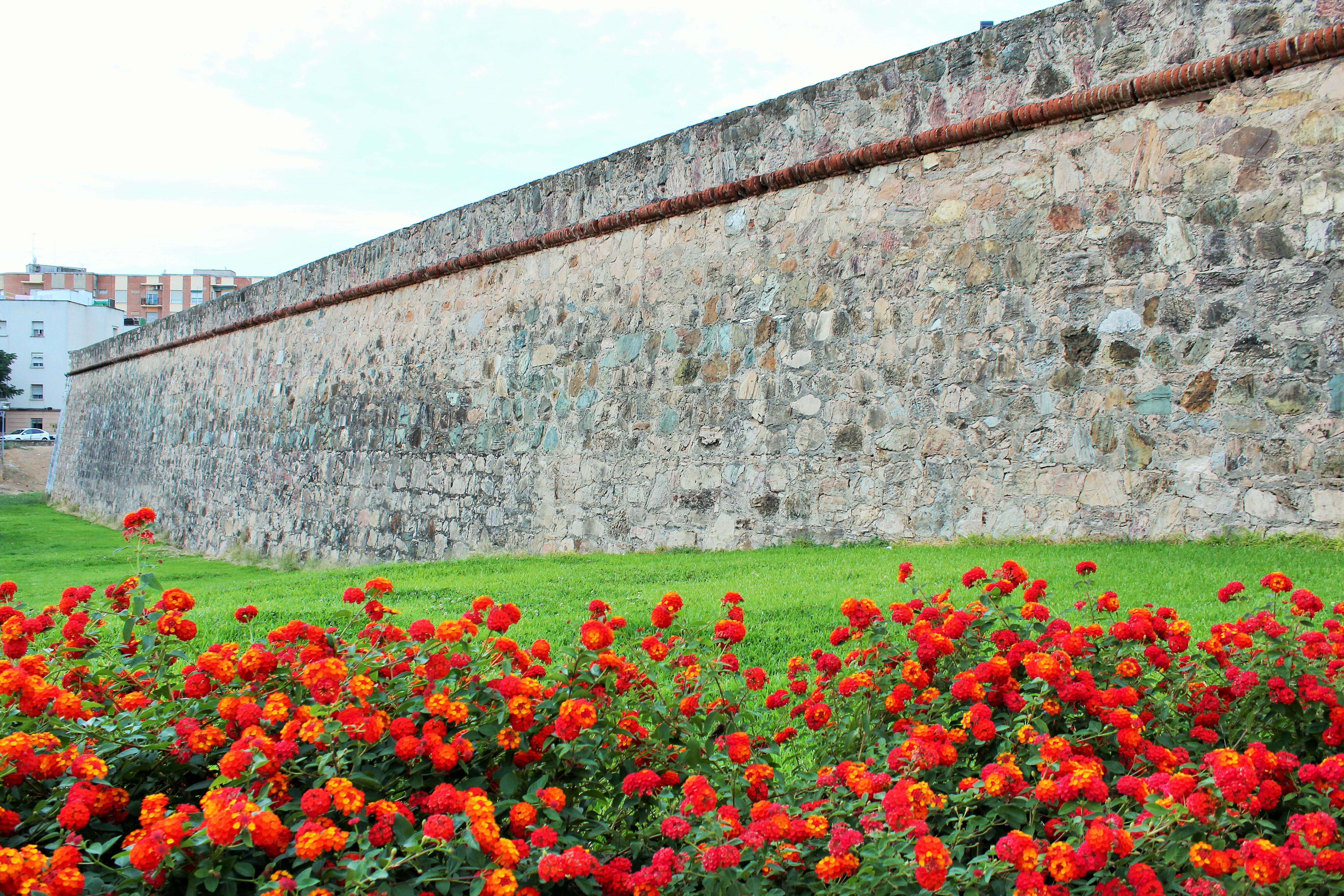
Muralla de Badajoz.
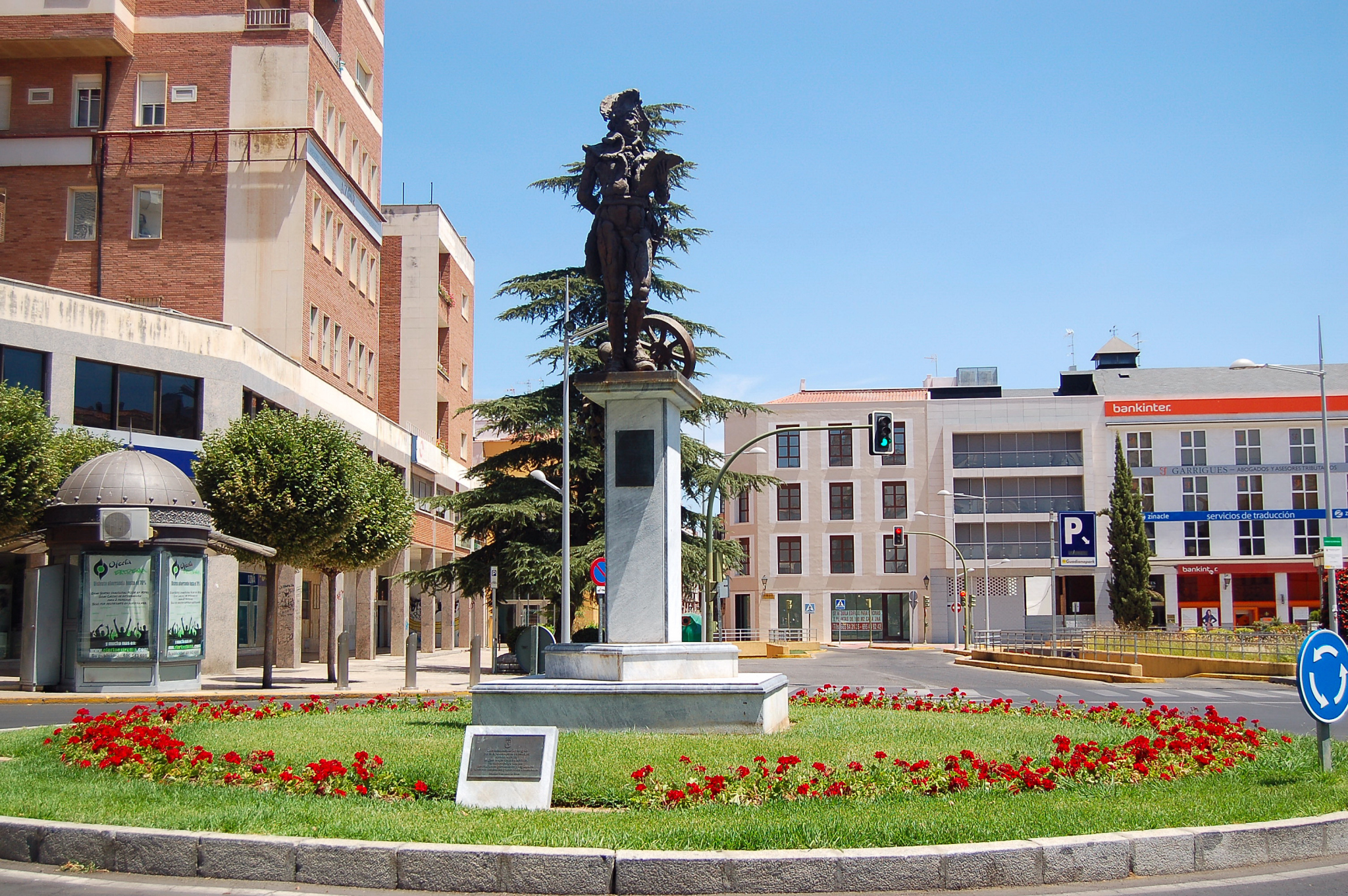
Estatua de Godoy
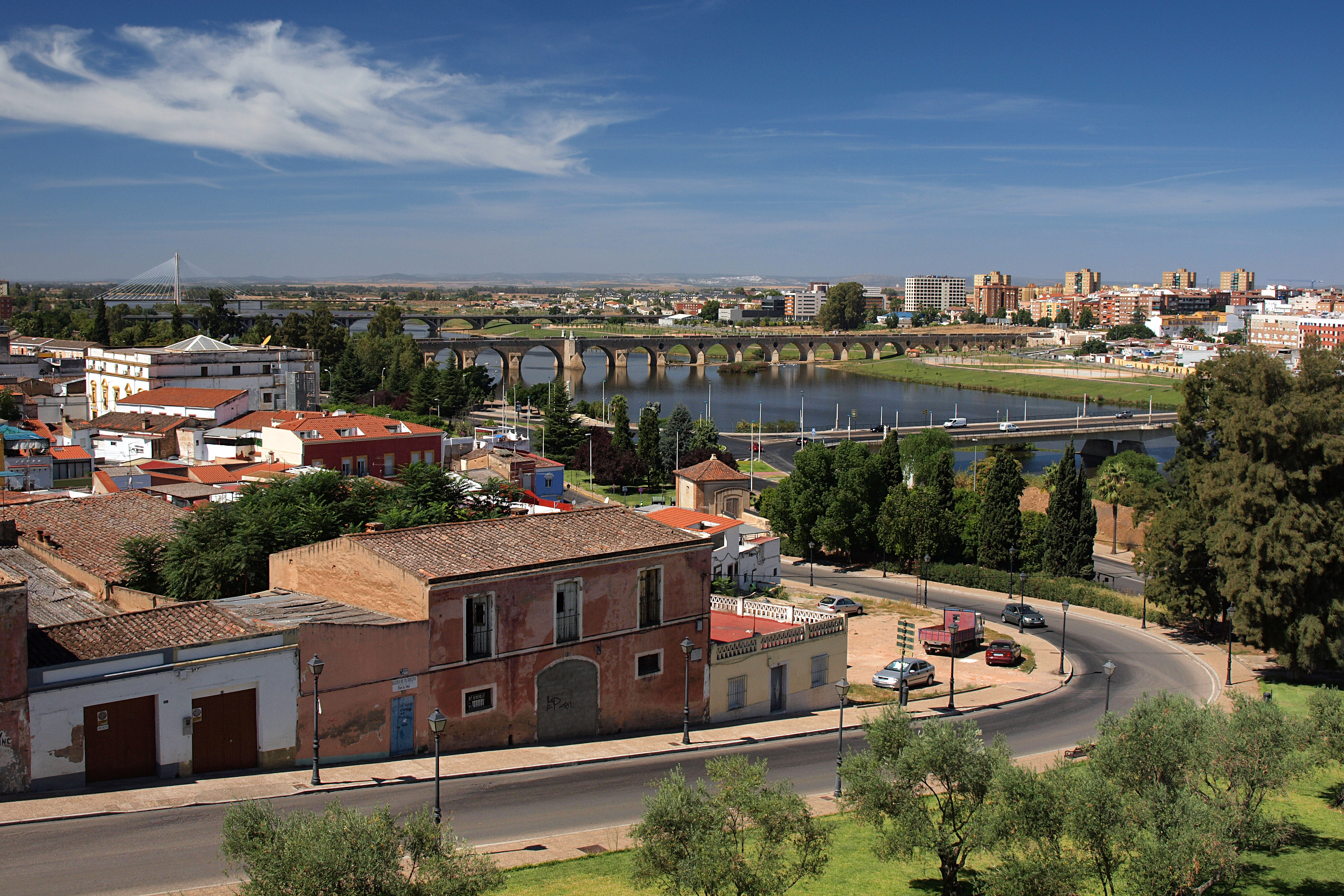
El Guadiana junto al casco antiguo.
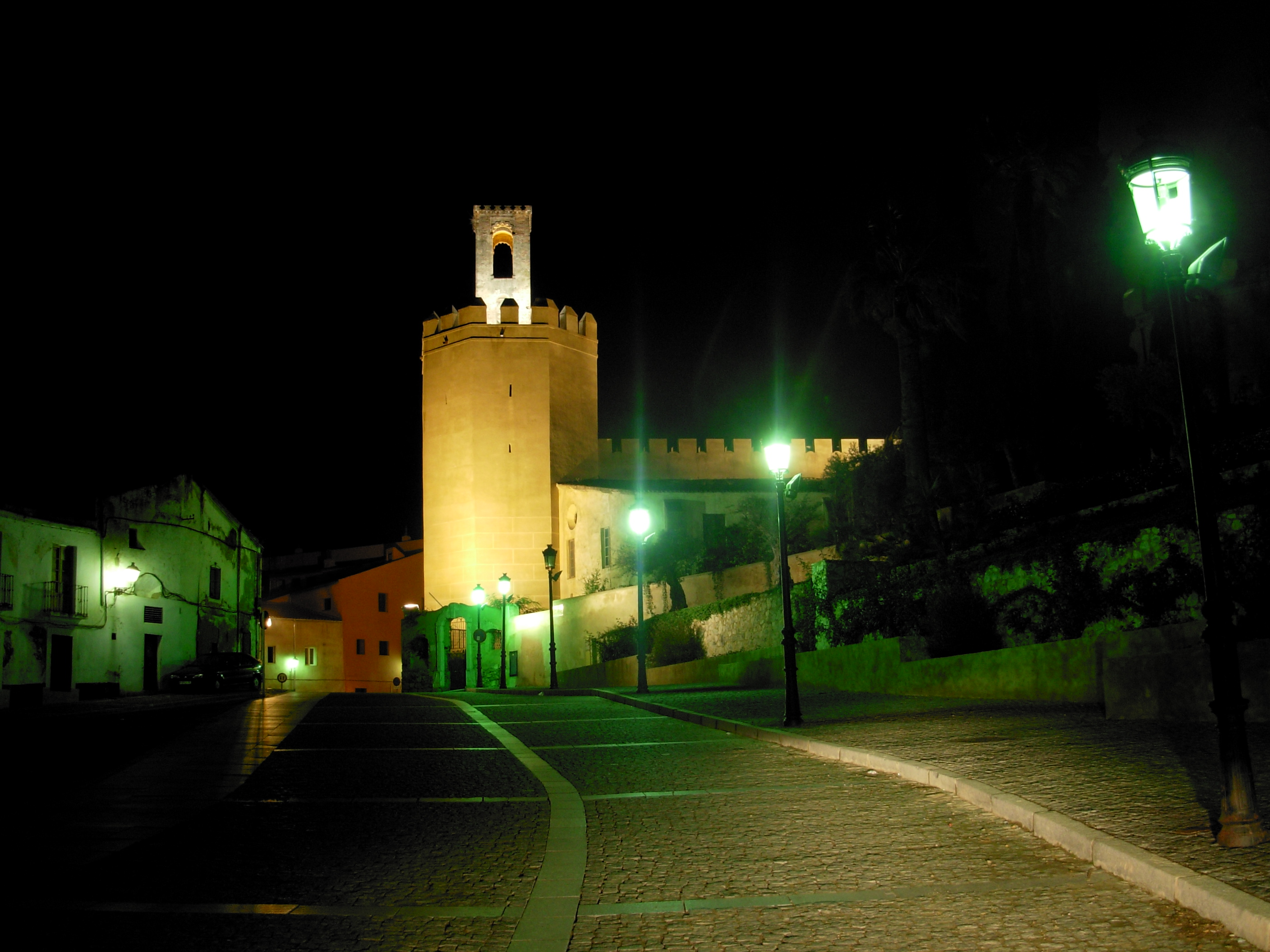
Torre de Espantaperros de noche.
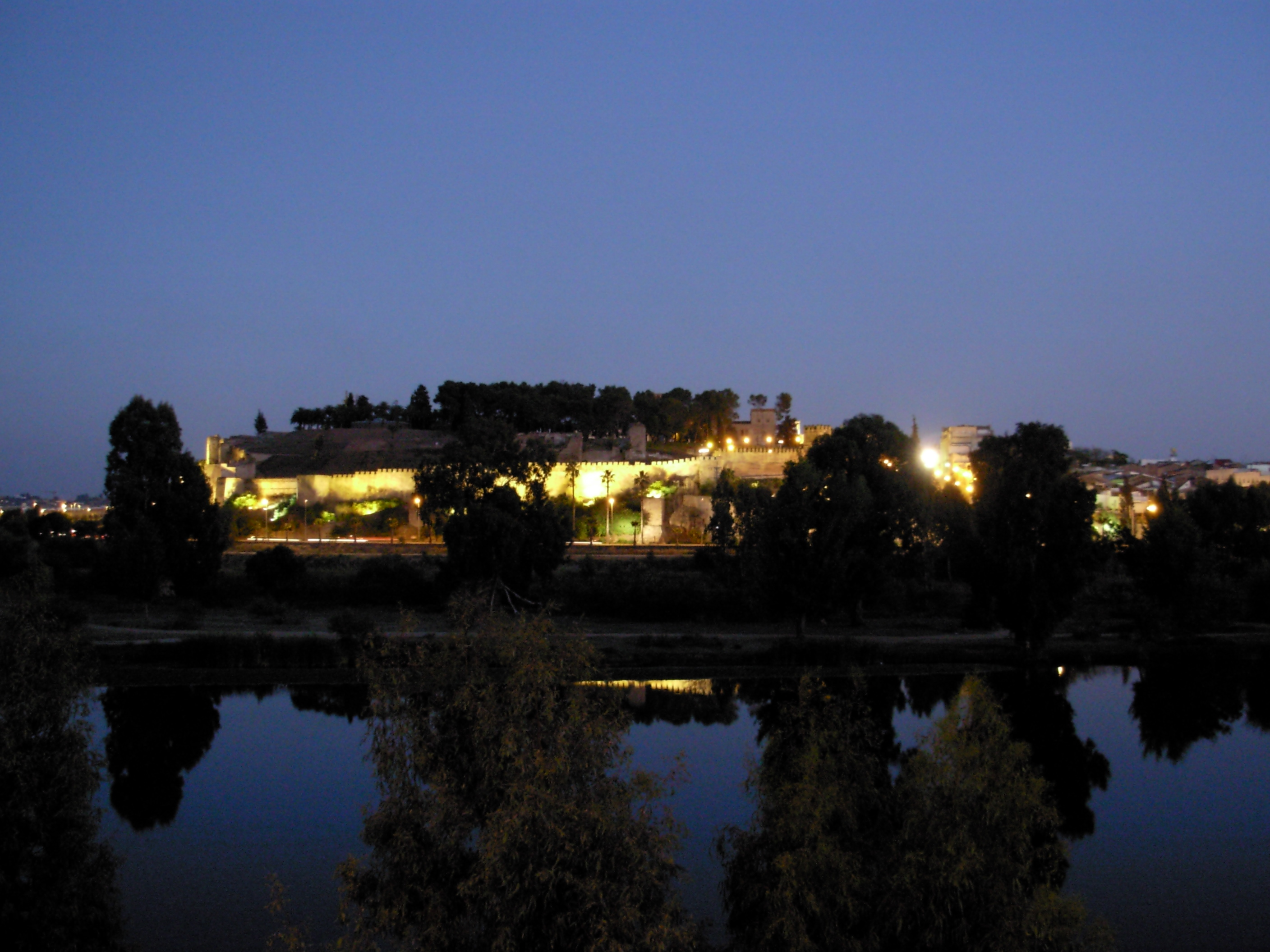
Alcazaba de noche.
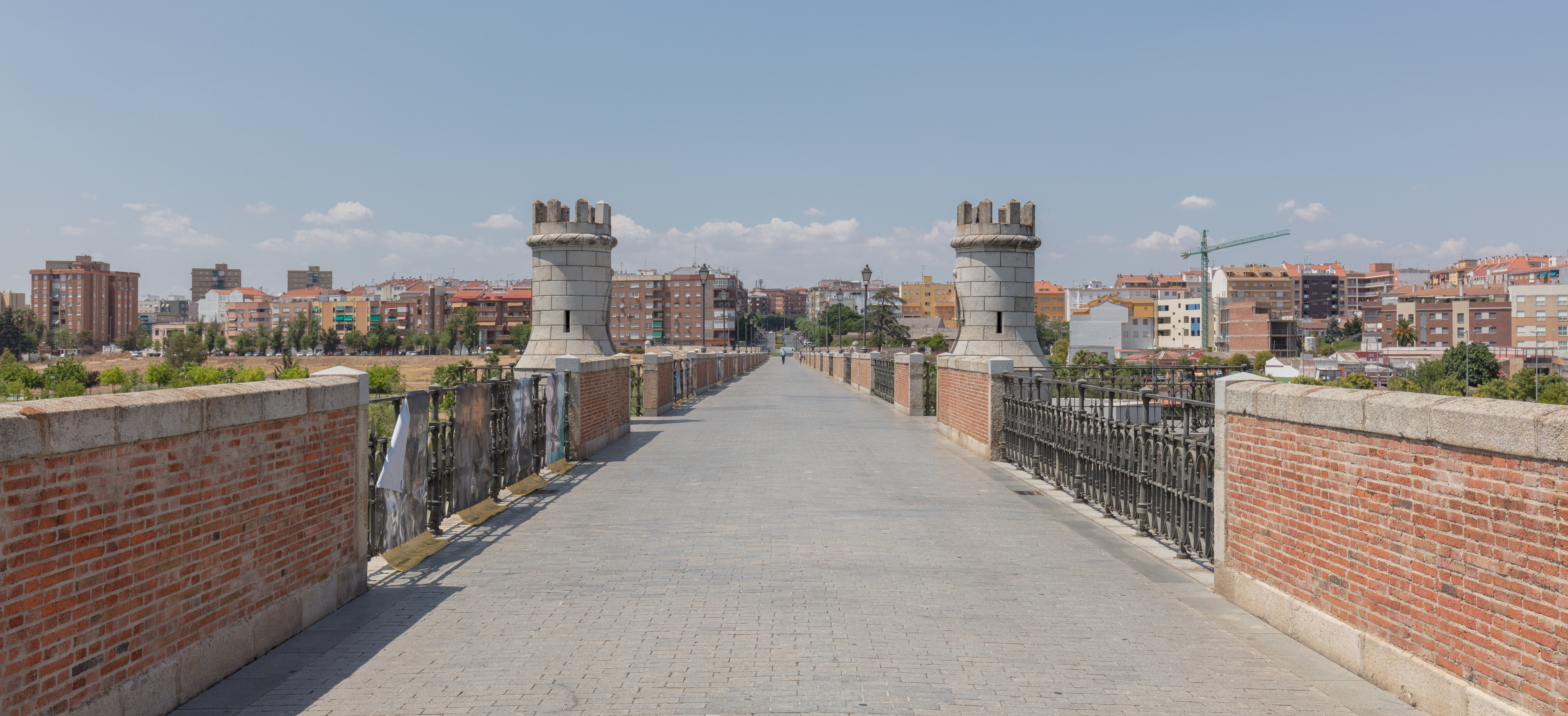
Entrada al puente.
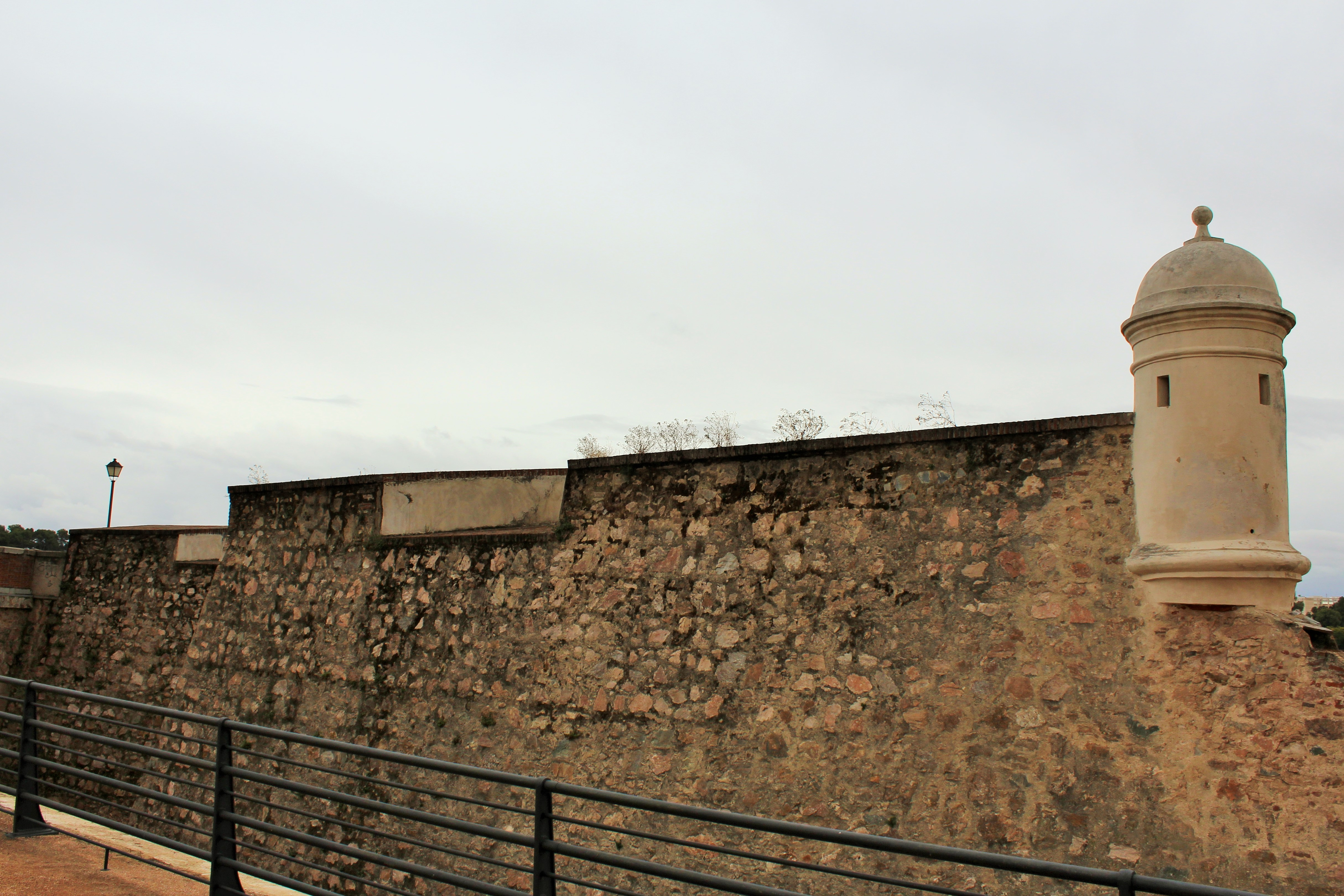
Hornabeque del Puente de Palmas.
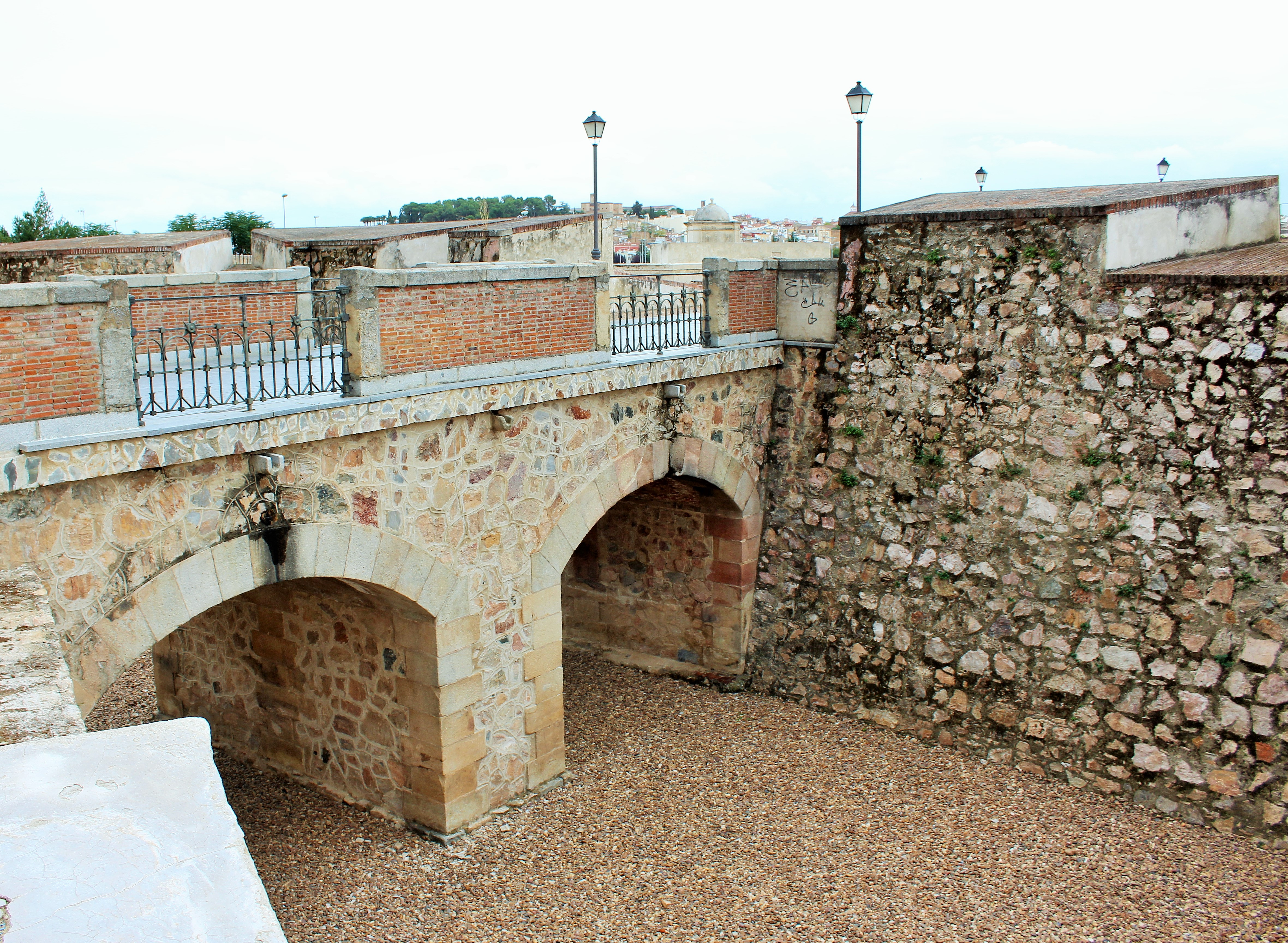
Hornabeque del Puente de Palmas.
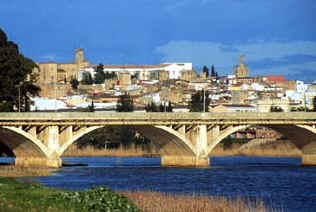
Puente de Palmas y Alcazaba al fondo.
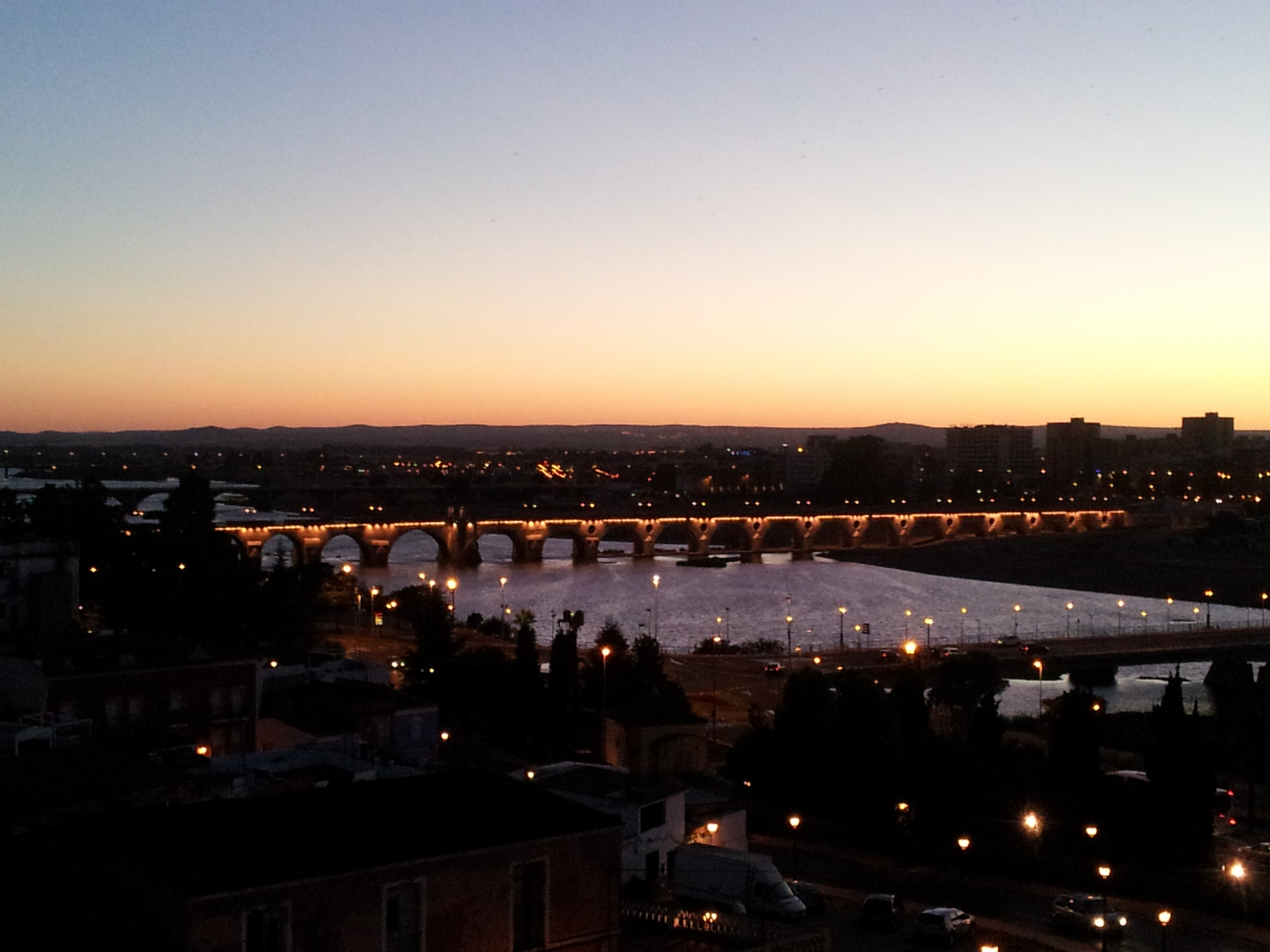
Puente de Palmas iluminado.
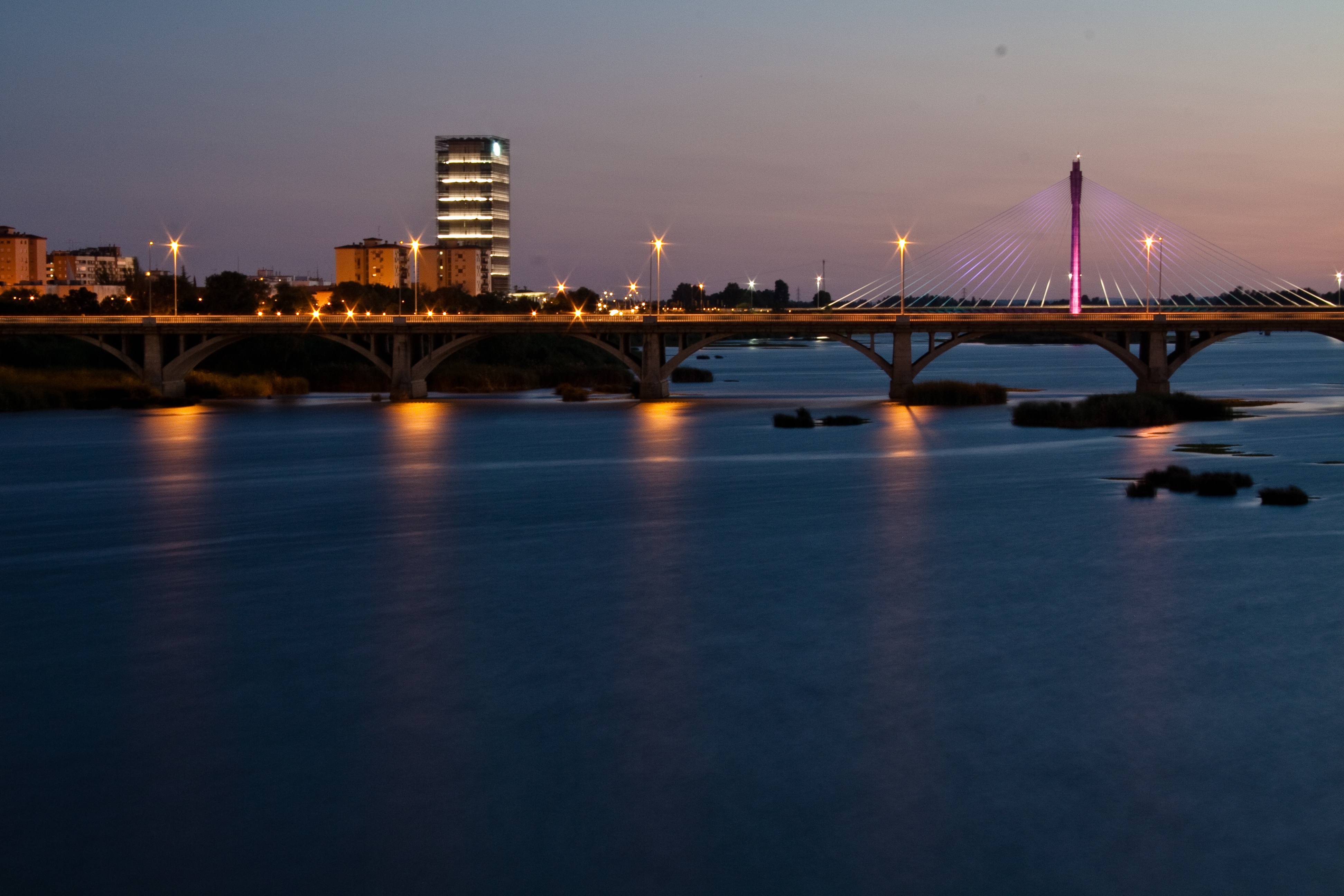
Vista desde el Puente de Palmas.
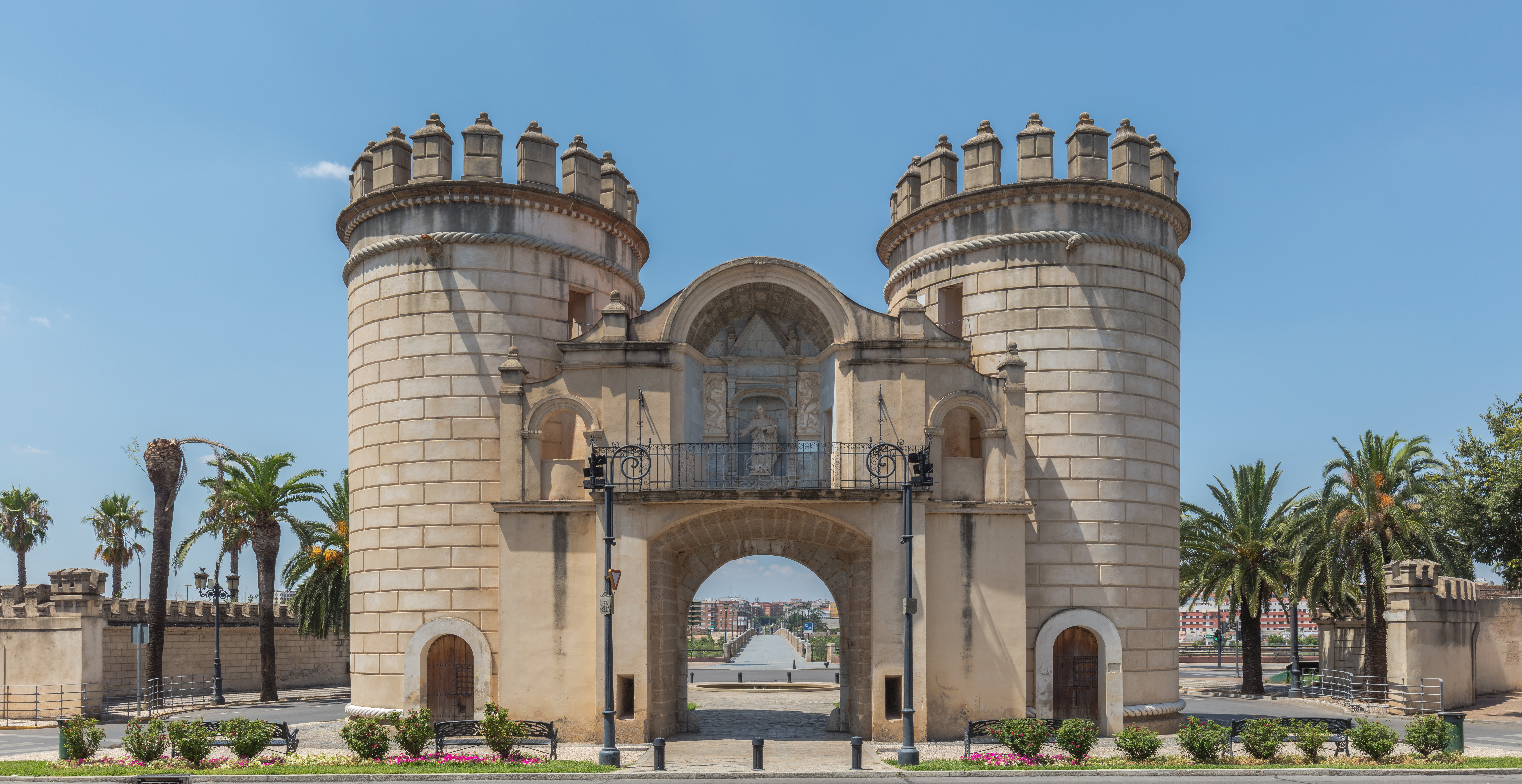
Puerta de Palmas.
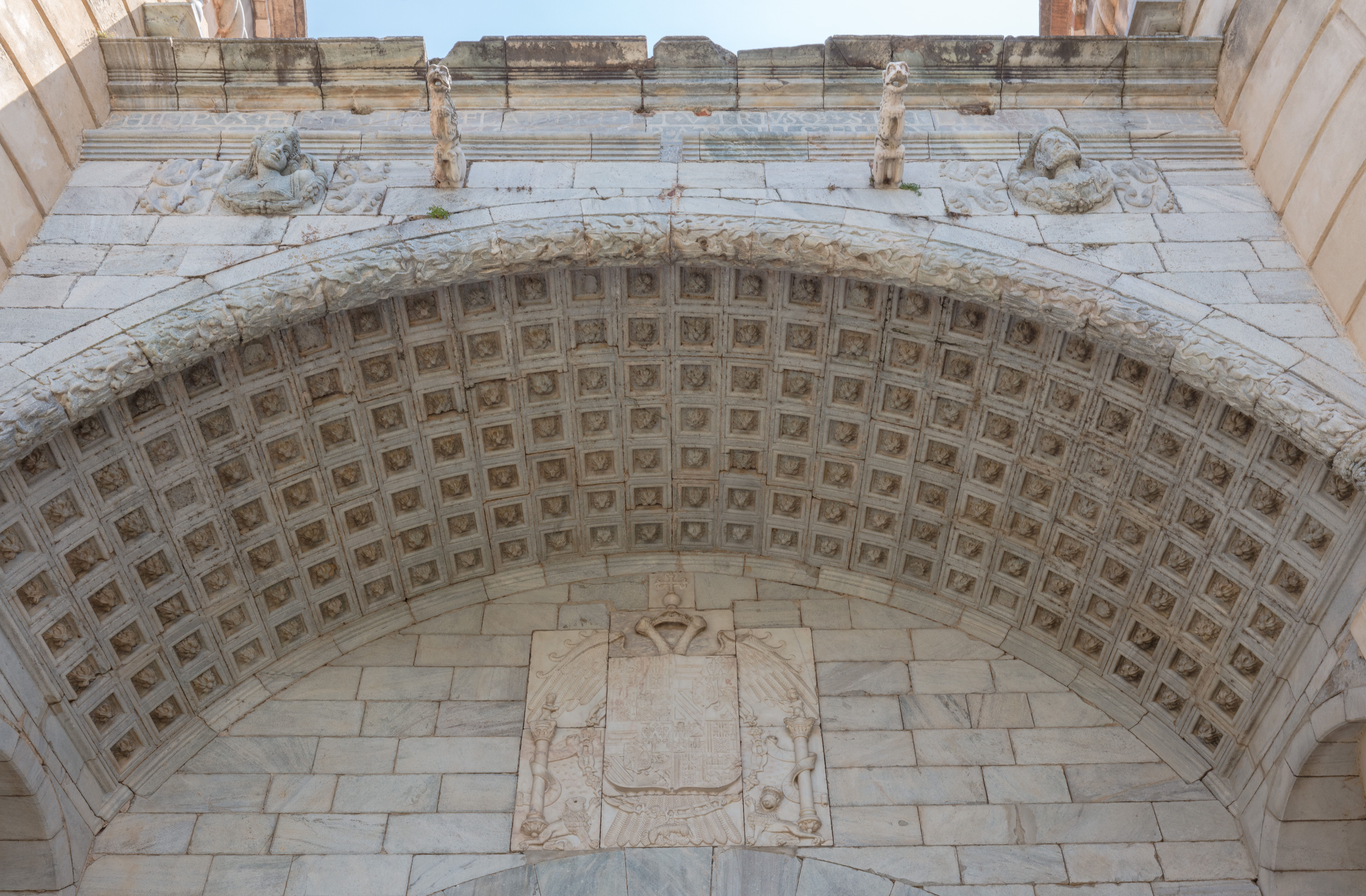
Puerta de Palmas.
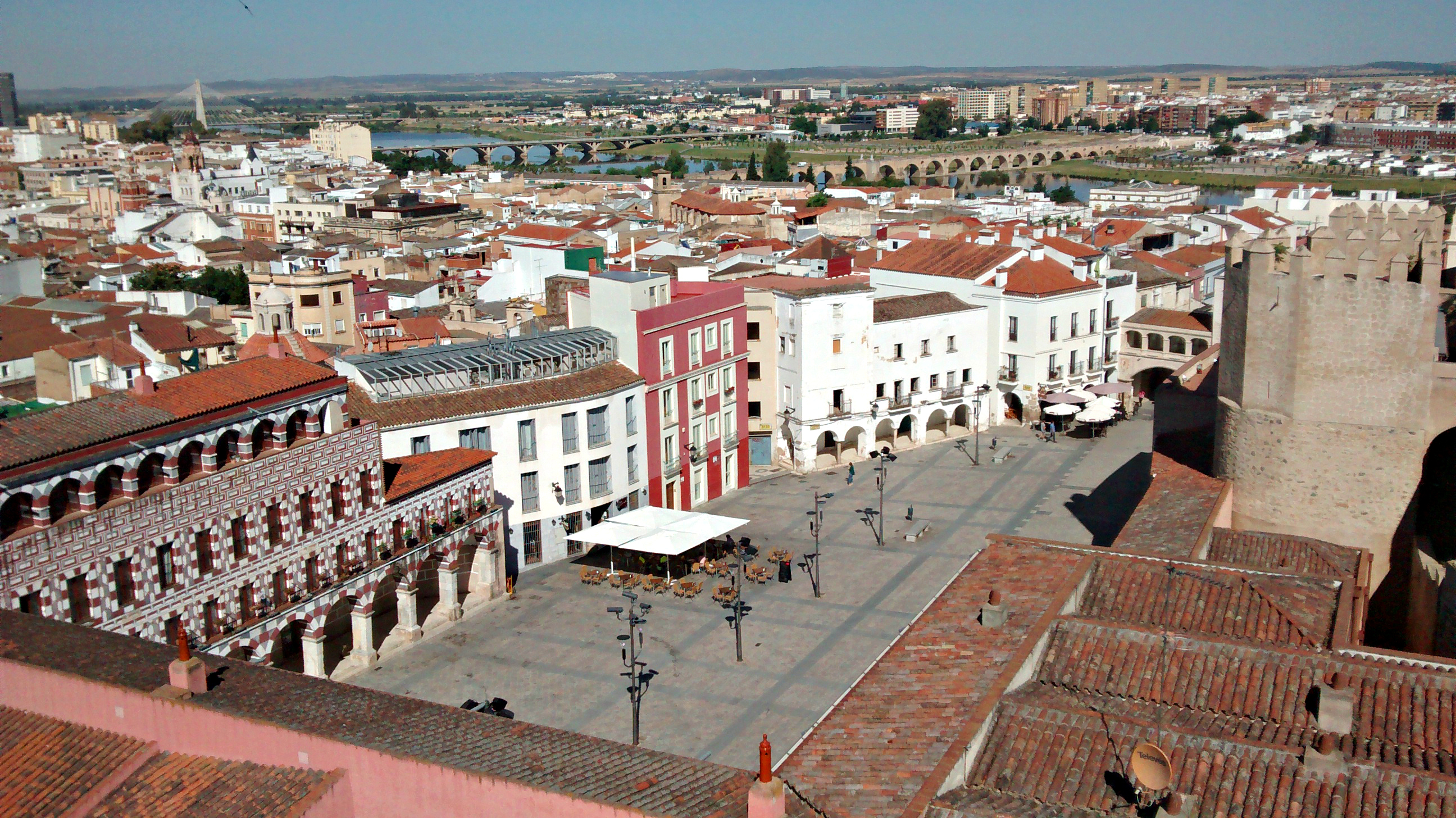
Vista de Badajoz desde la Torre de Espantaperros.
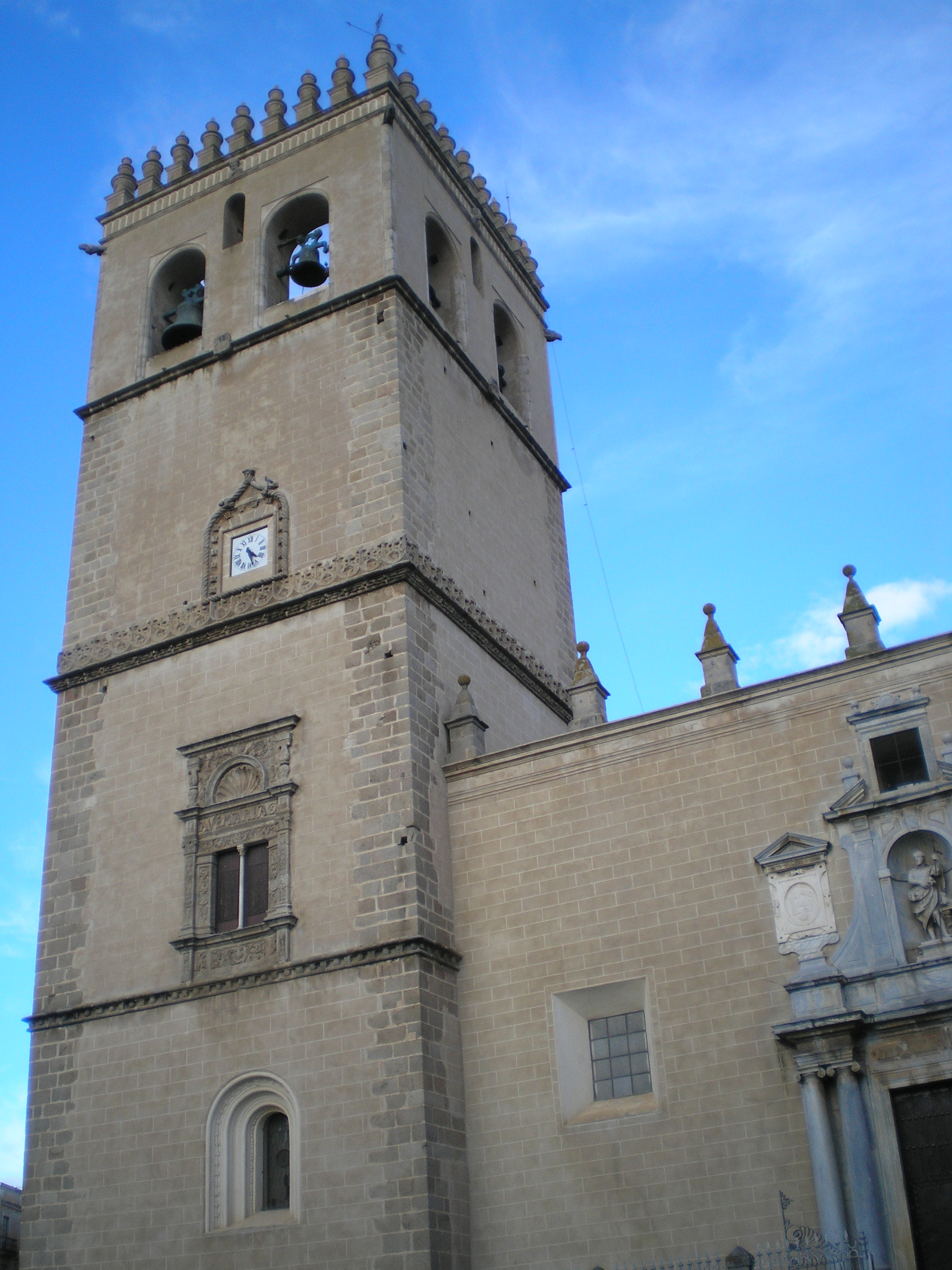
Catedral de Badajoz.
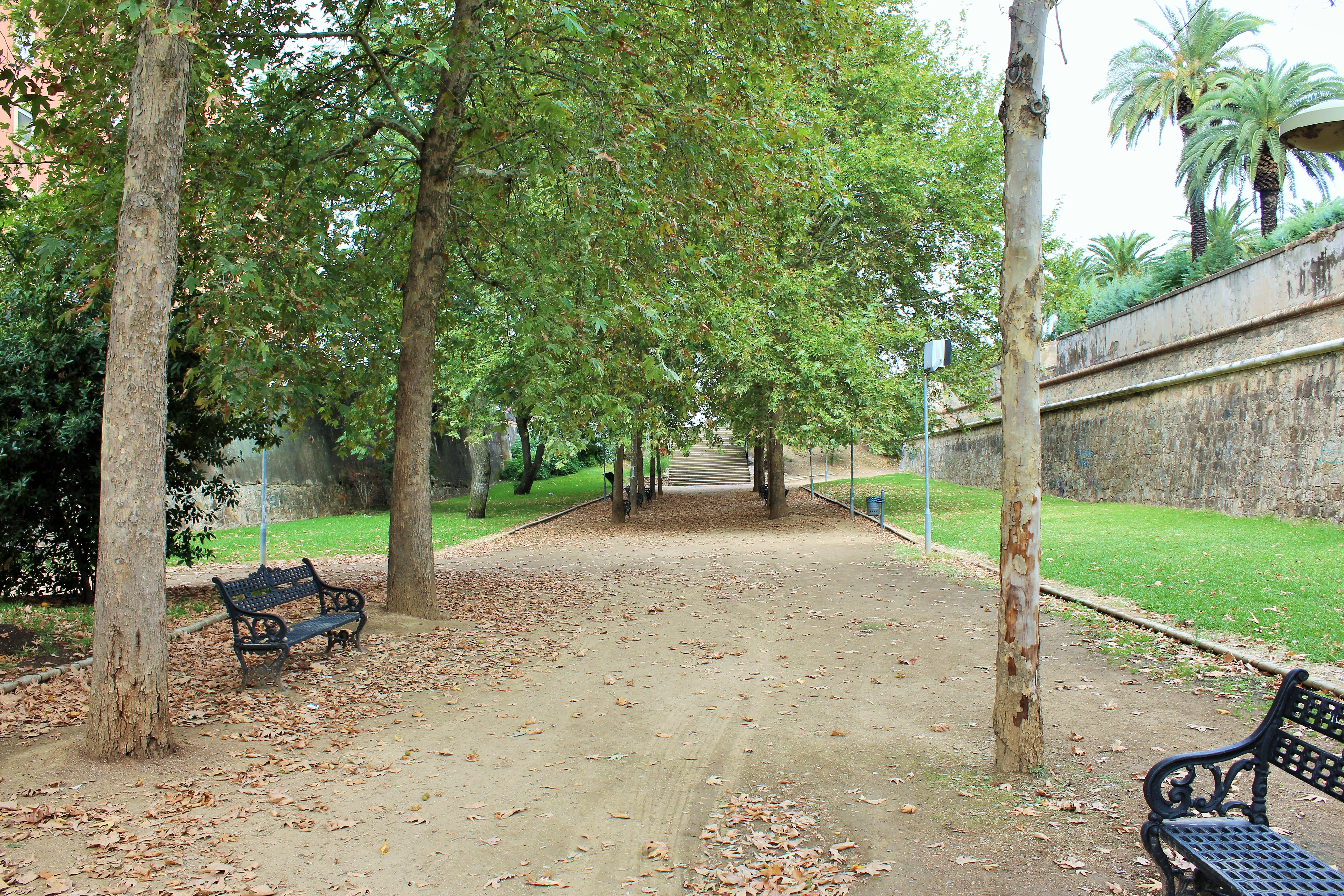
Parque del Baluarte San Vicente.
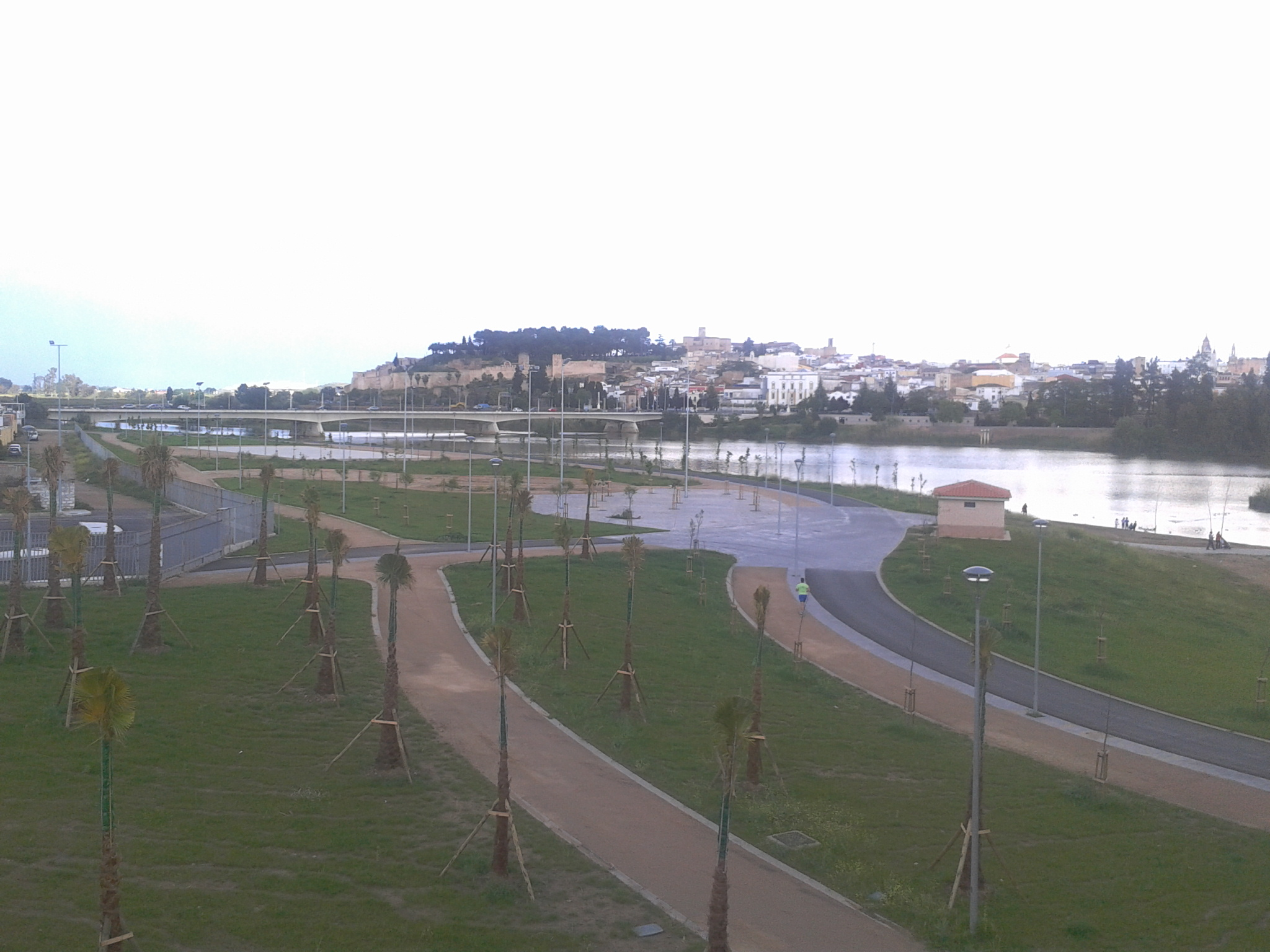
Parque fluvial.
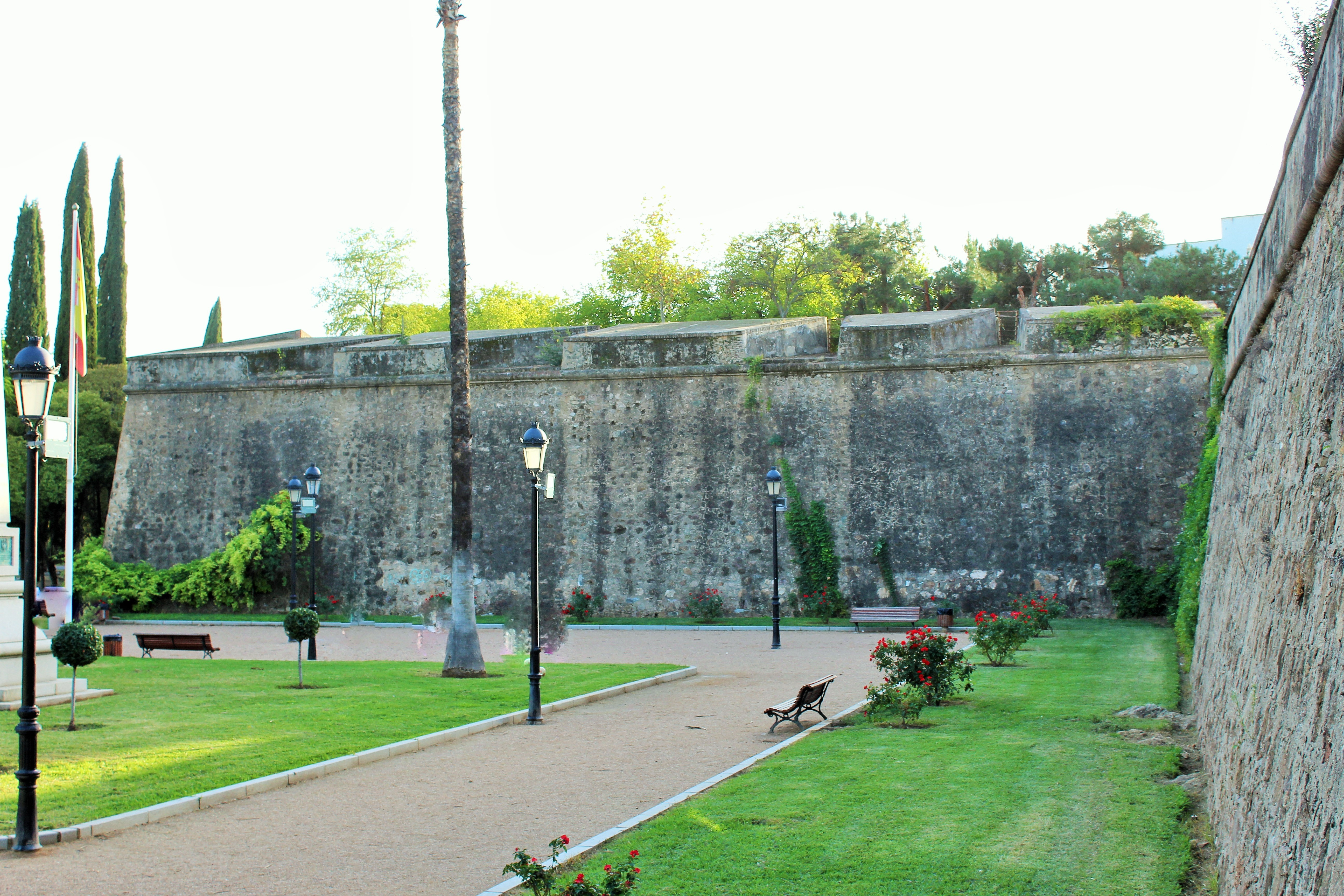
Parque de Santa María.
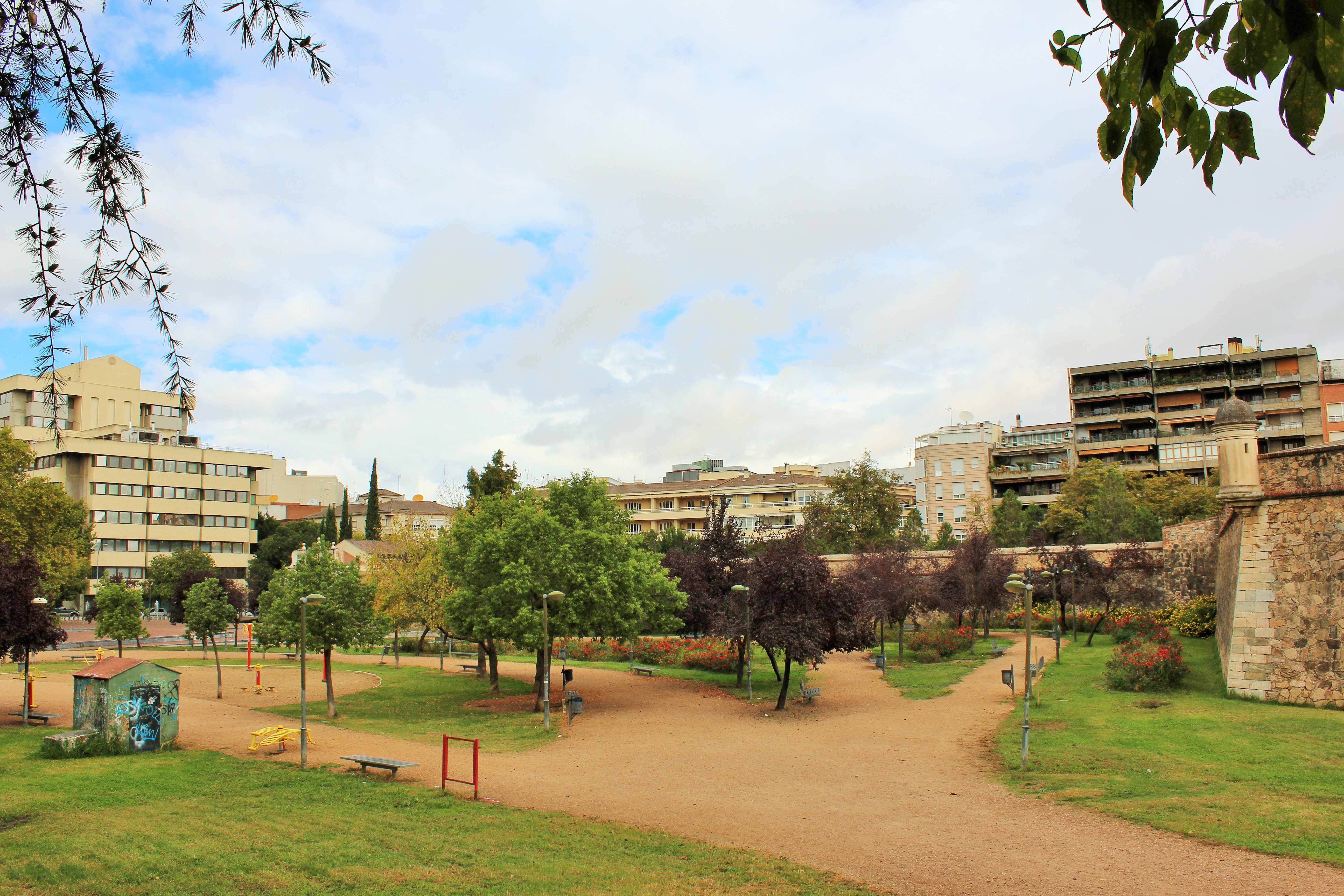
Parque del Baluarte de San Roque.
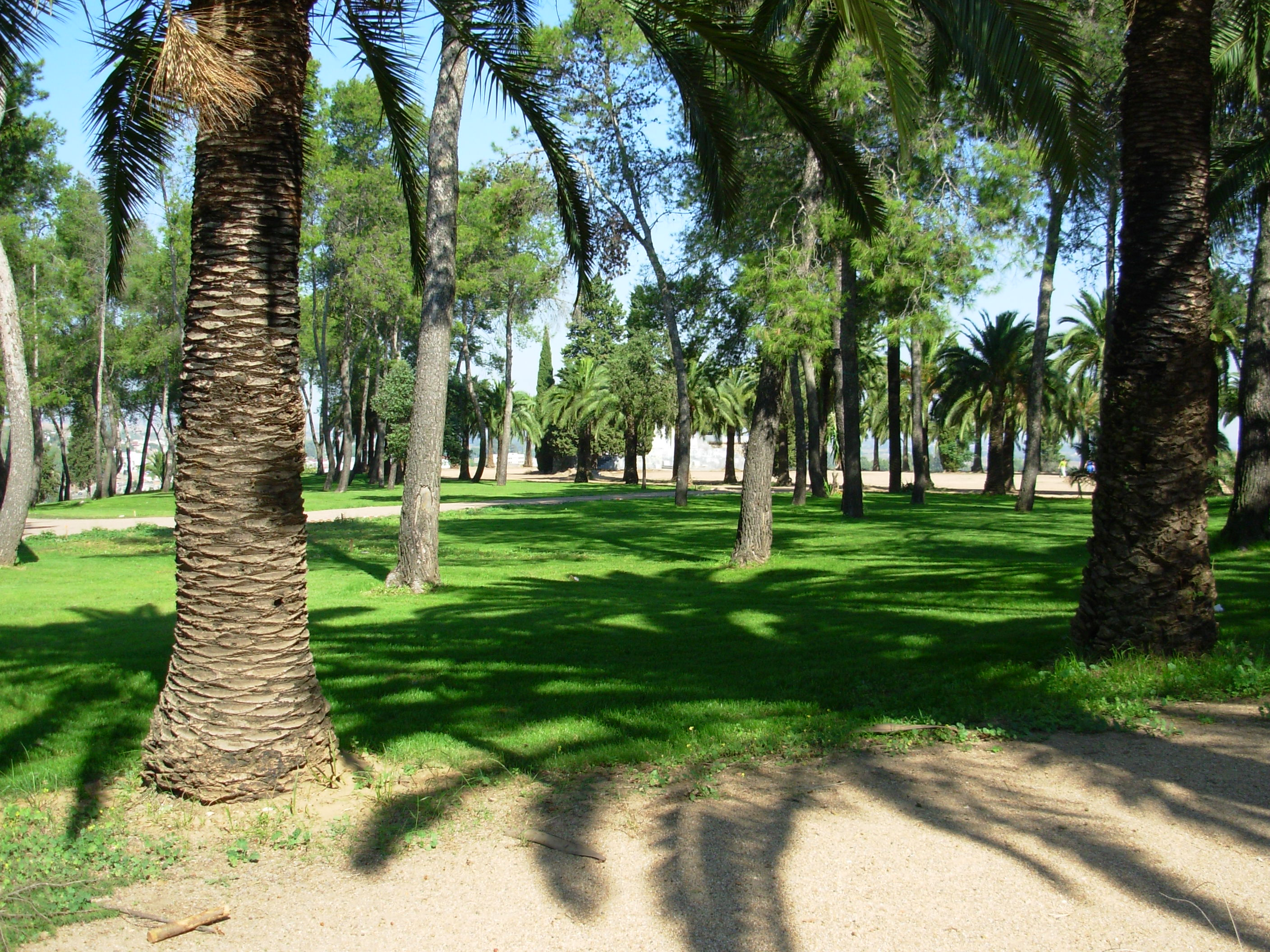
Parque de la Alcazaba.
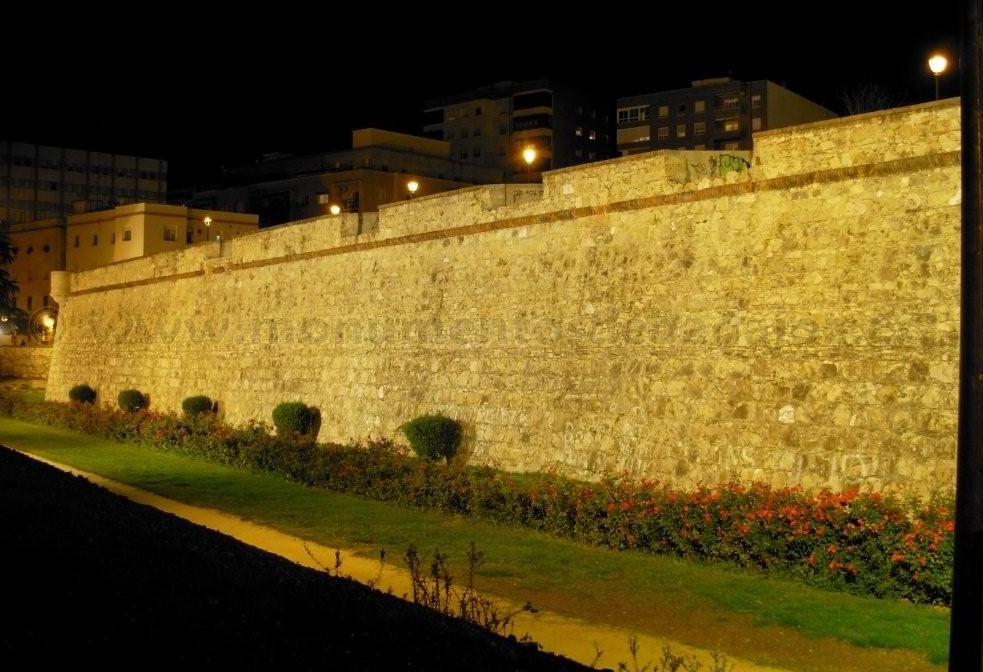
Muralla iluminada en la noche.
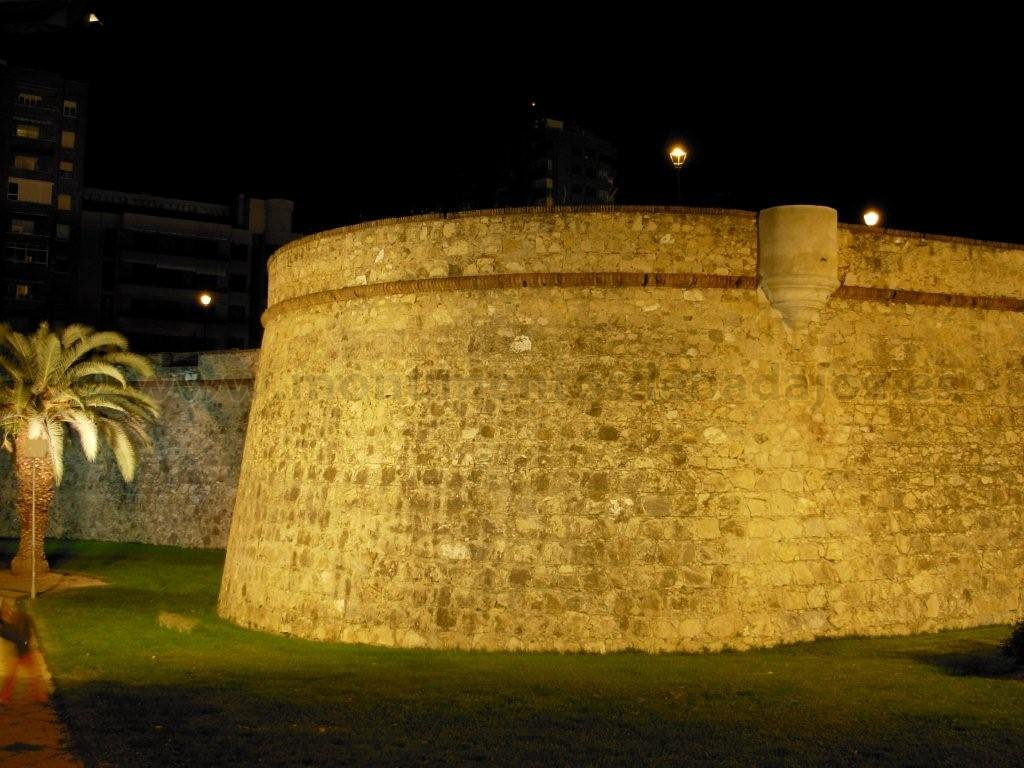
Baluarte de Santiago en la noche.
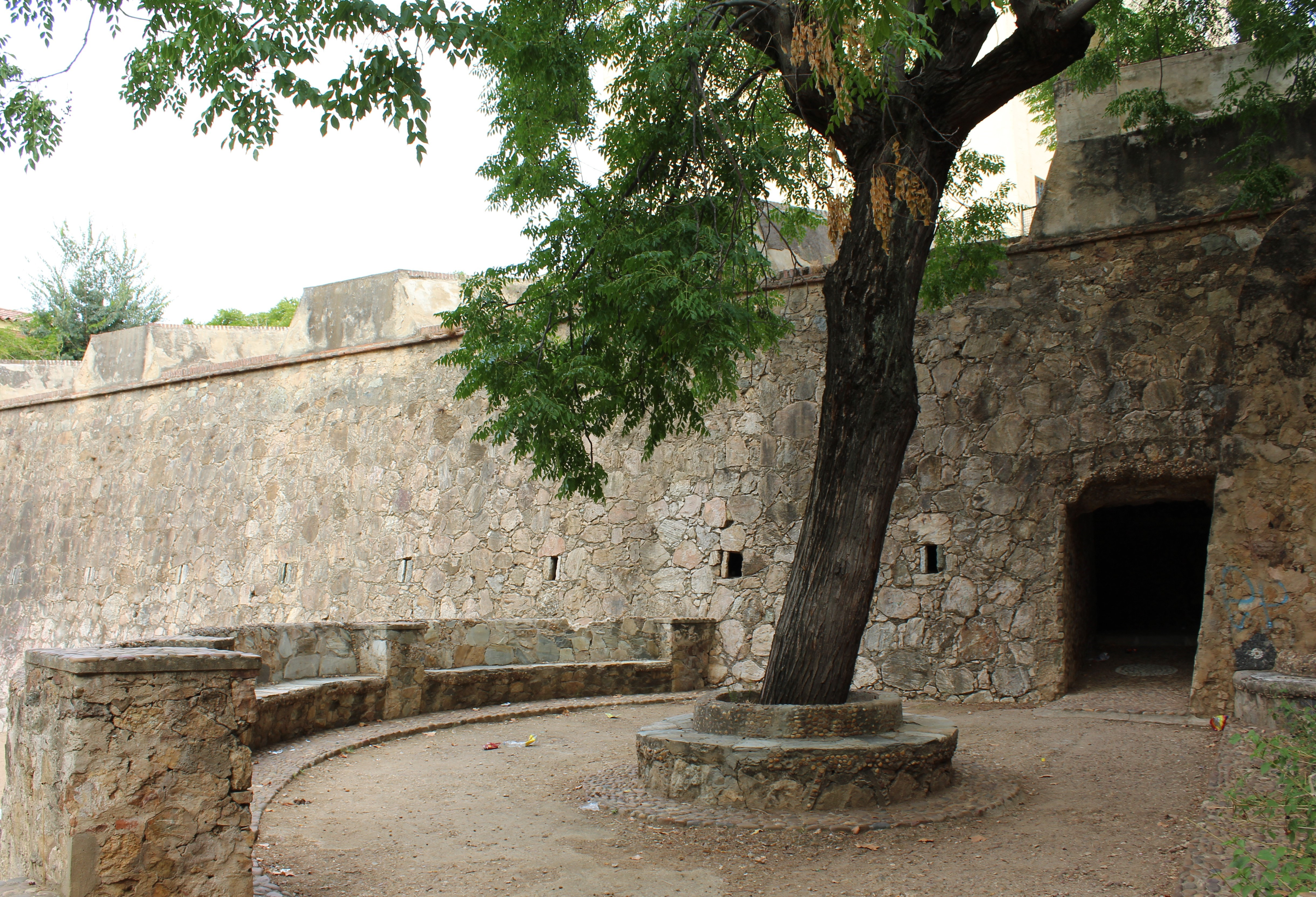
Baluarte de San Vicente.
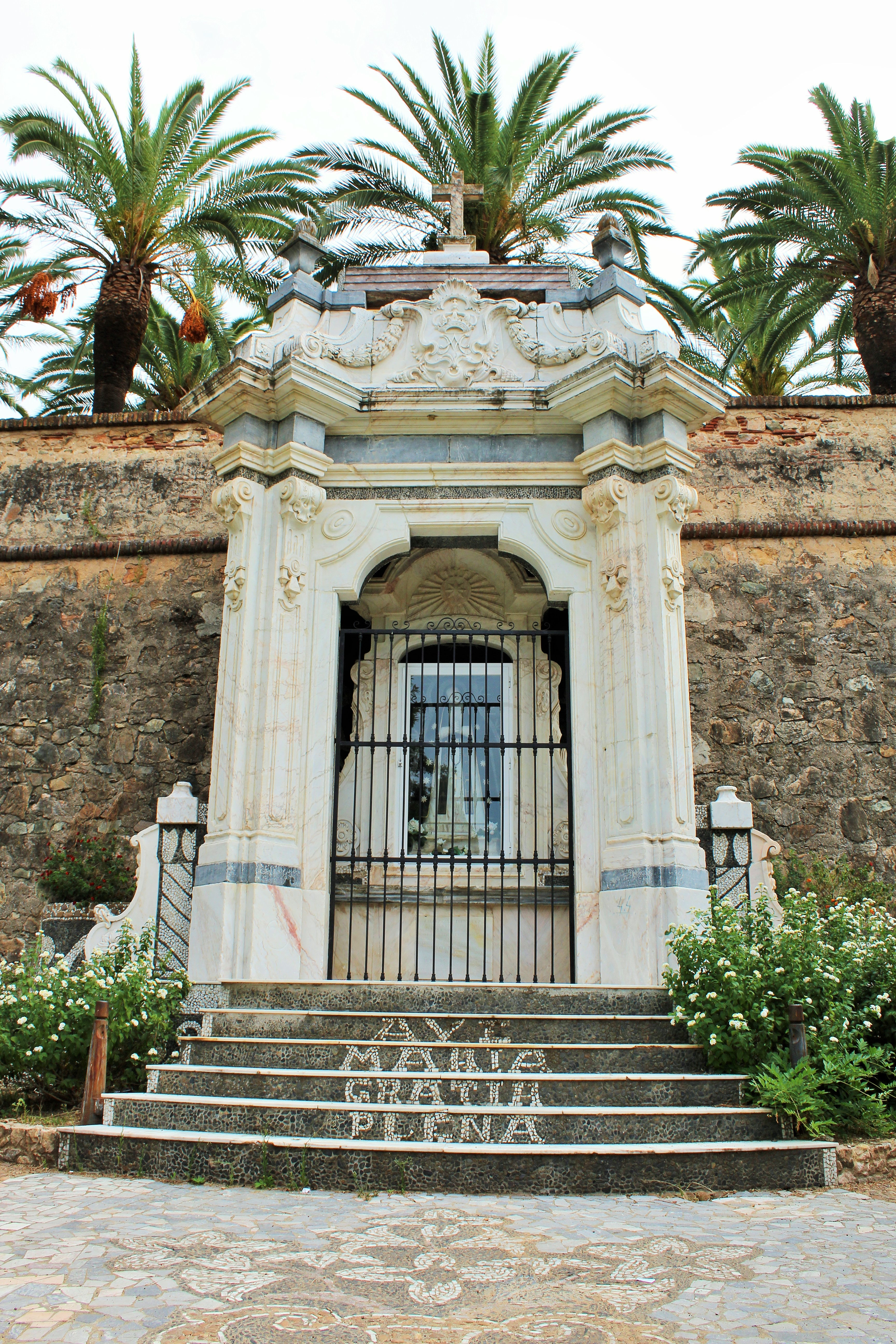
Capilla en Baluarte San Vicente.
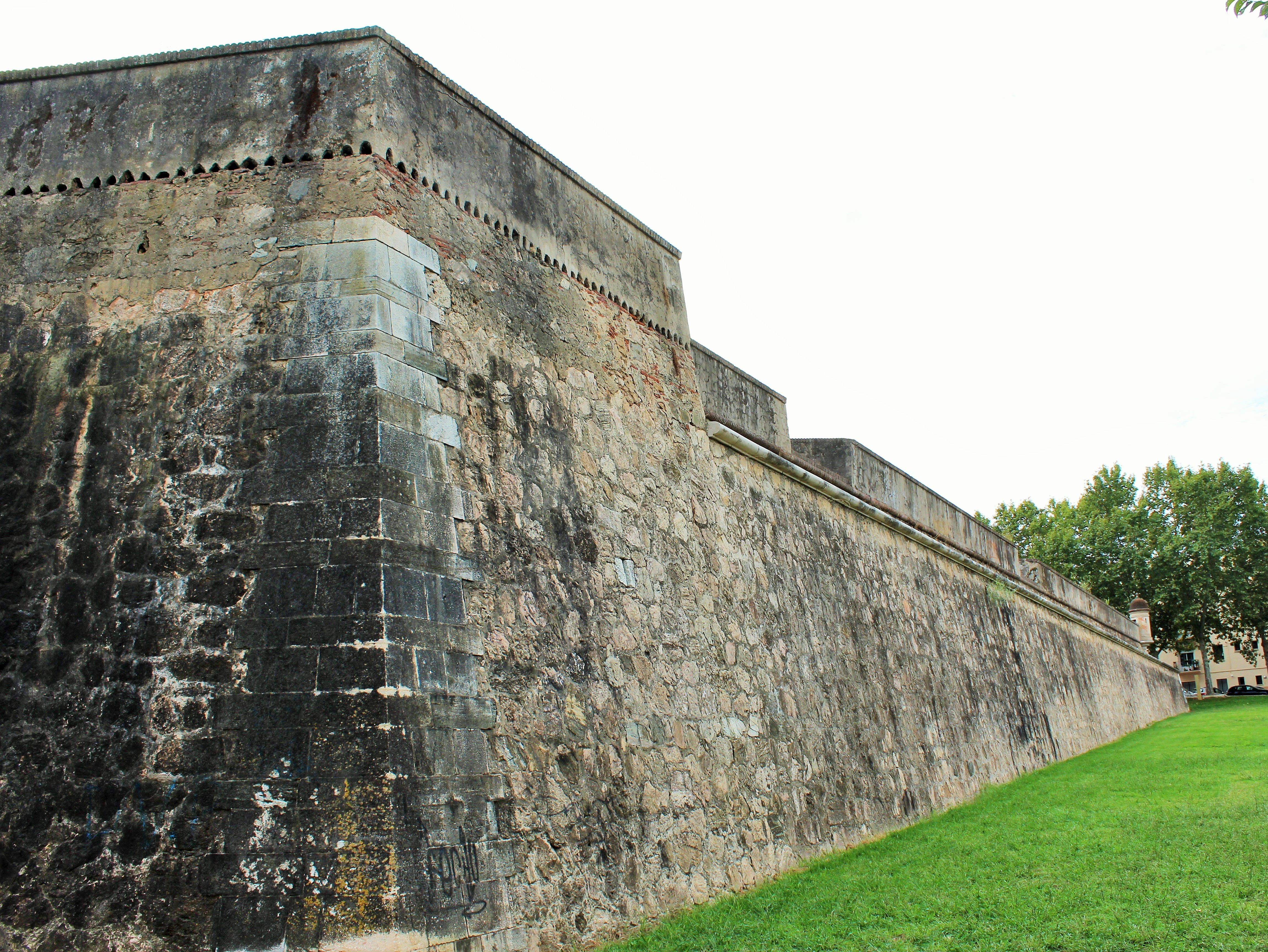
Baluarte de San José.
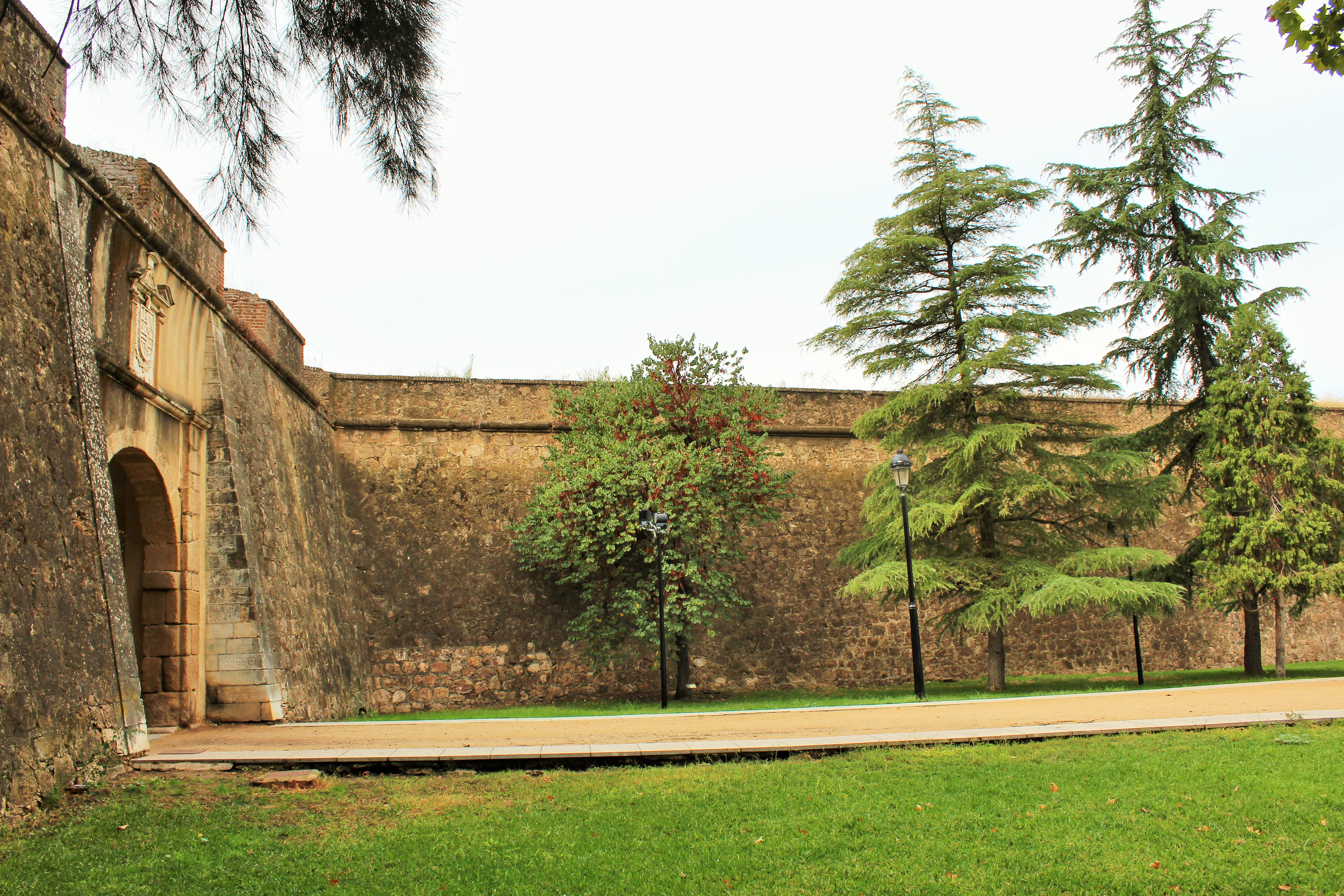
Baluarte de San Pedro.
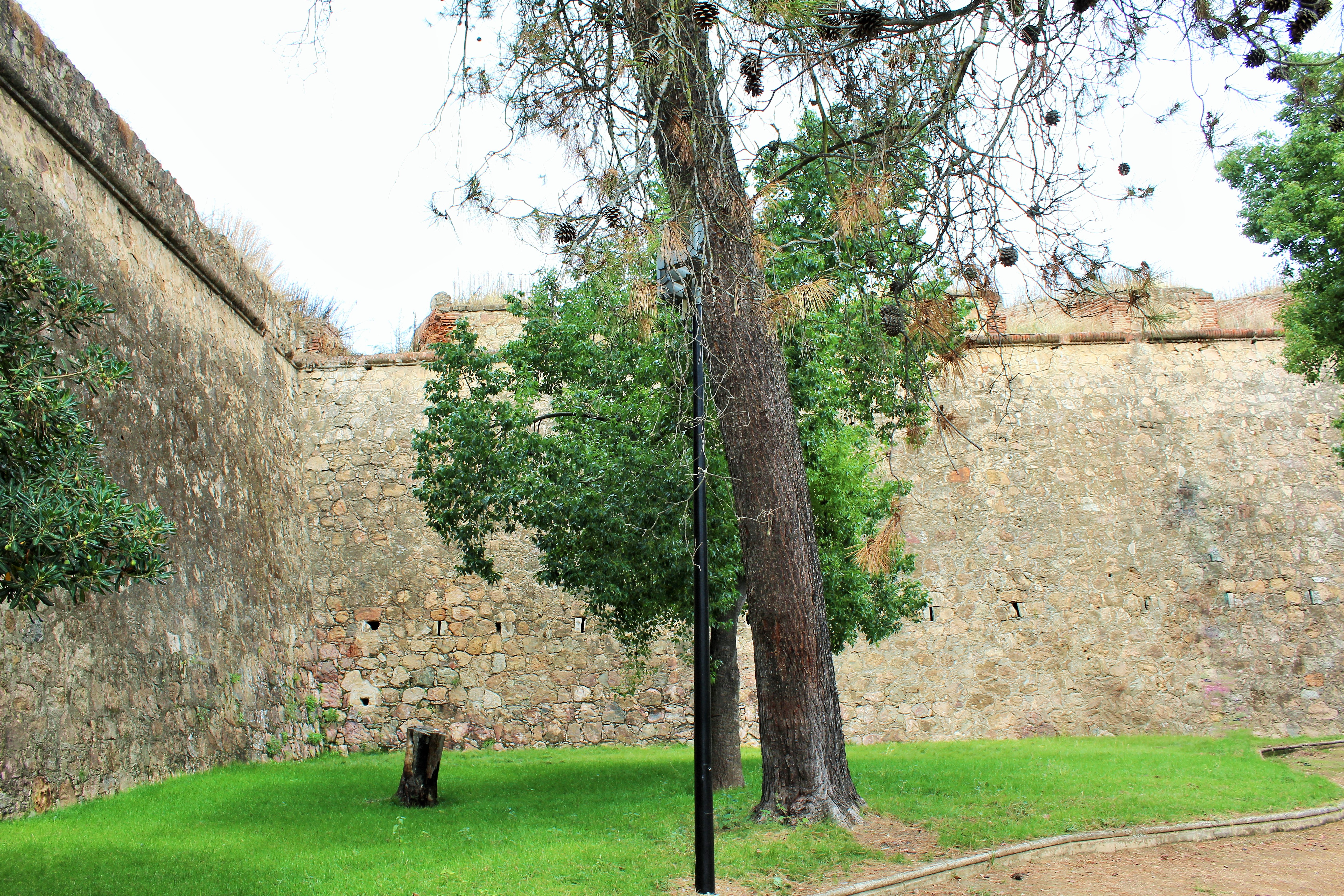
Baluarte de la Trinidad.
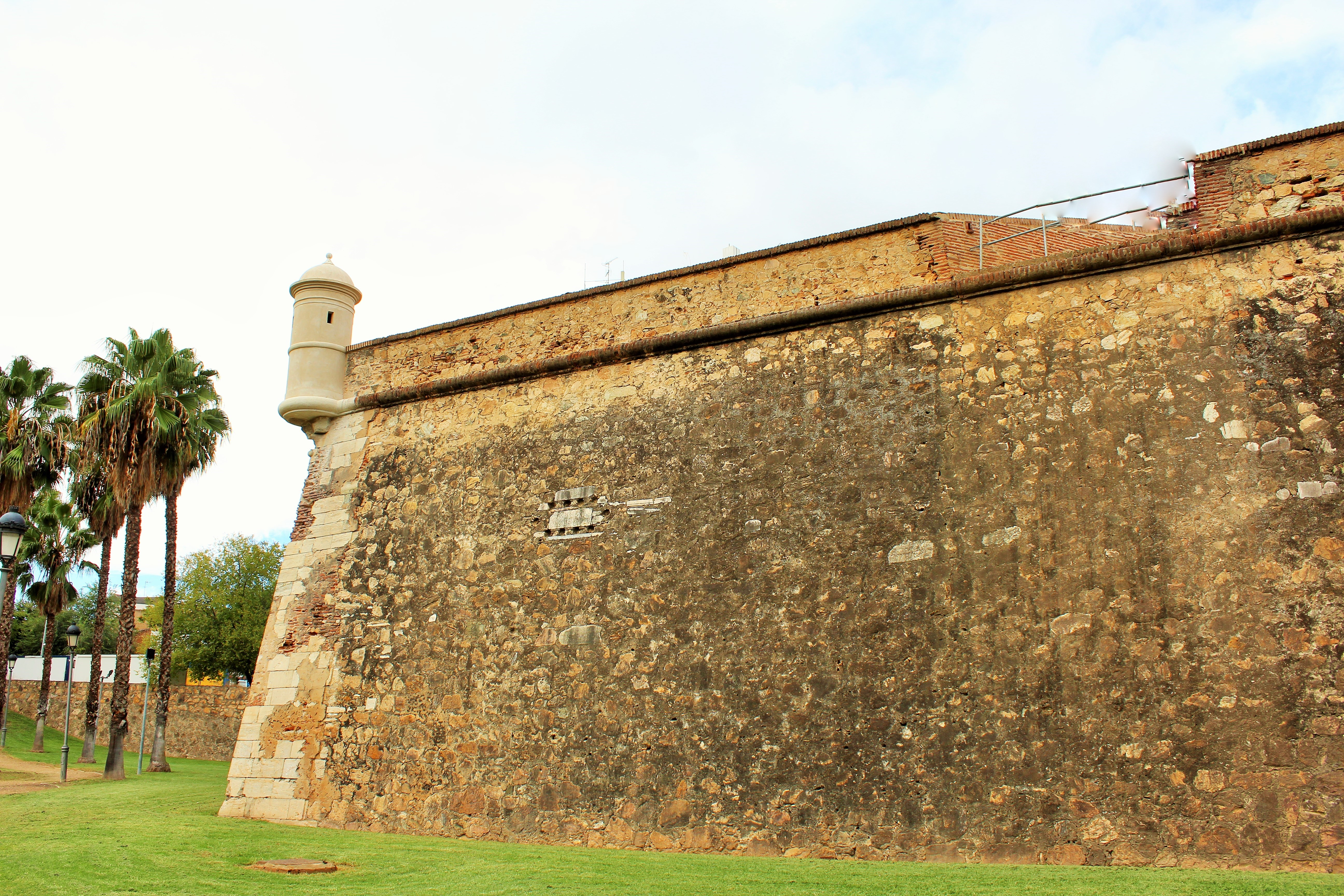
Baluarte de Santa María.
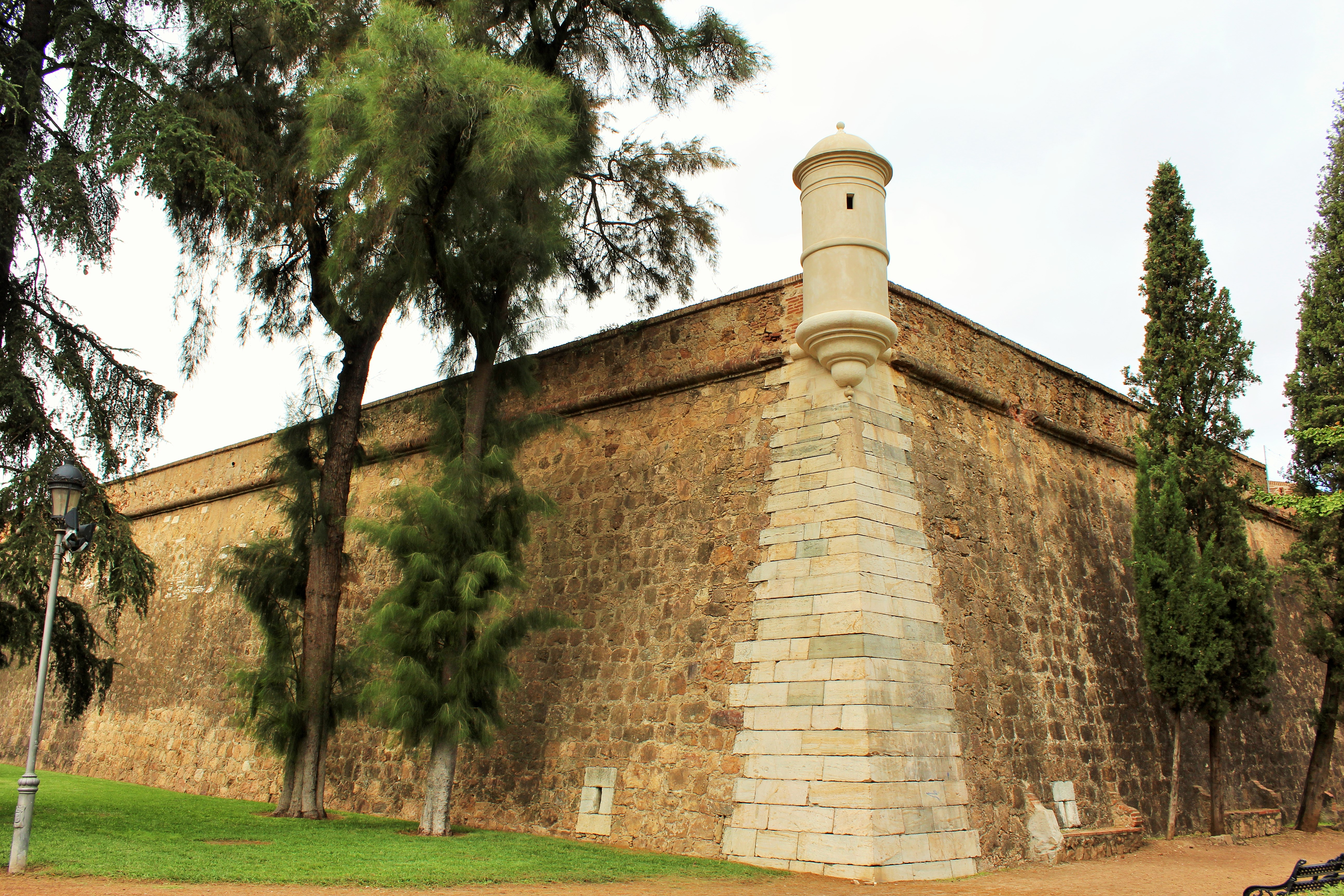
Baluarte de Santa María.
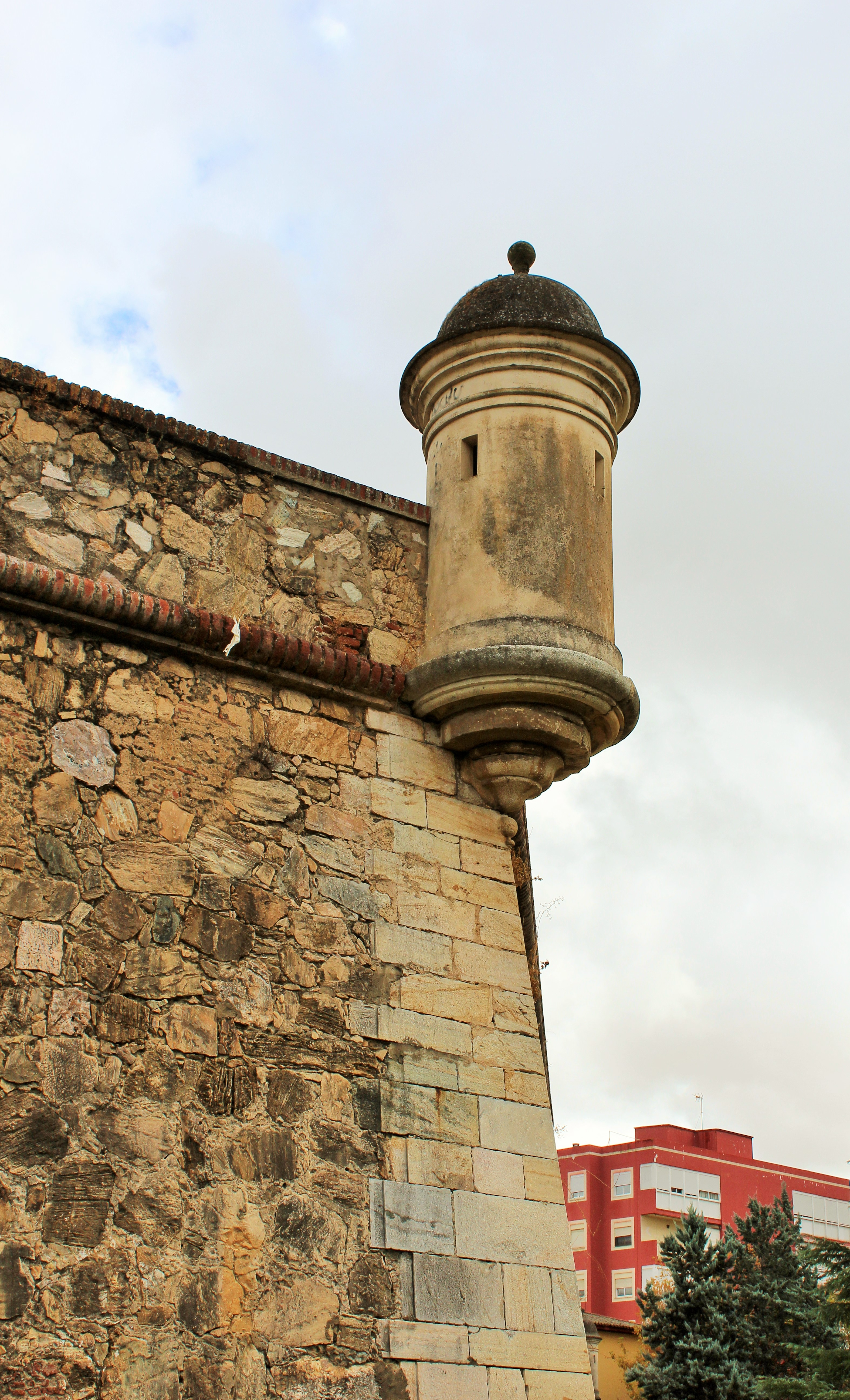
Baluarte de San Roque.
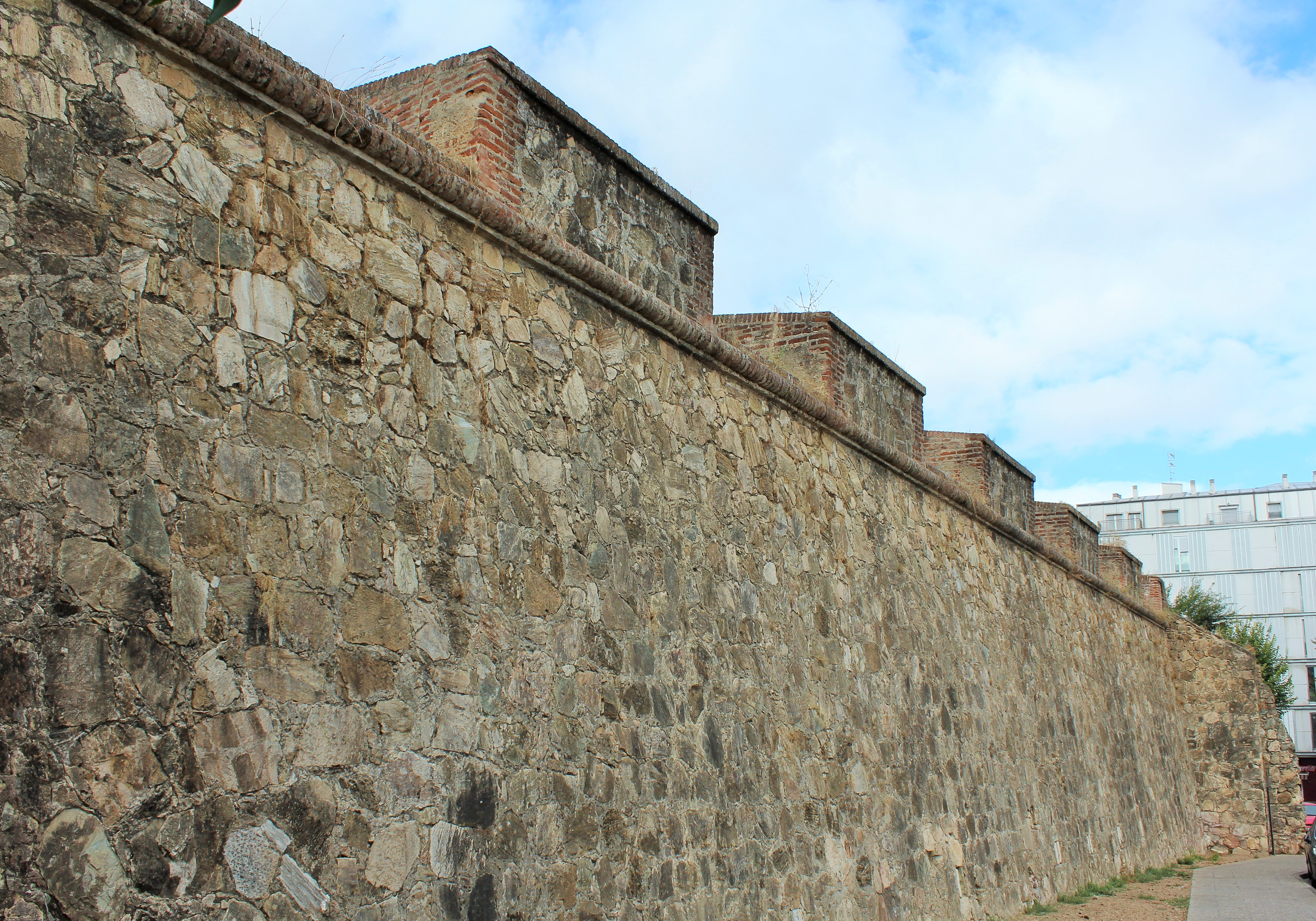
Baluarte de San Roque.
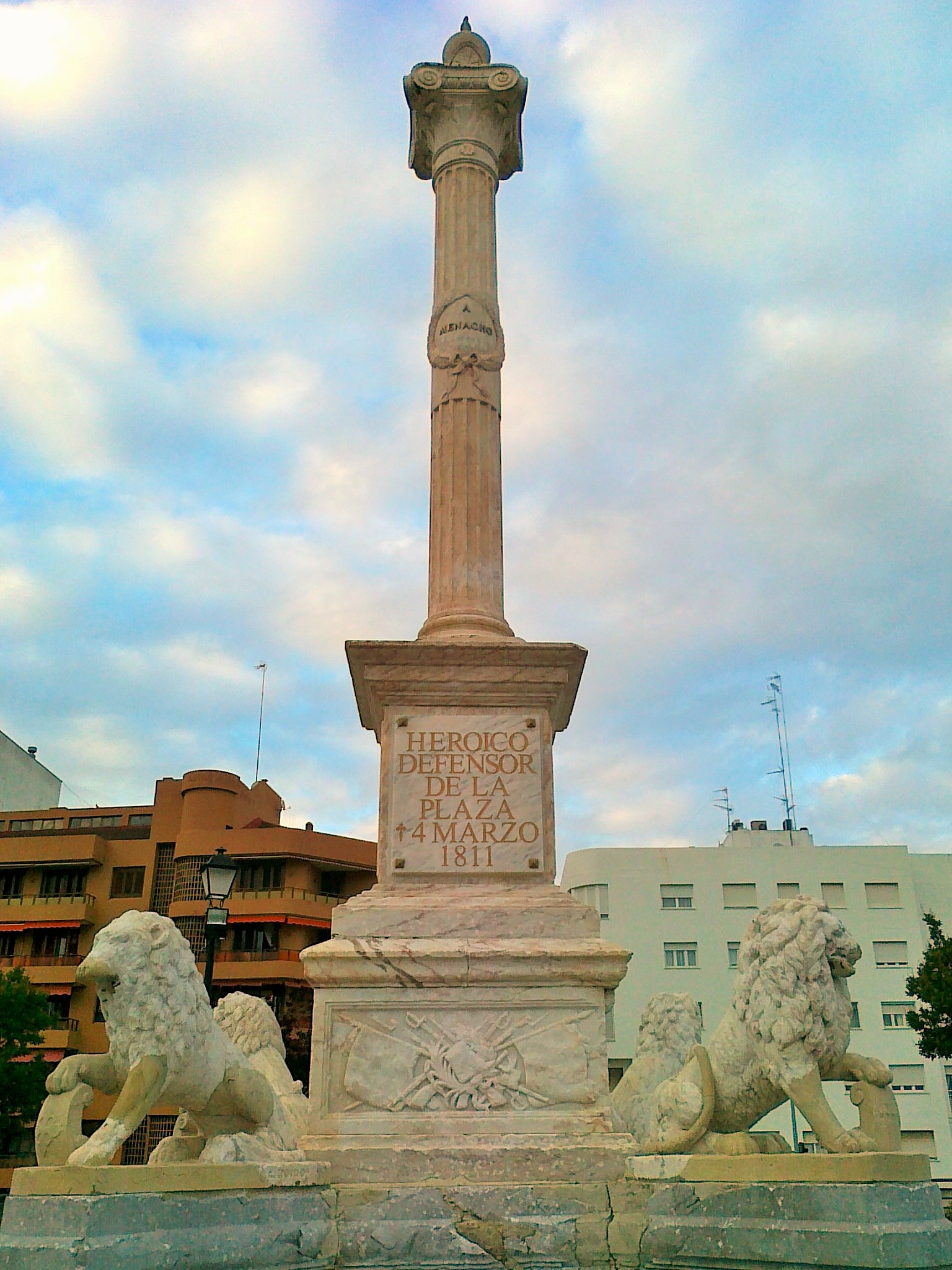
Monumento a Menacho.
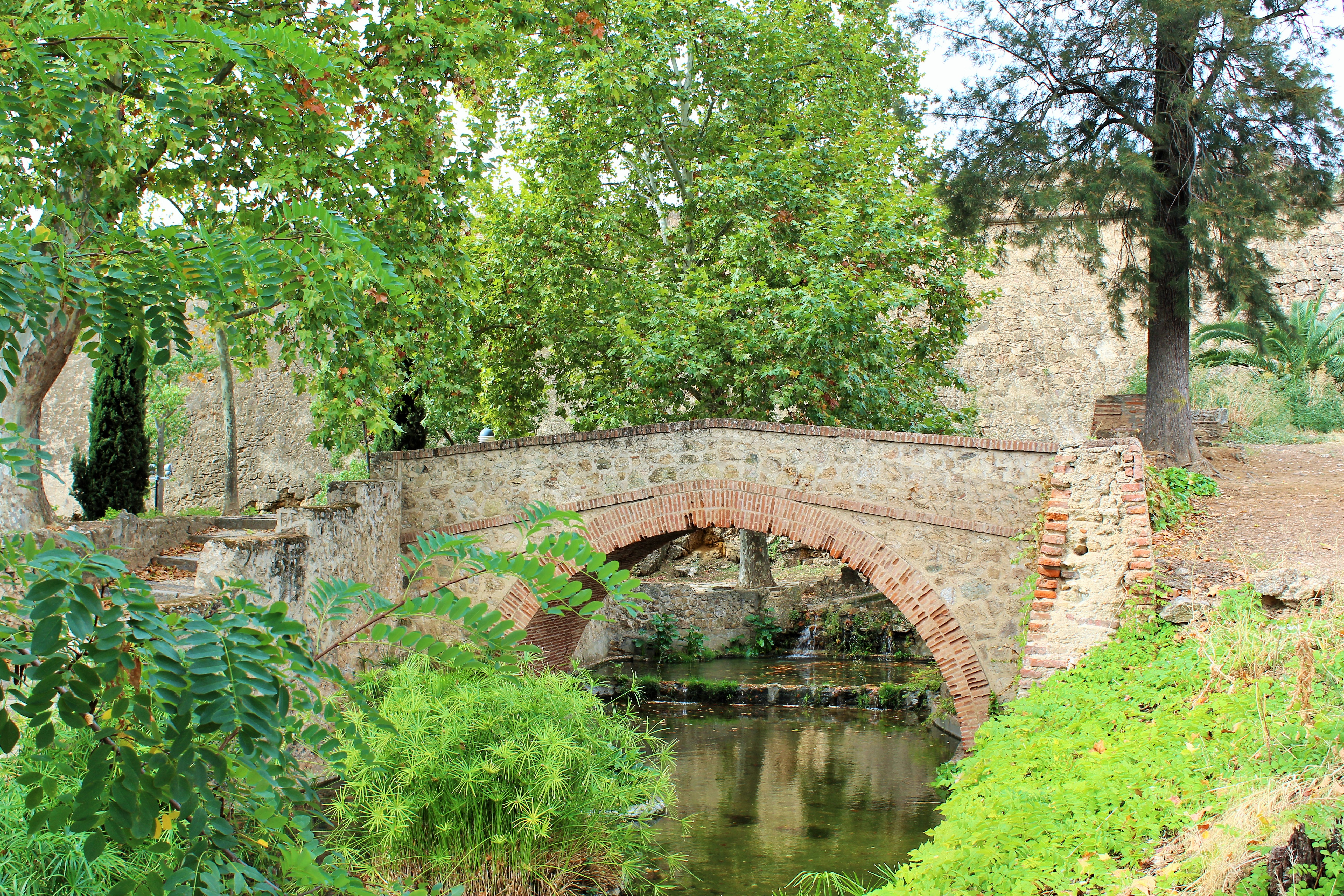
Puente en San Antonio.
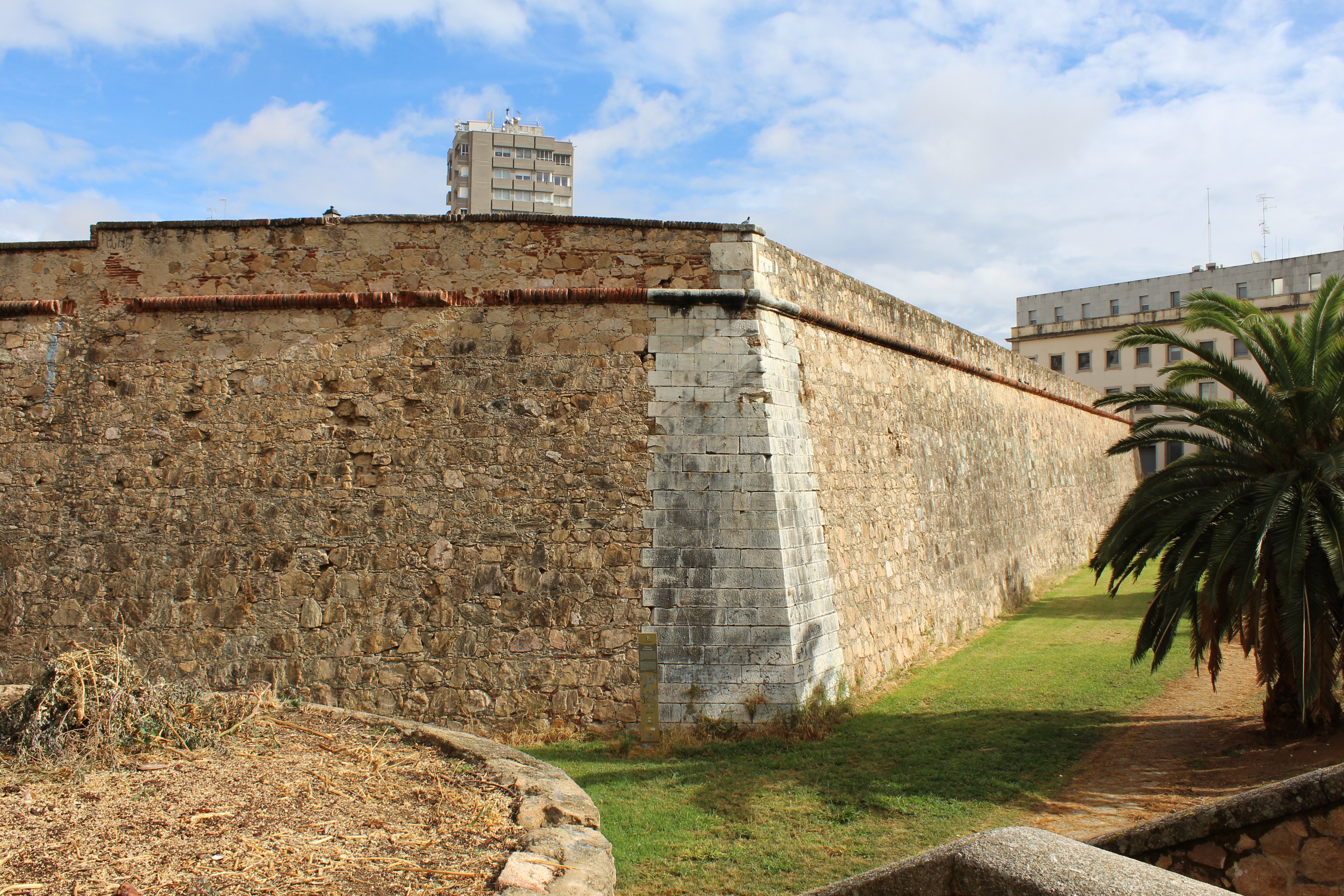
Baluarte de Santiago.
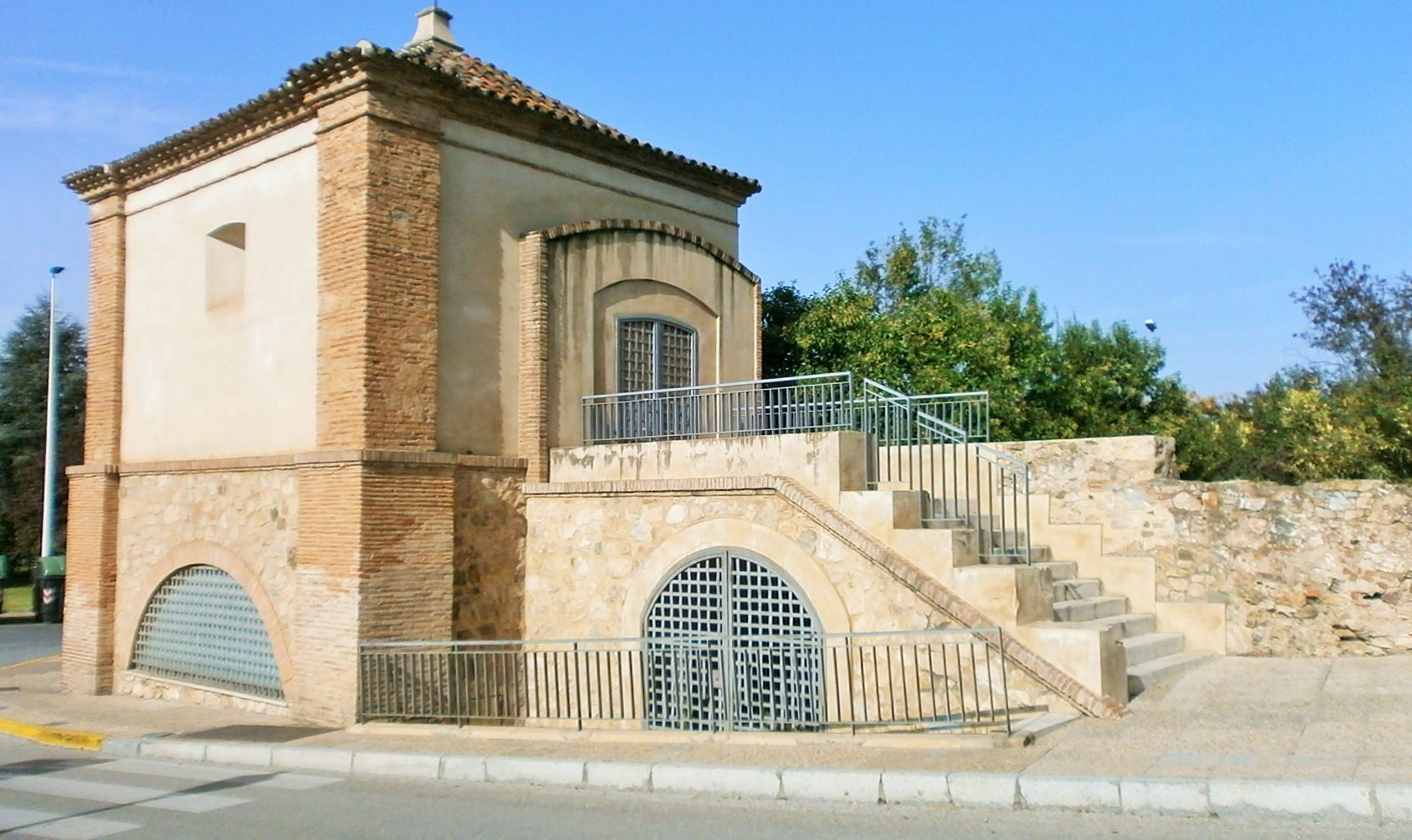
Ermita de Pajaritos.
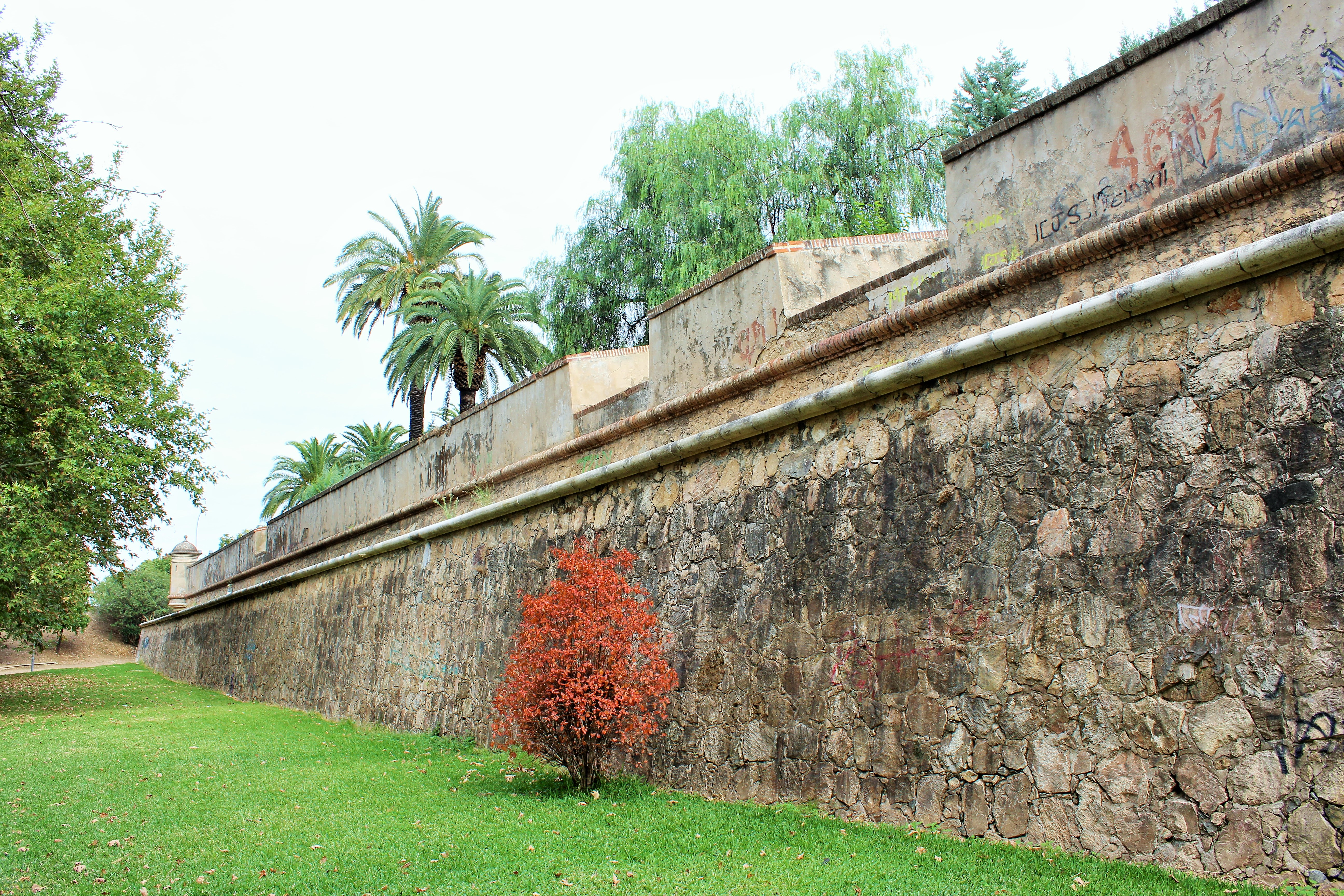
Baluarte de San Vicente.
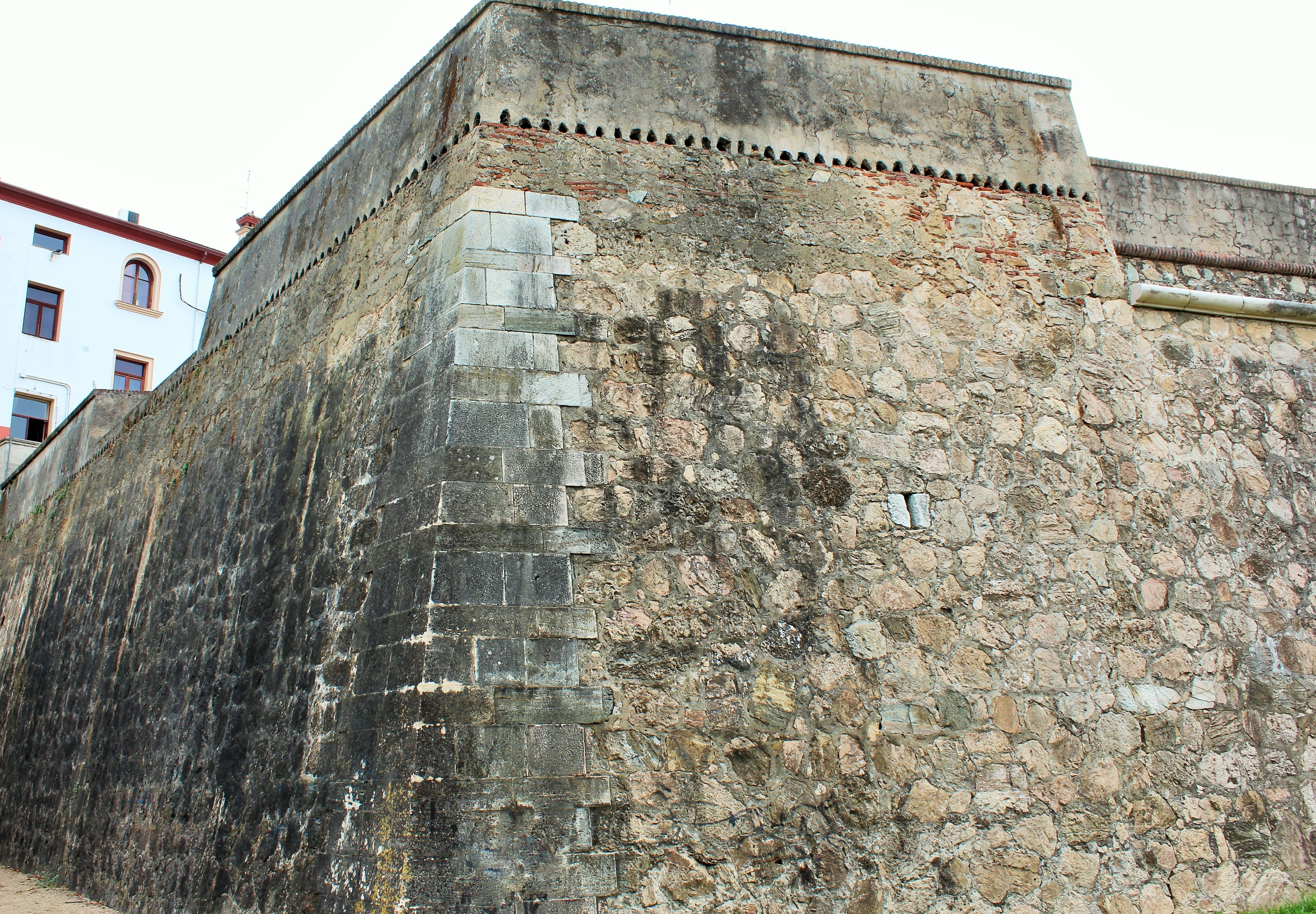
Baluarte de San Vicente.
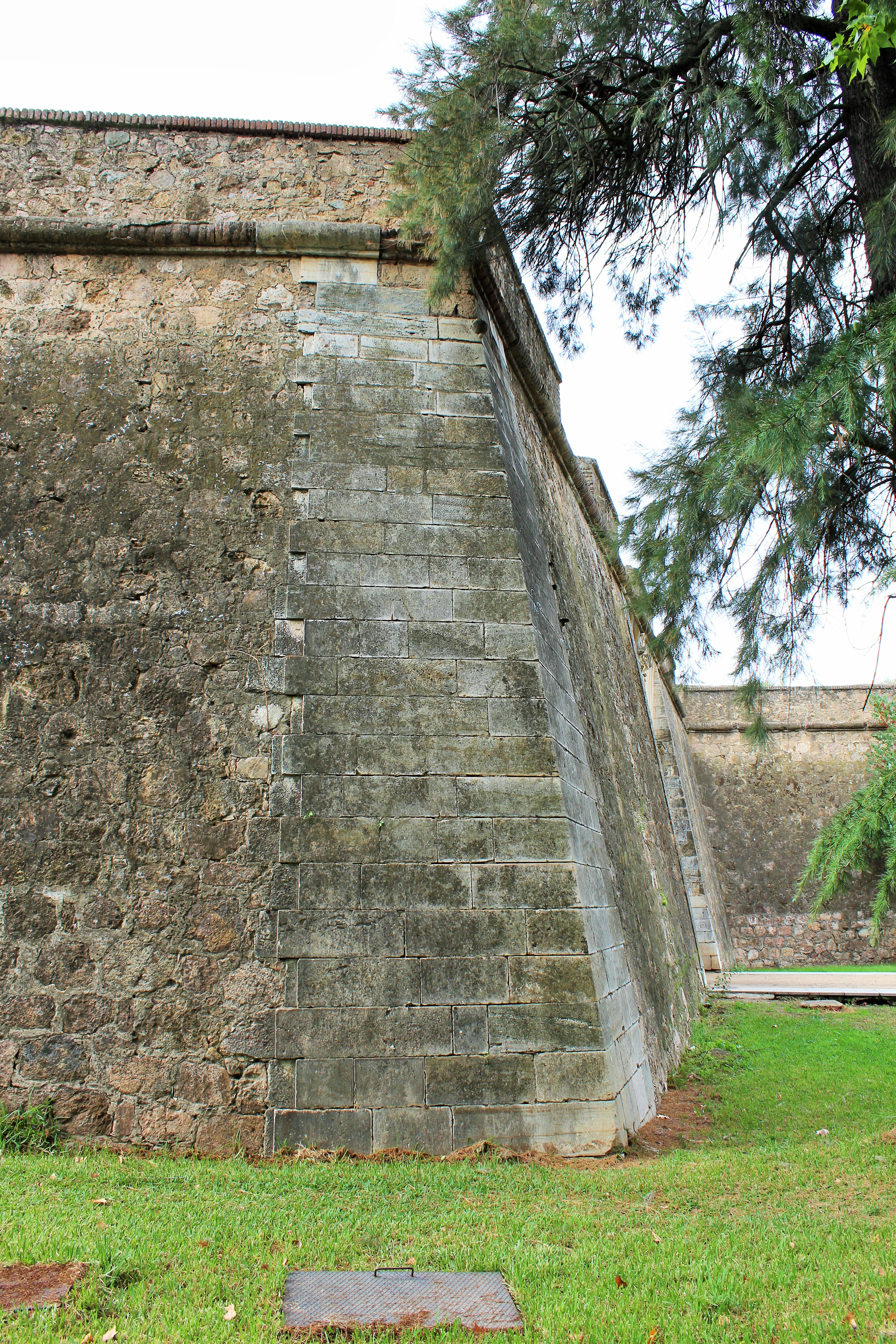
Baluarte de San Pedro.
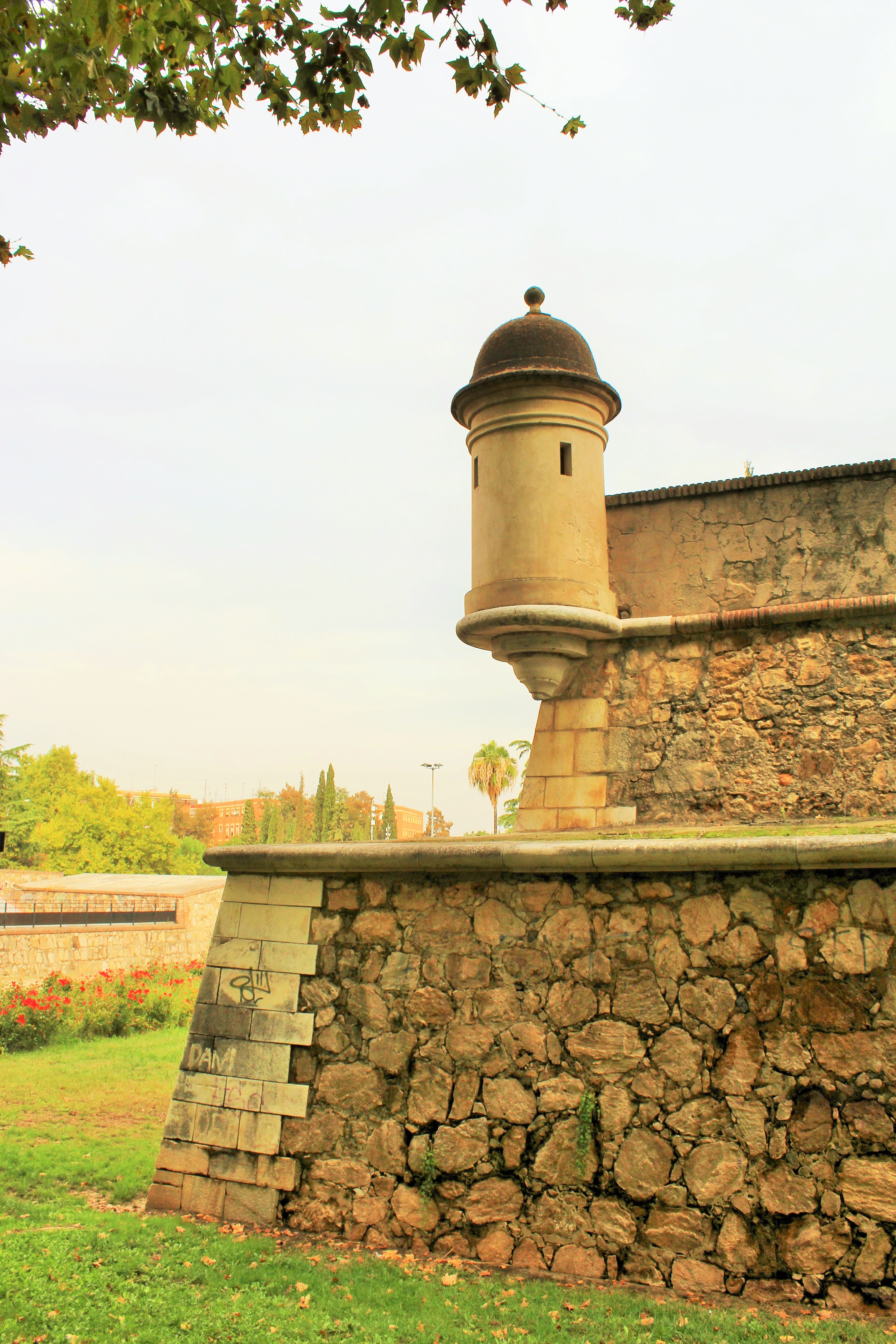
Baluarte de San José.
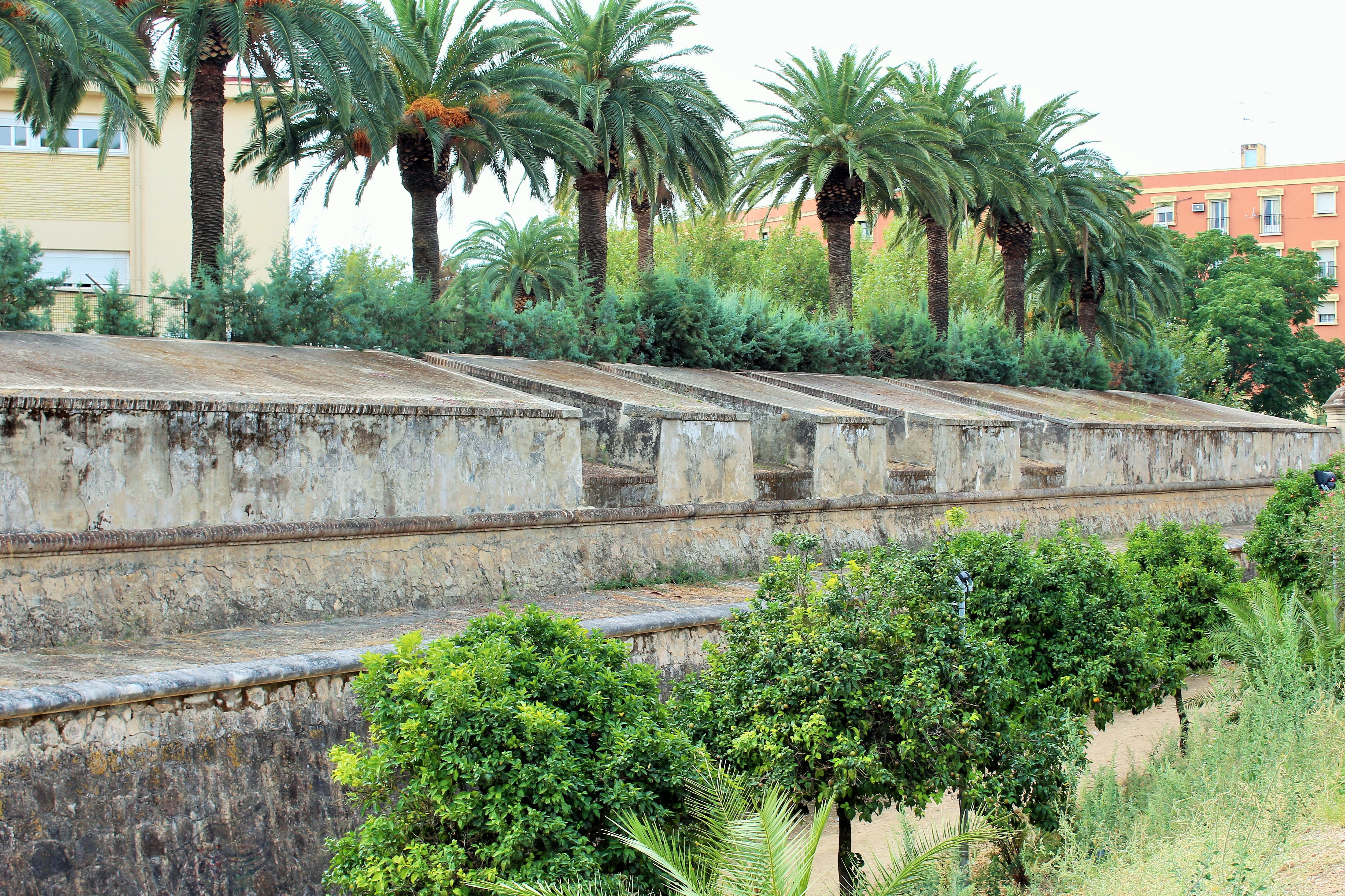
Semi-baluarte de Puerta de Palmas.
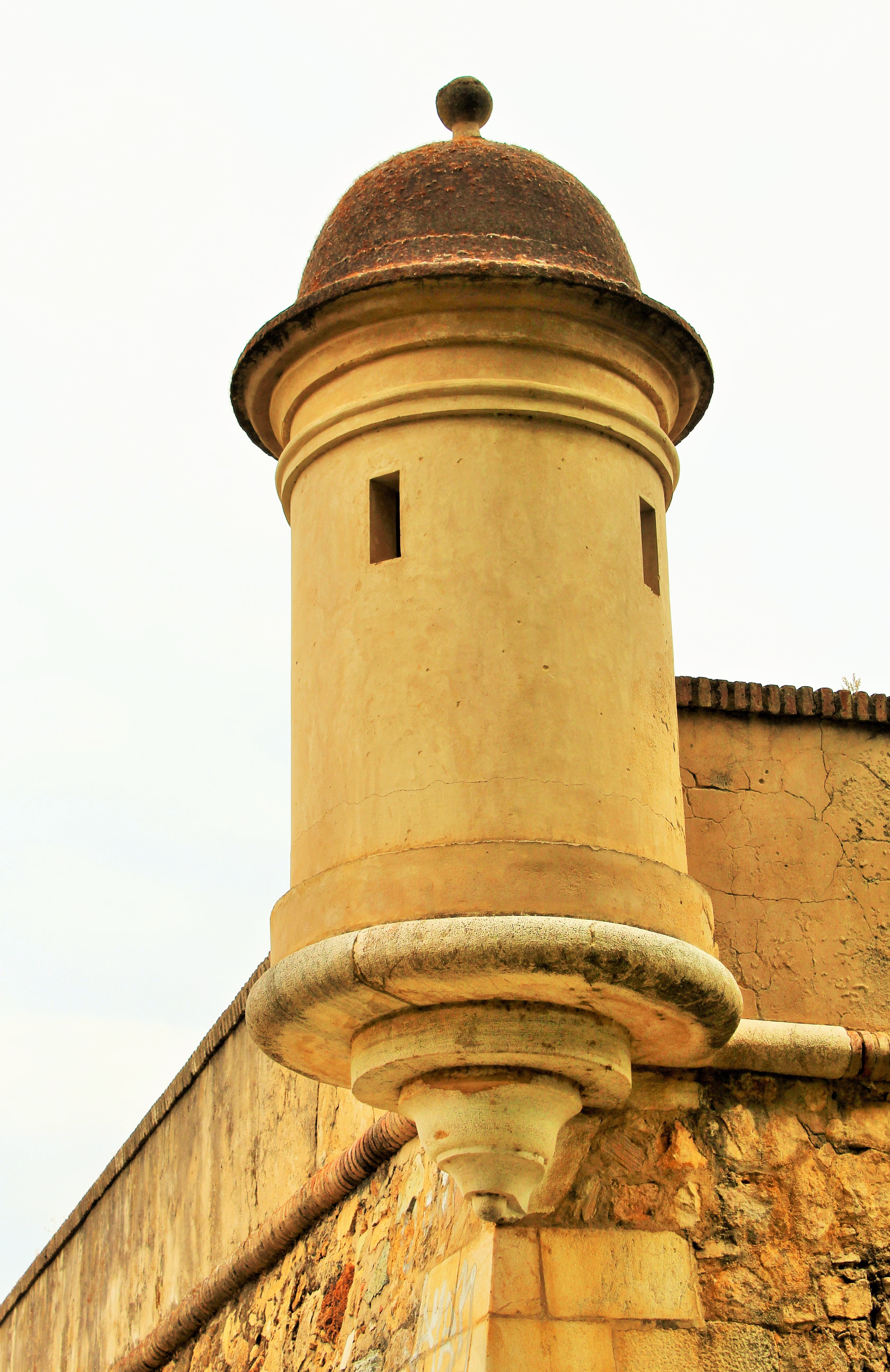
Garita.
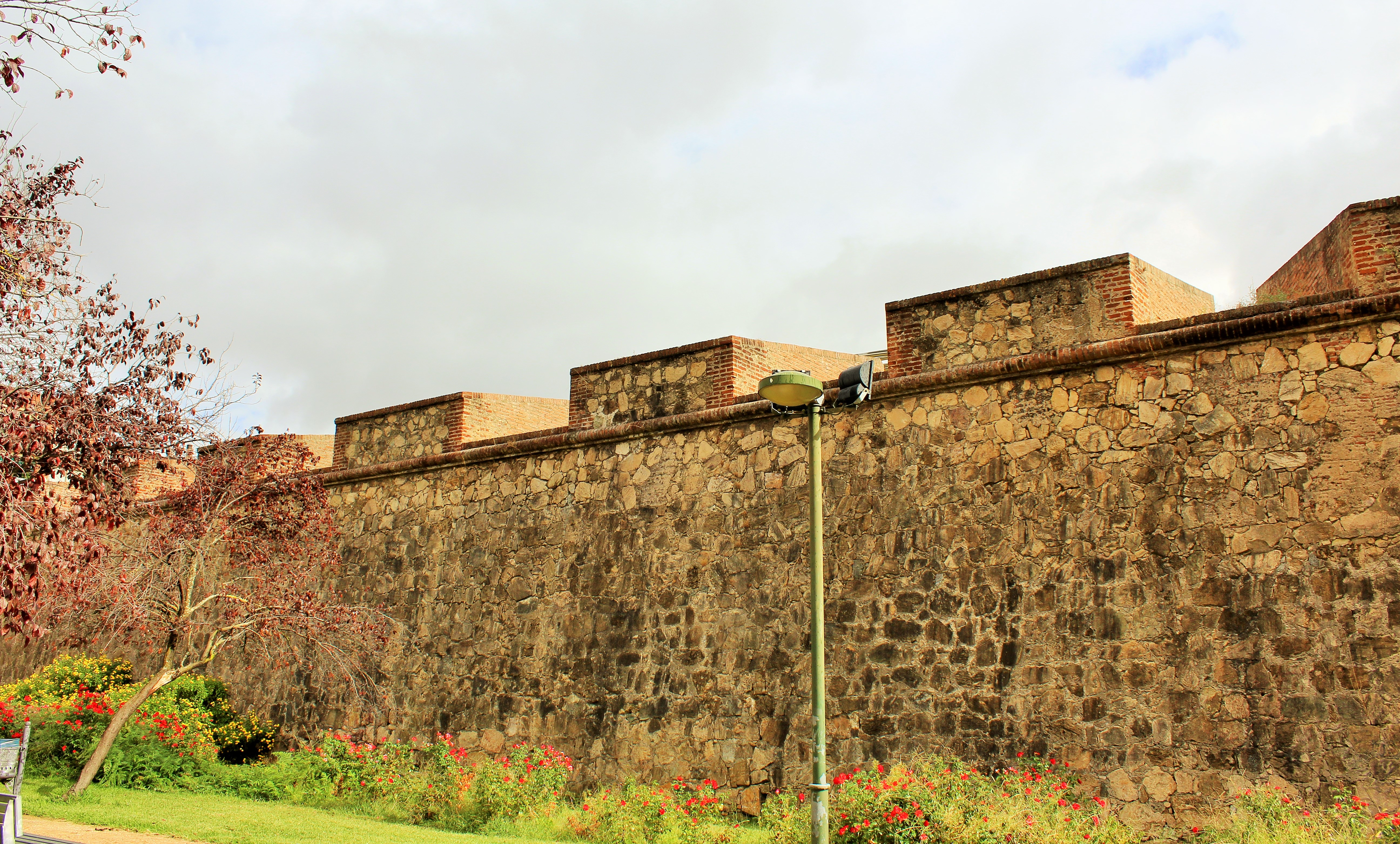
Baluarte de San Roque.
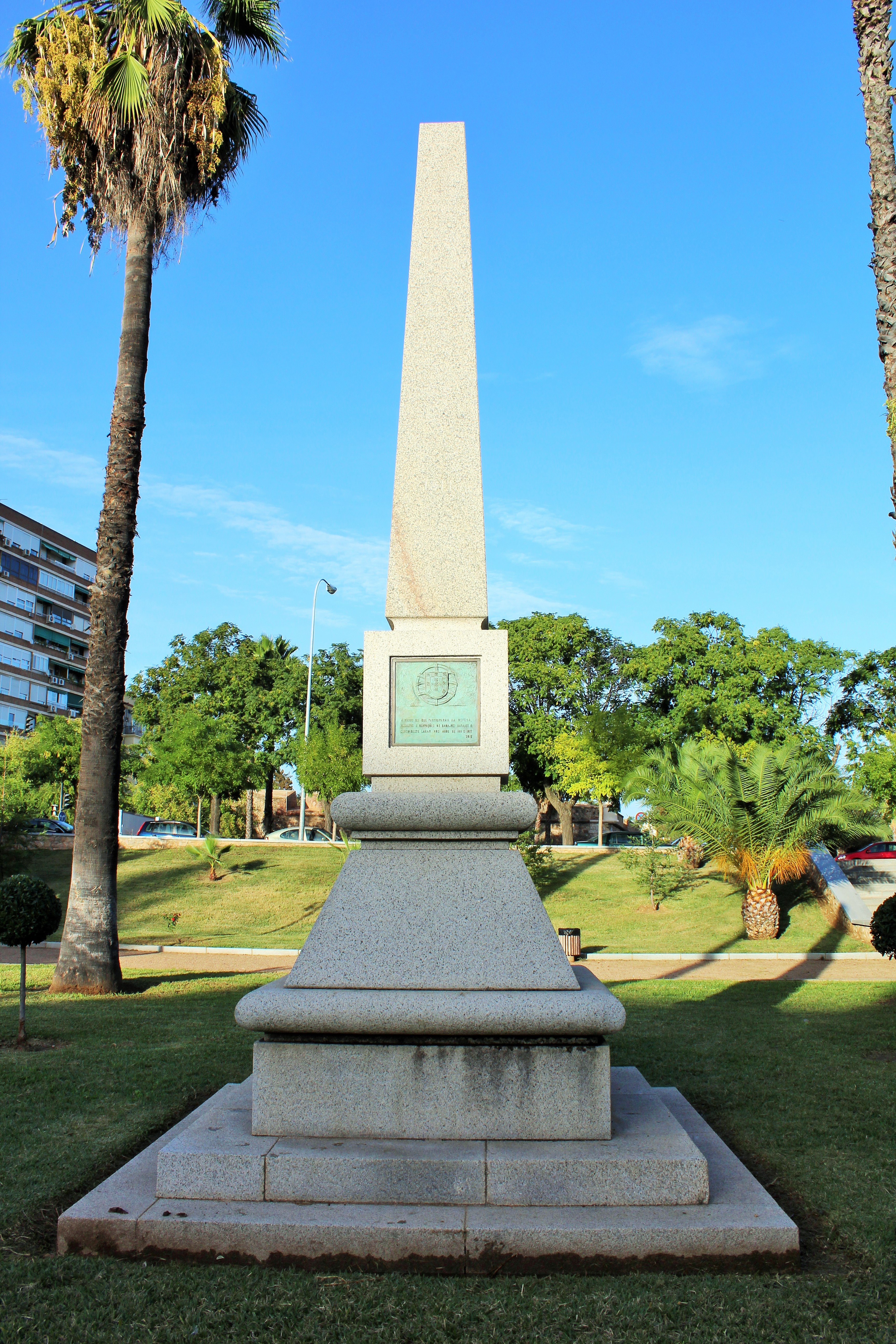
Monolito.
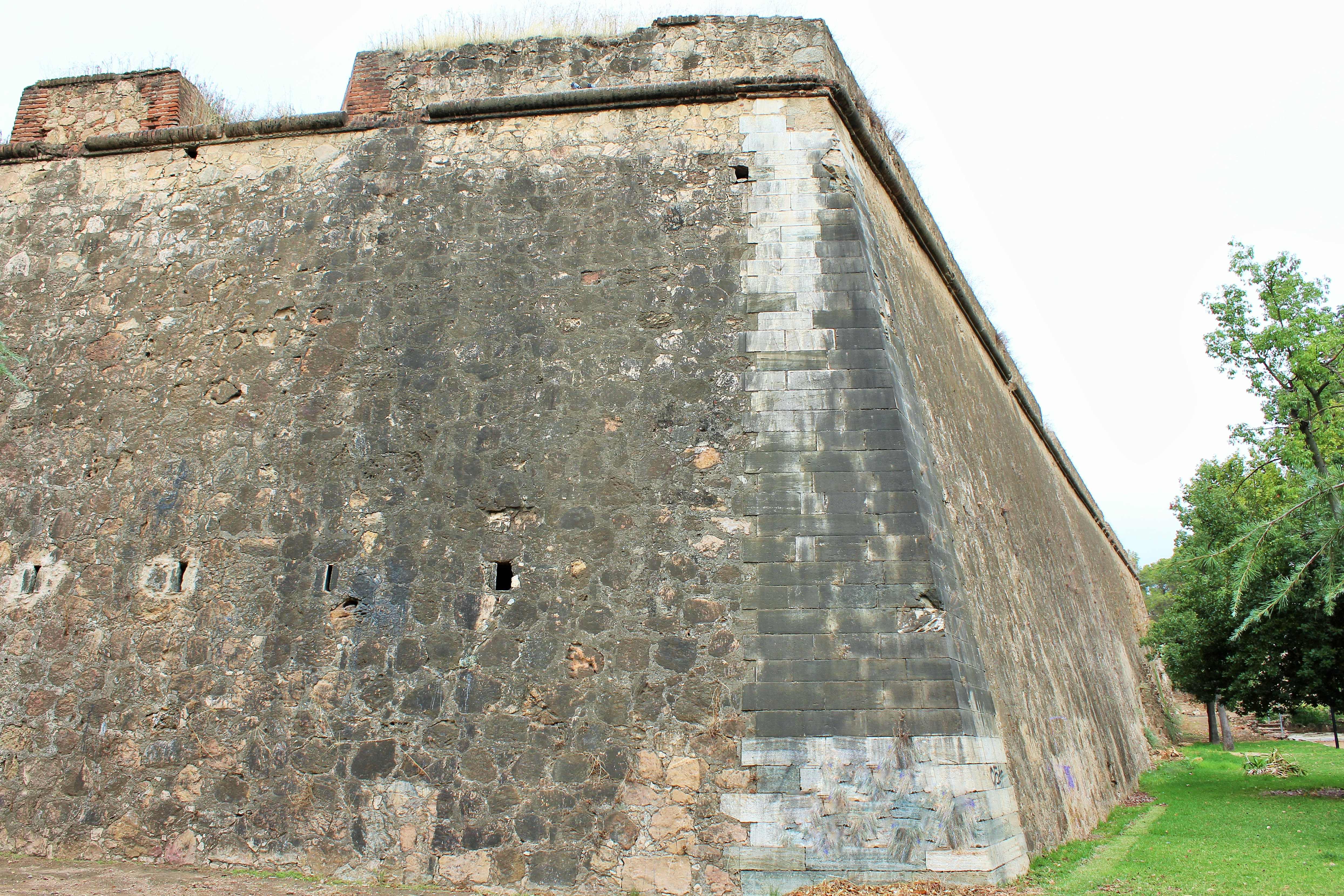
Baluarte de la Trinidad.
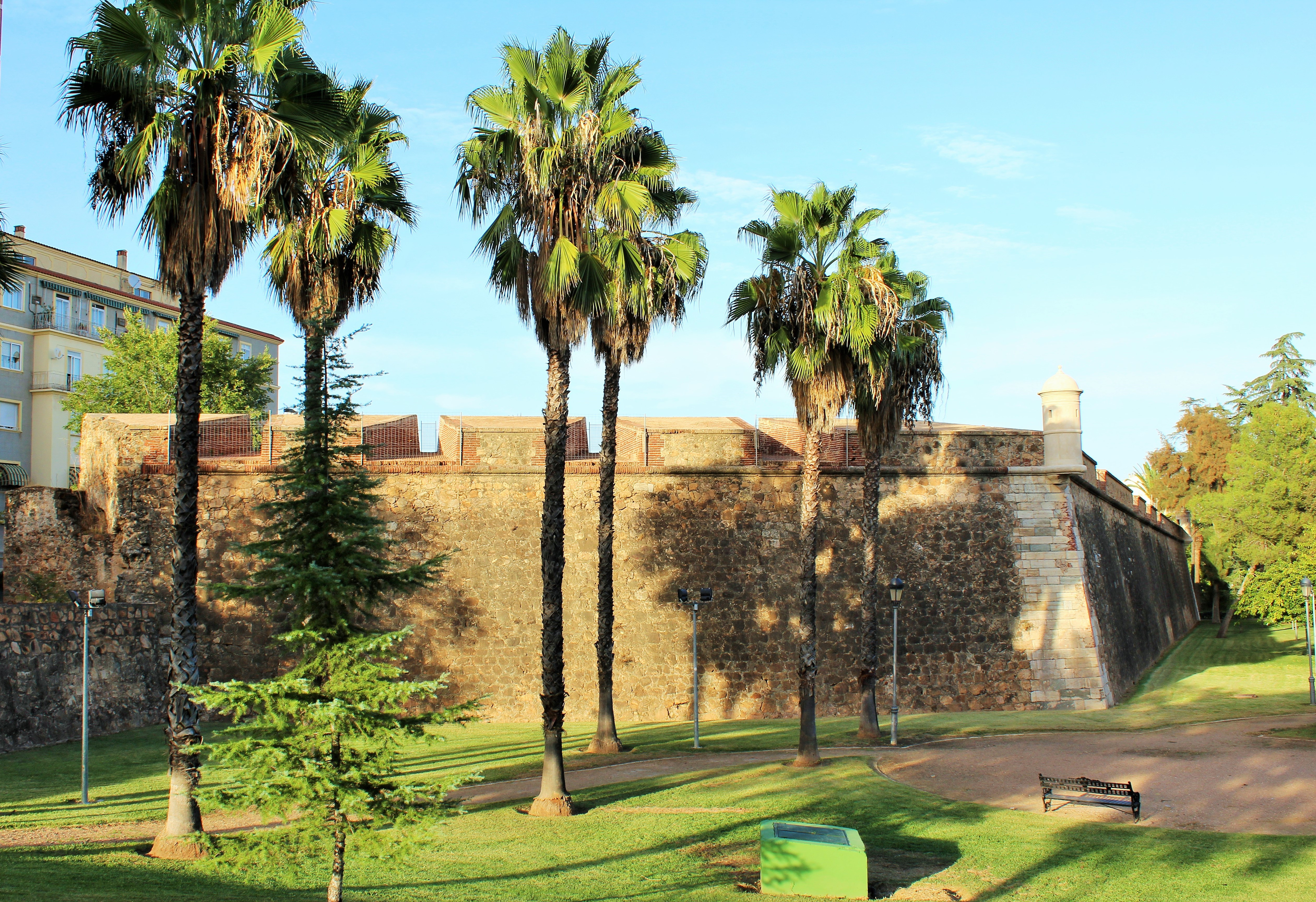
Baluarte de Santa María.
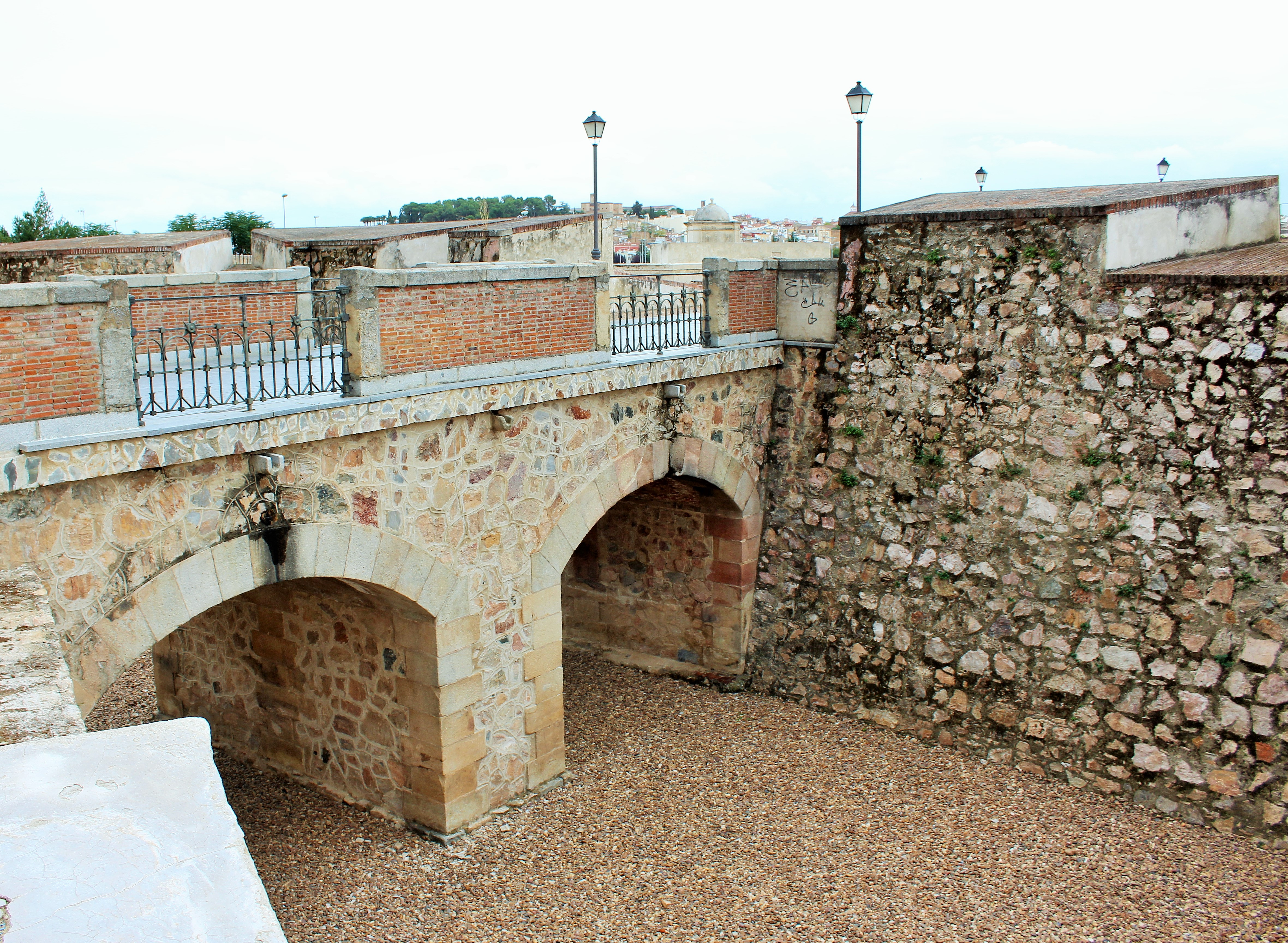
Hornabeque.
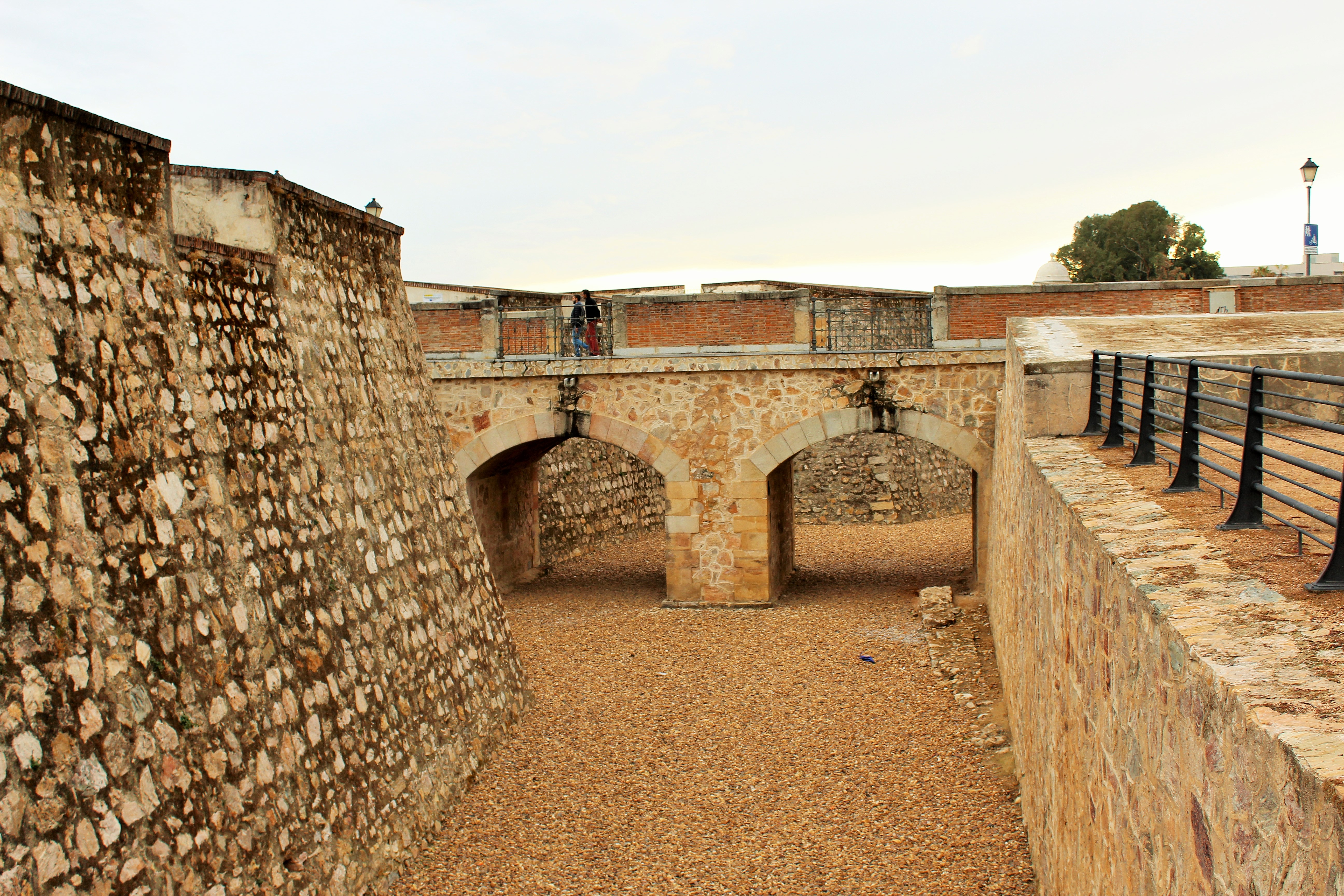
Hornabeque del Puente de Palmas.
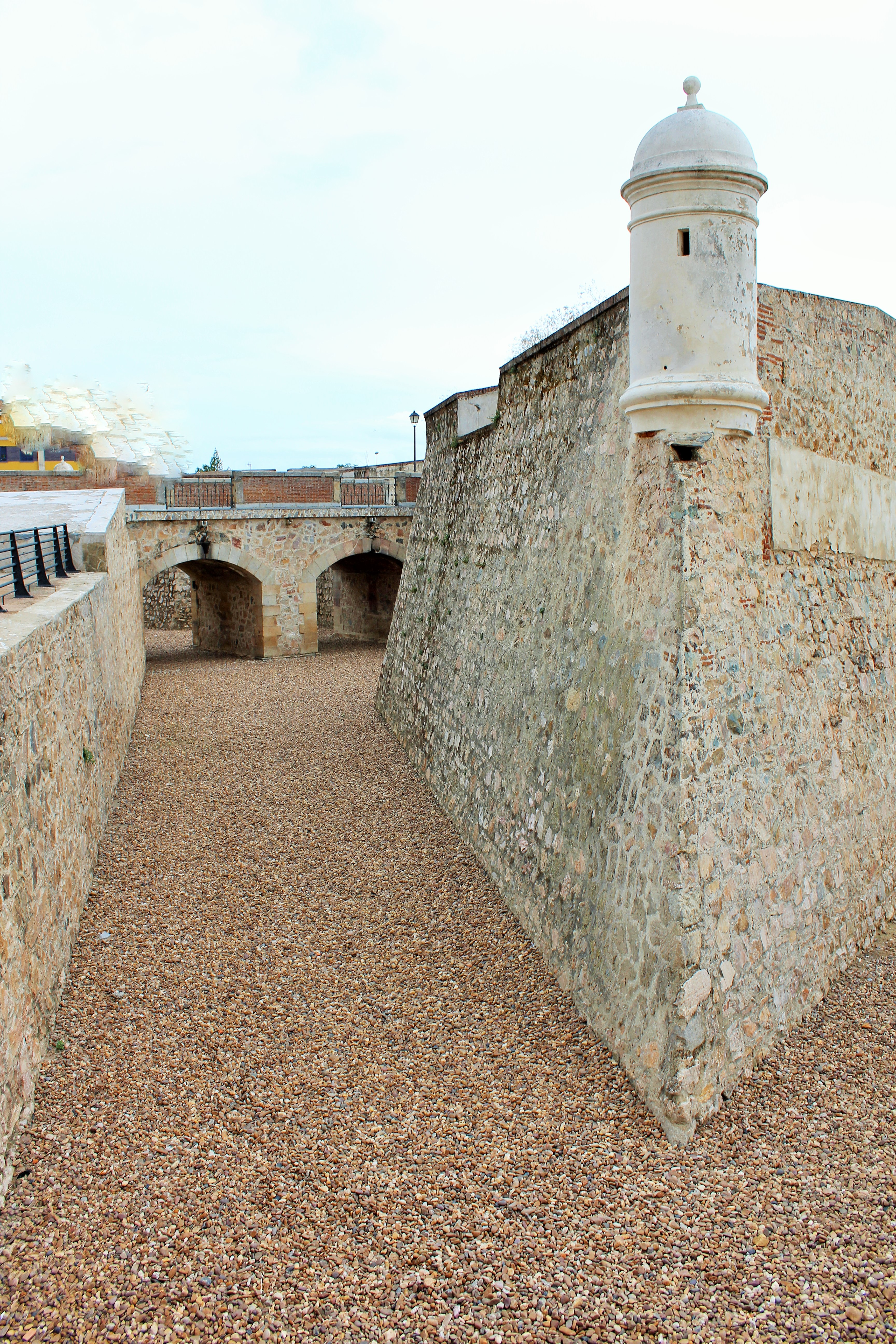
Semi-Baluarte del Puente.
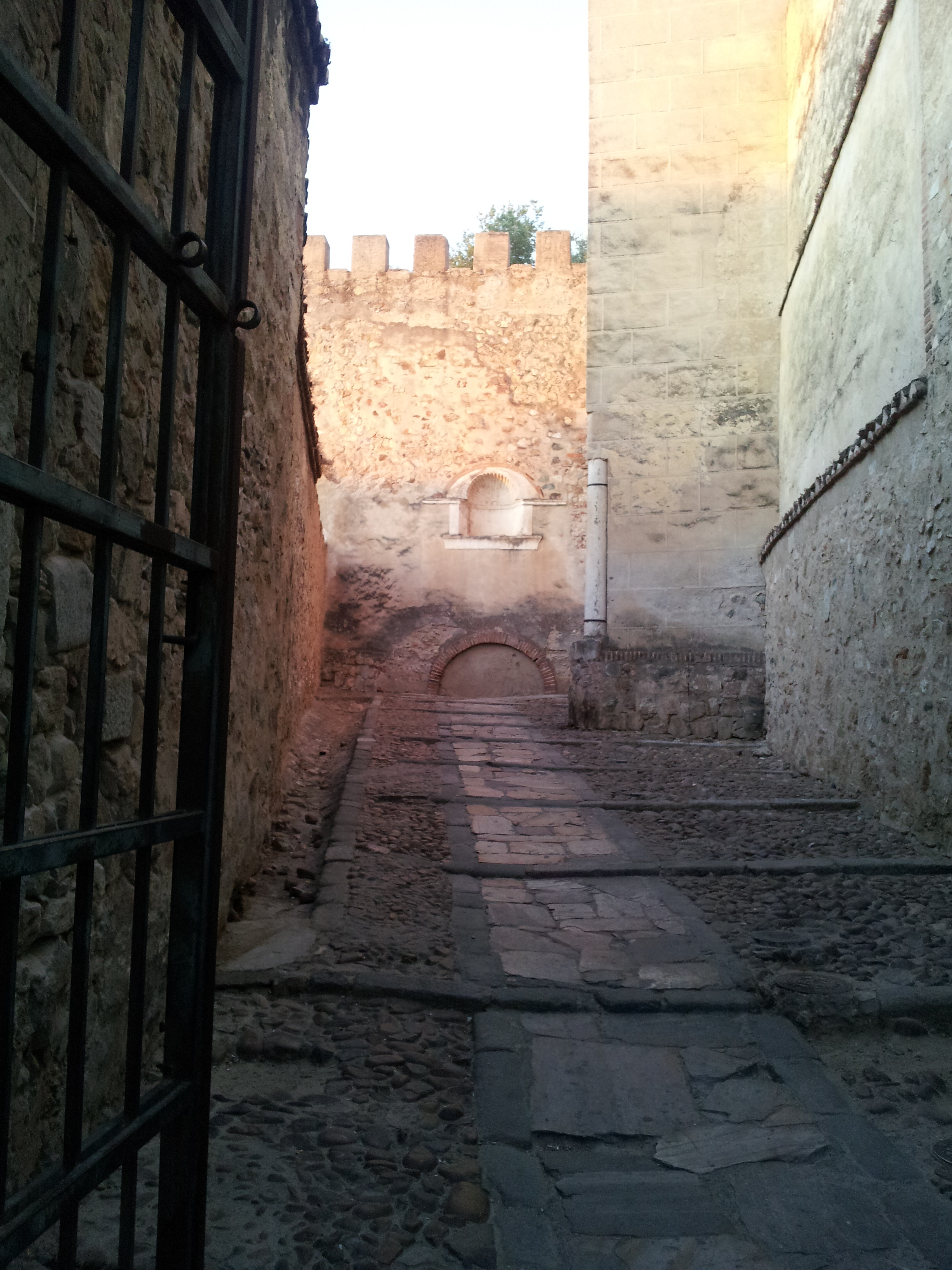
Entrada a la Alcazaba.
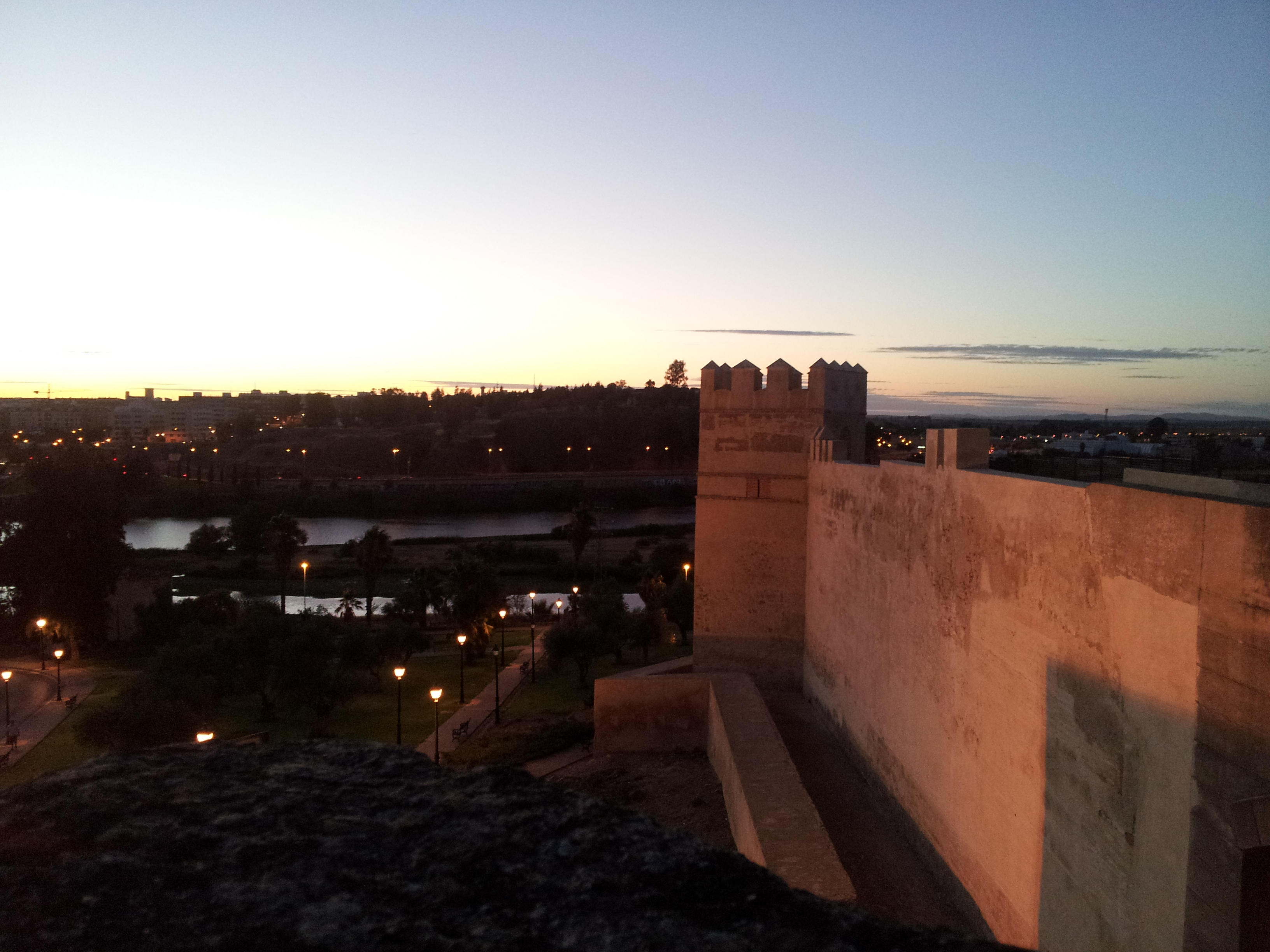
Murallas de la Alcazaba.
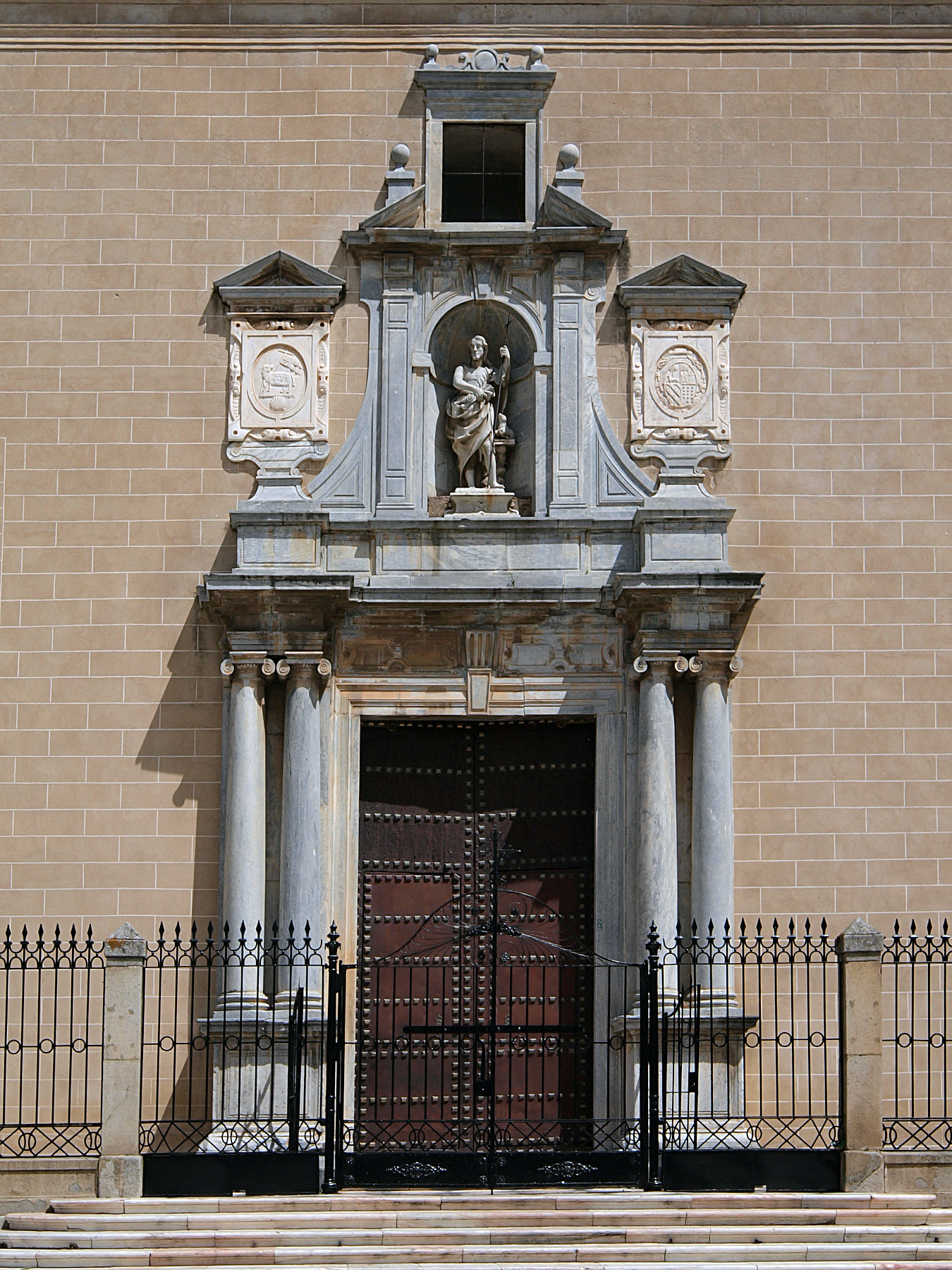
Portada de la Catedral.
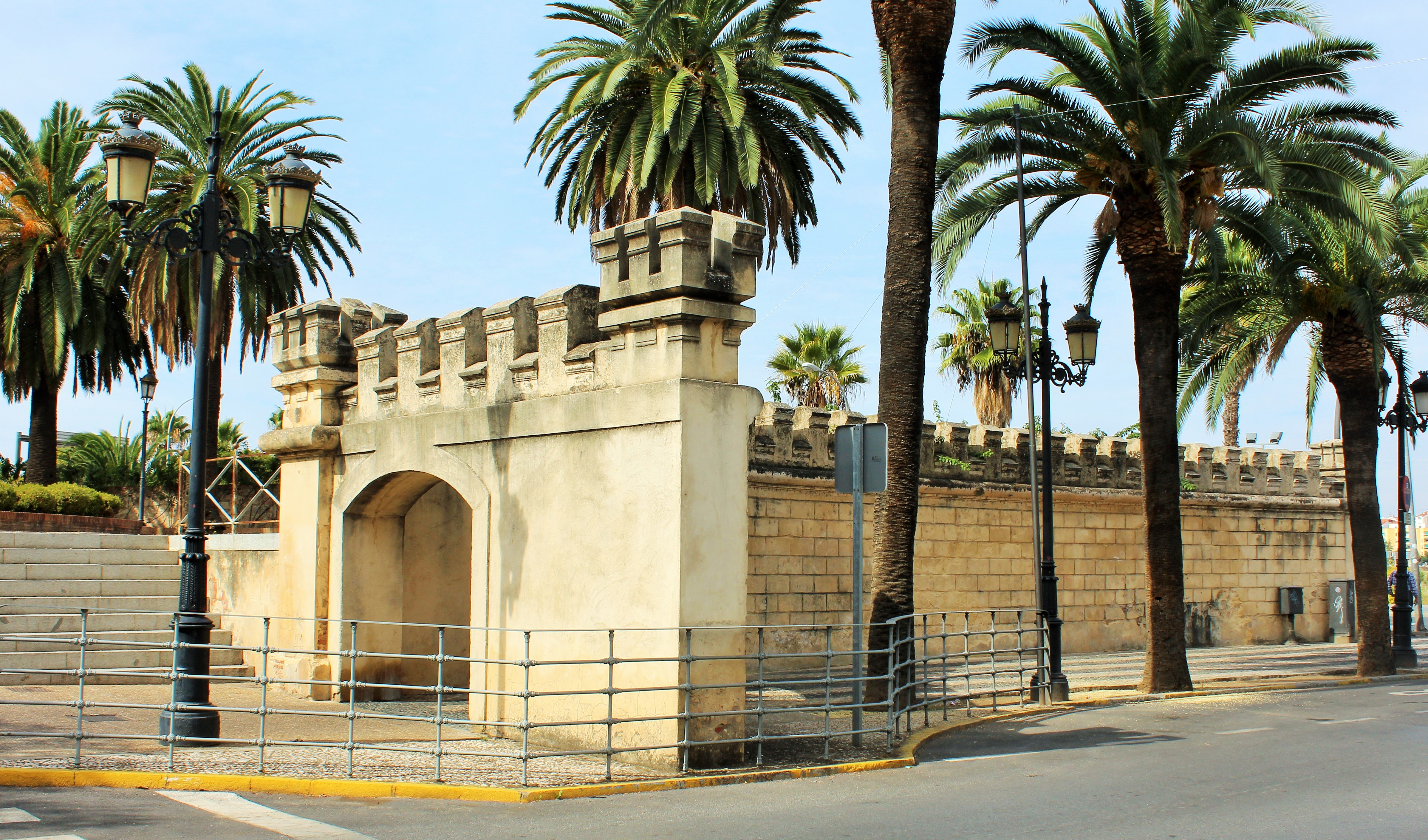
Extremo este del semibaluarte de Palmas.
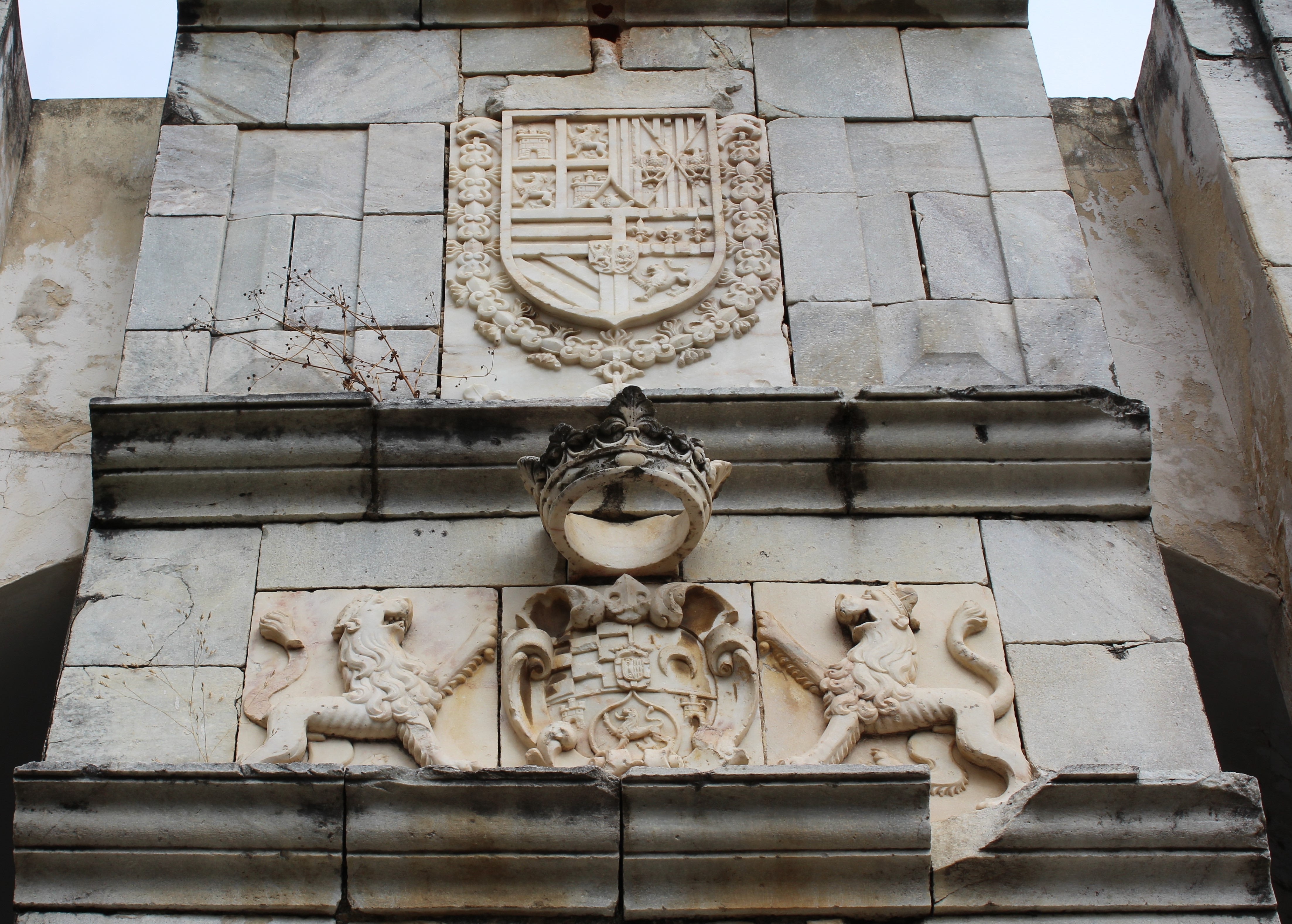
Escudo en Puerta Pilar.
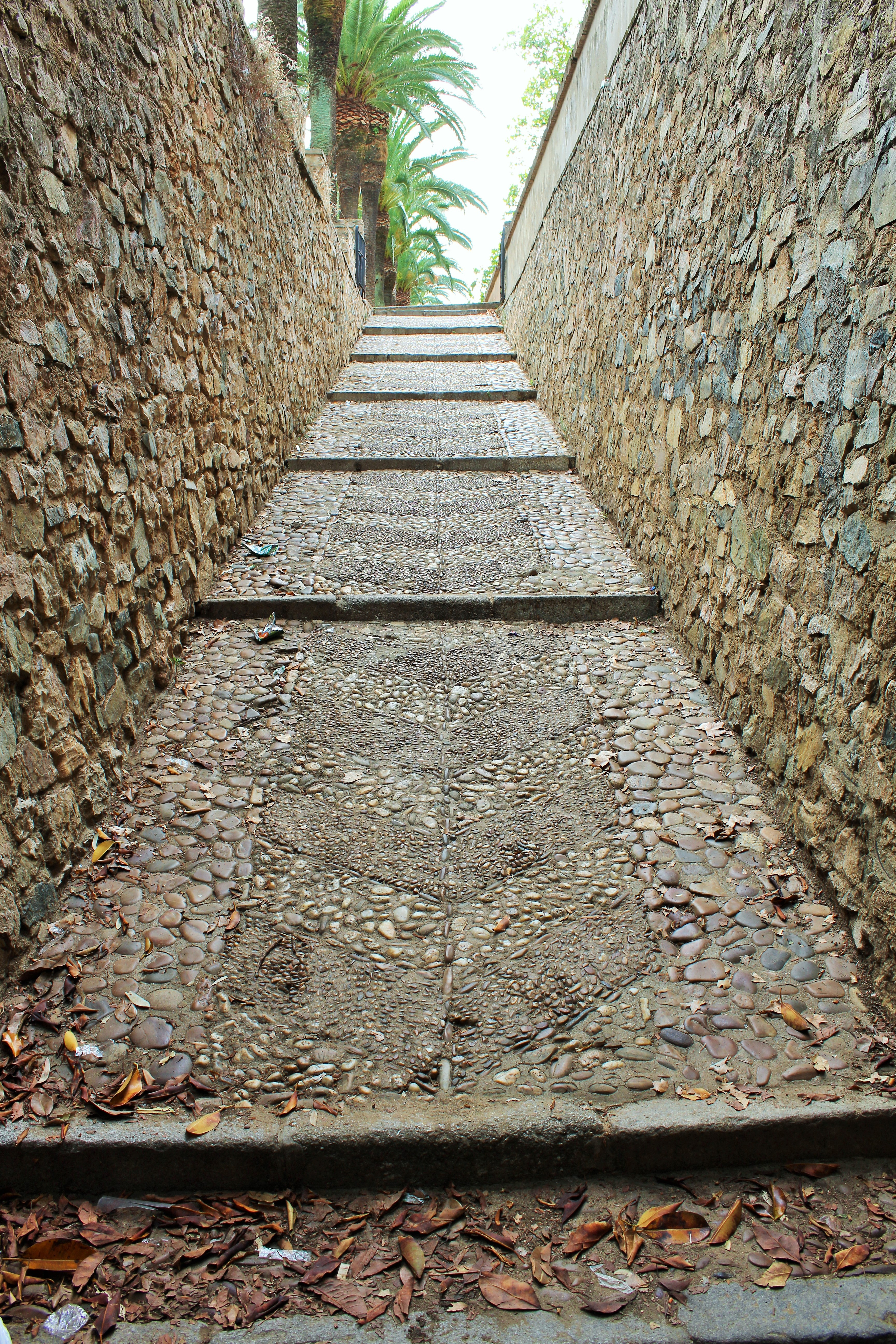
Acceso en San Vicente.
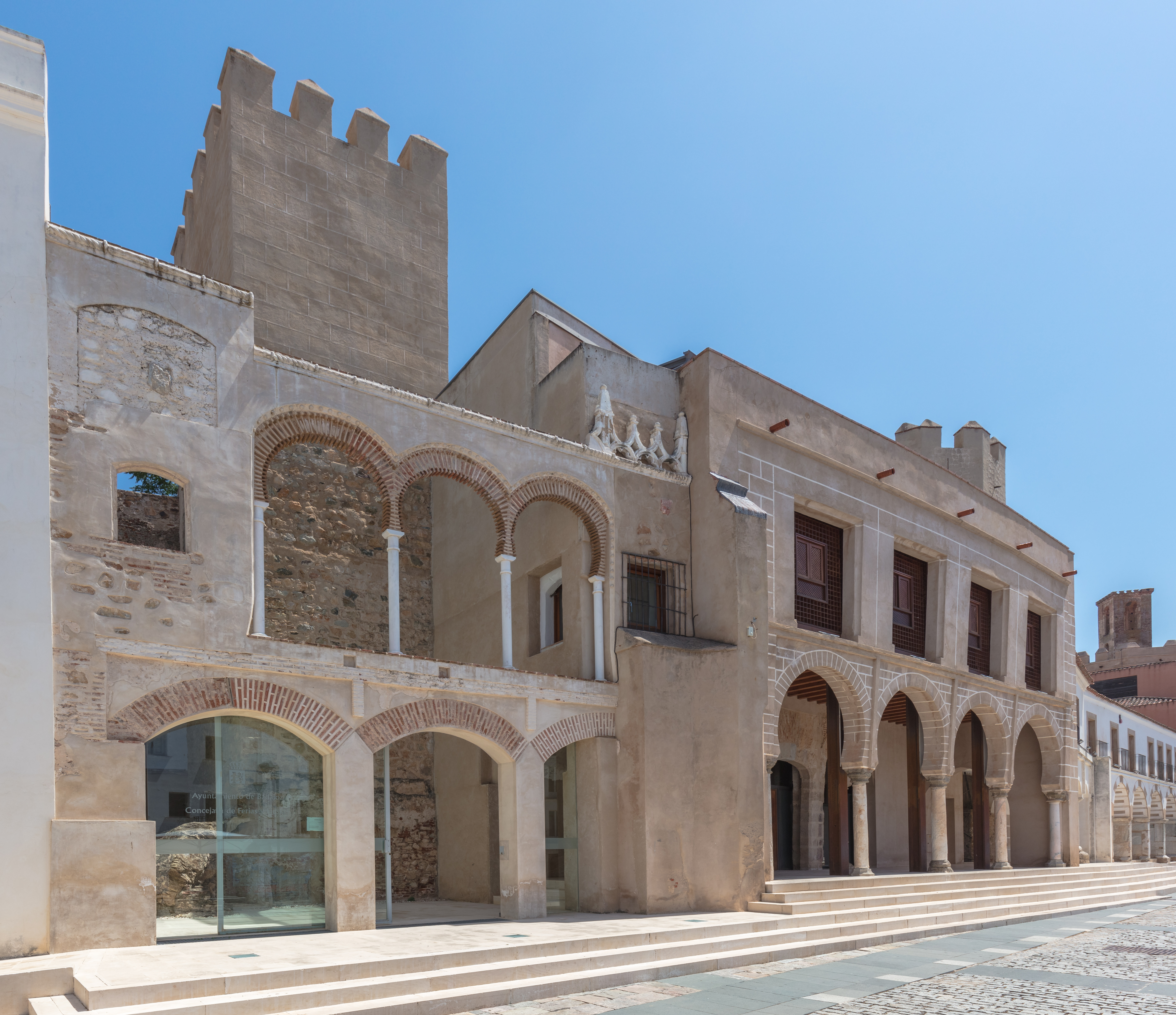
Antiguos edificios consistoriales.
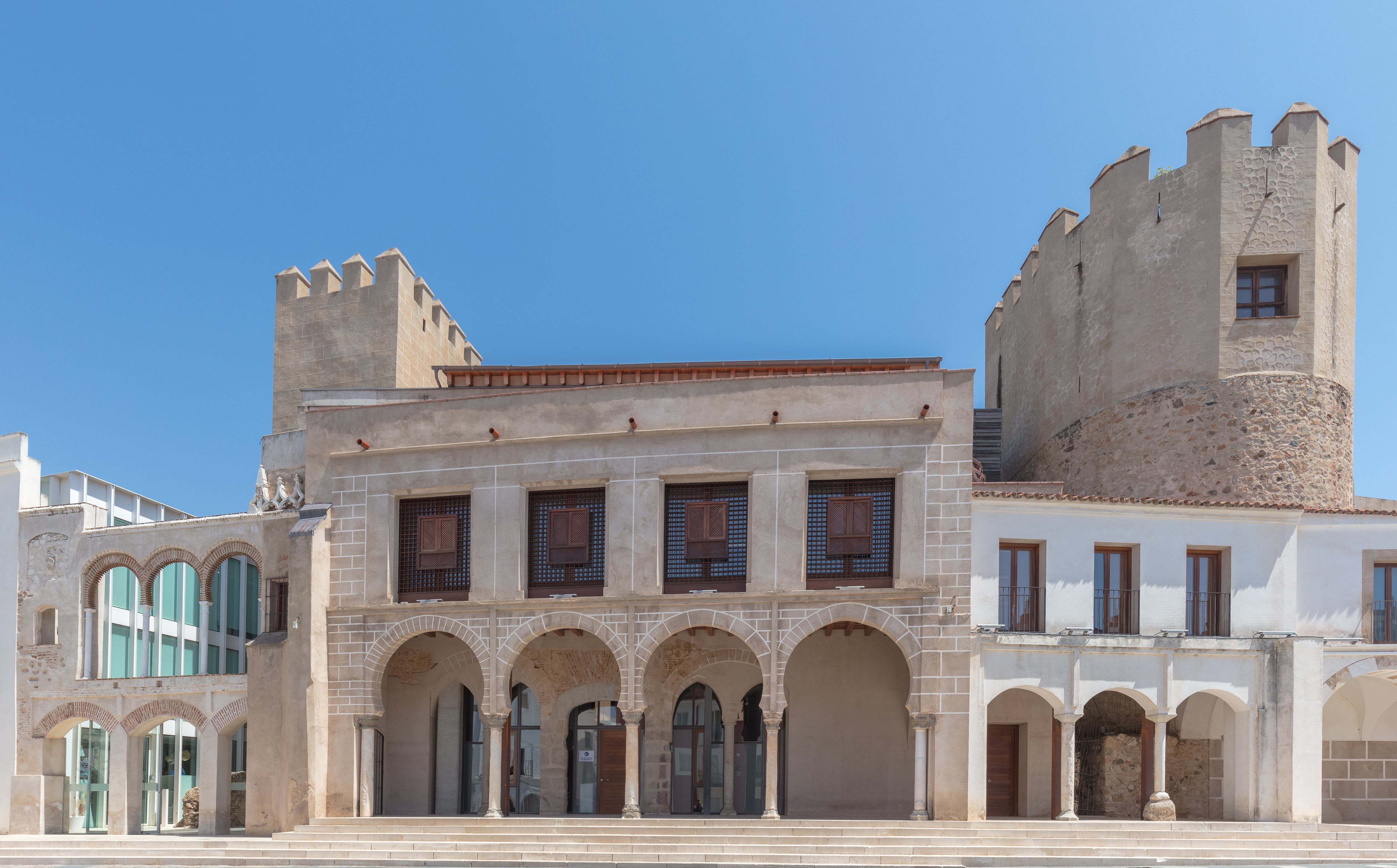
Casa Consistorial.
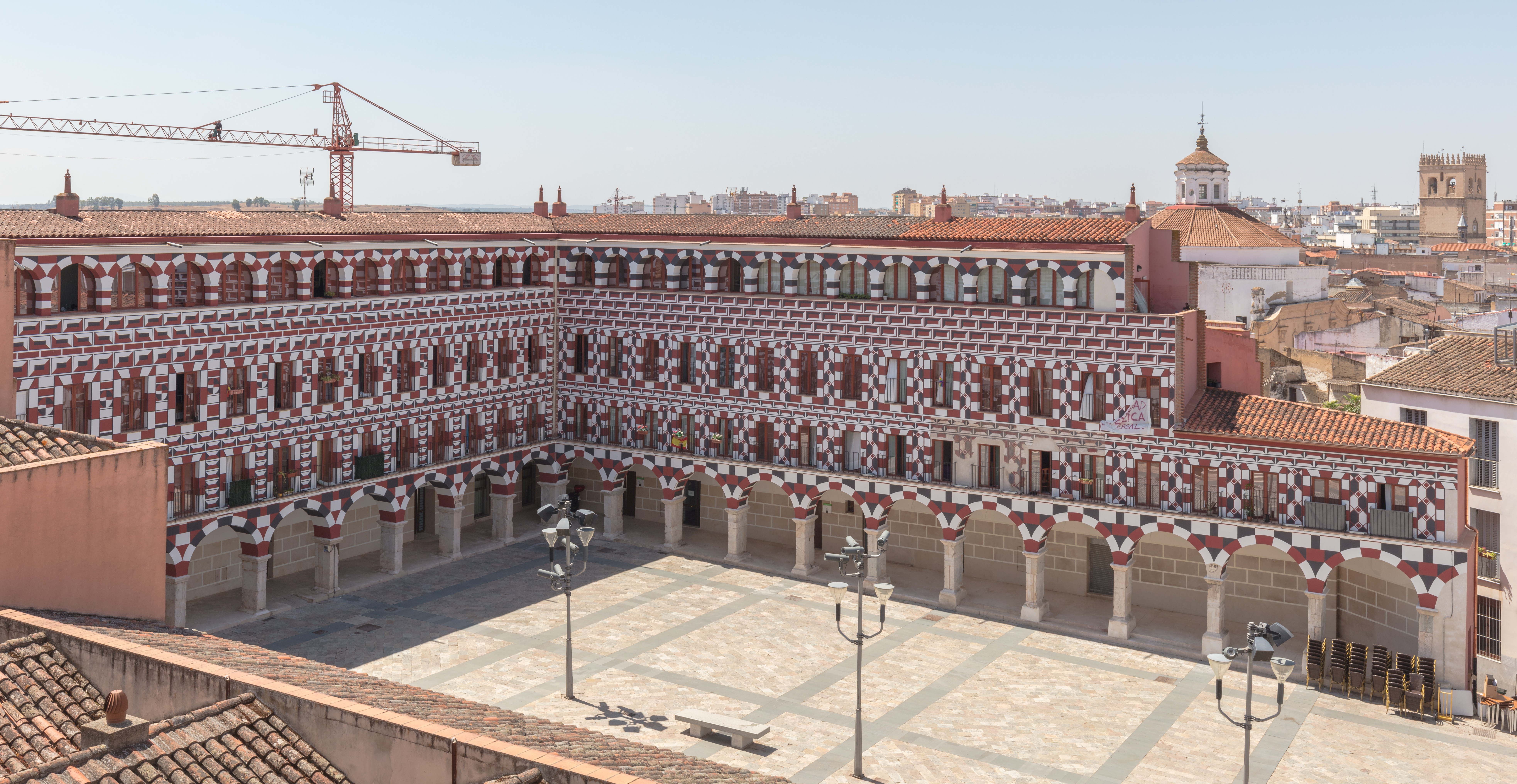
Plaza Alta.
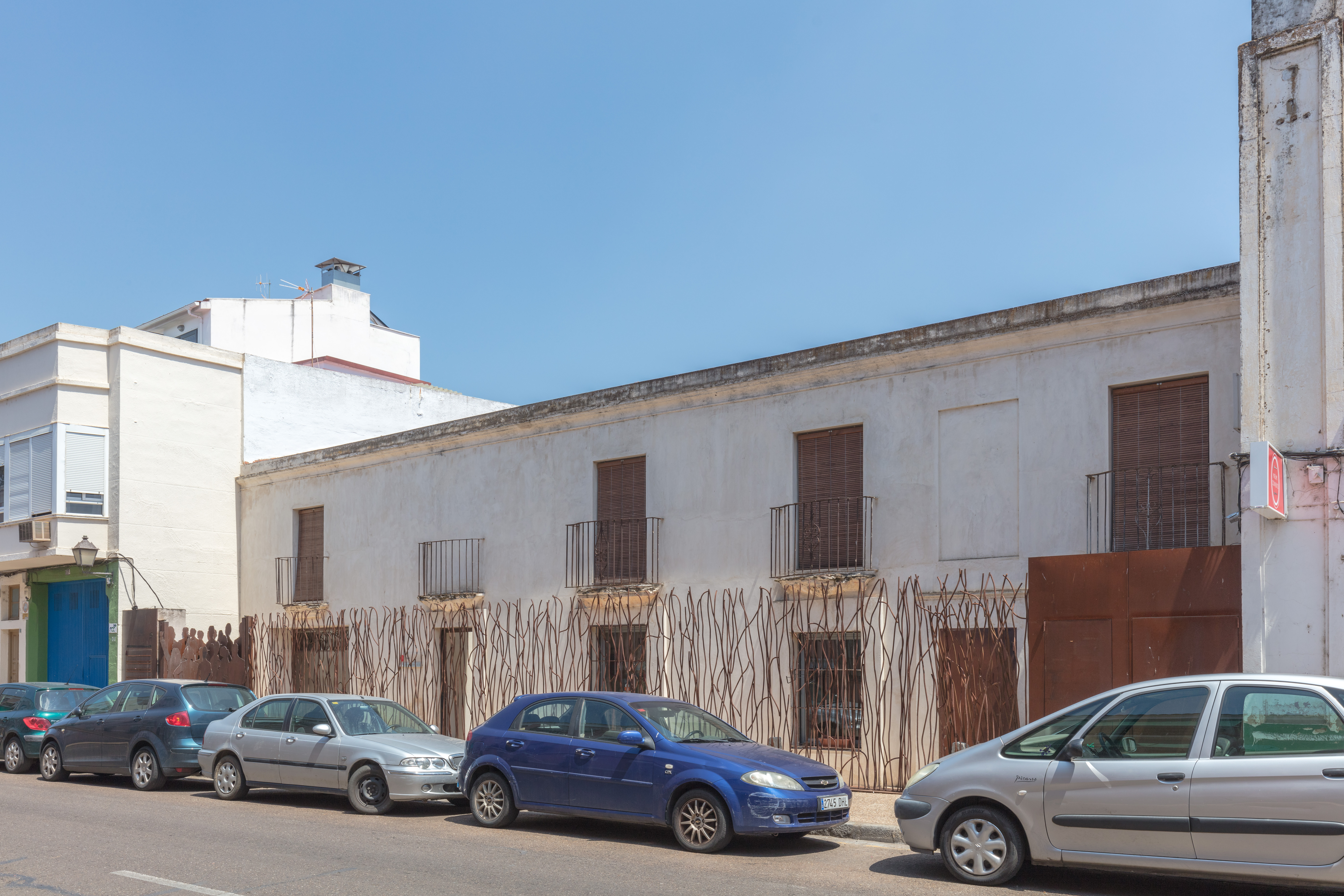
Edificio en la Avenida de Joaquín Costa 16, uno de los 6 BICs de Badajoz.

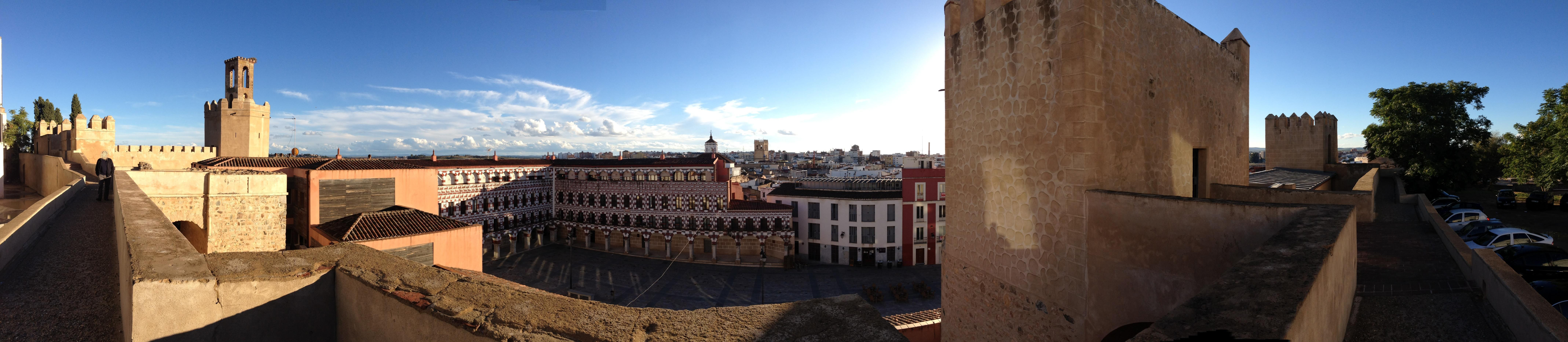
Imagen de la plaza Alta y Badajoz desde la muralla de la Alcazaba. A la izquierda de la imagen se aprecia la torre de Espantaperros.